# イスラム美術

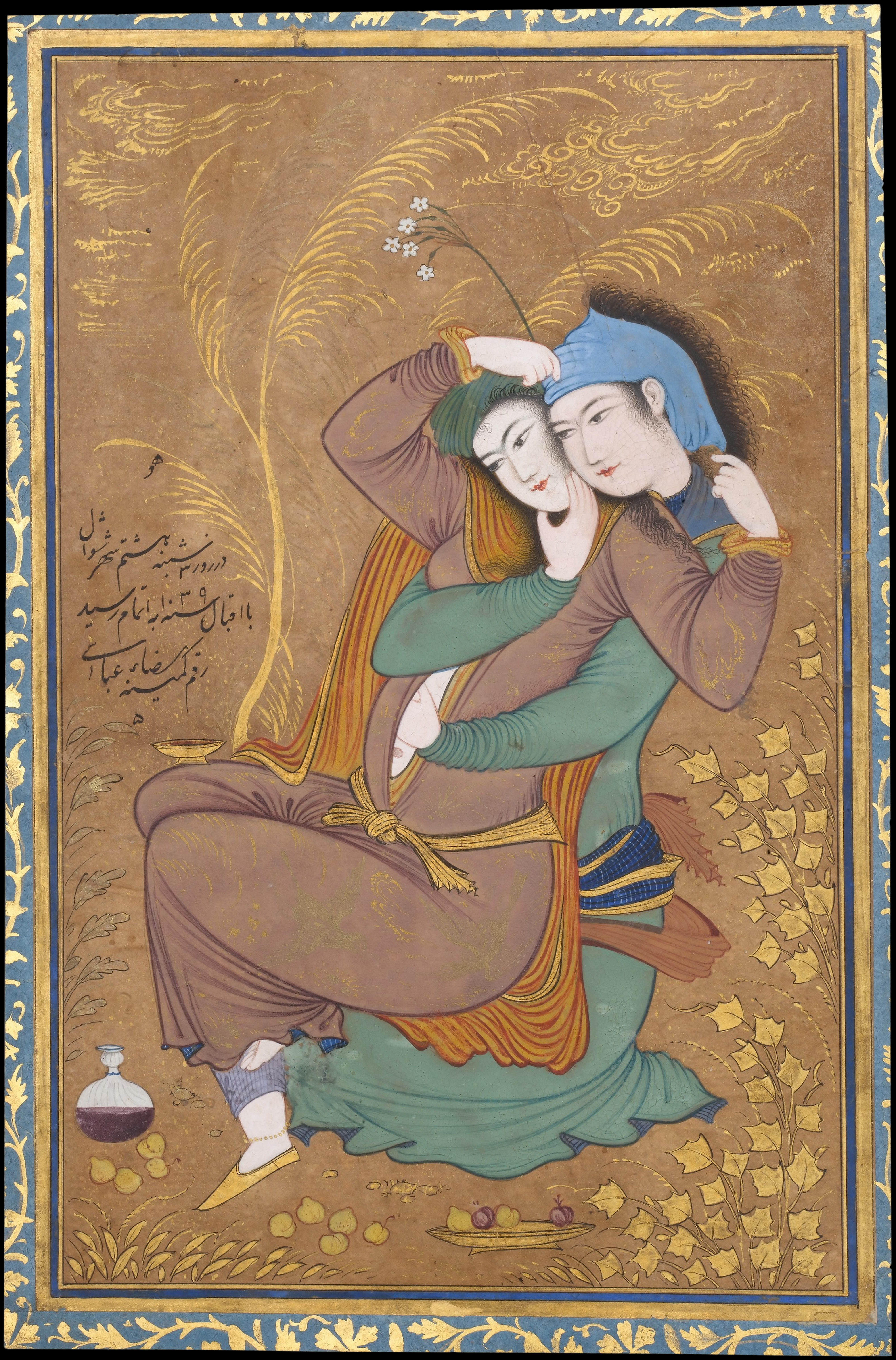
リザー・アッバースィー『宮廷の恋人たち』（エスファハーン、イラン、1630年）

イスラム美術（イスラムびじゅつ）もしくはイスラーム美術（イスラームびじゅつ）は、ヒジュラ（西暦622年）以降21世紀に至るまでの、スペイン、モロッコからインドまでにわたる「イスラーム教徒の君主が支配する地域で生み出された美術作品、もしくはイスラーム教徒のためにつくられた作品」を指す。
域内での職人、商人、パトロン、そして作品の移動のために、イスラーム美術はある程度の様式的な一体性を見せる。イスラーム世界全域で共通の文字が用いられ、特にカリグラフィーが重用されることが一体感を強めている。装飾性に注意が払われ、幾何学的構造や装飾で全体を覆うことが重視されるといった共通の要素も際立っている。しかし、形式や装飾には国や時代によって大きな多様性があり、そのためにしばしば単一の「イスラーム美術」よりも「イスラームの諸美術」として捉えられる。
建築においては、モスクやマドラサのような特定の役割を持つ建物が非常に多様なフォルムで、しかしながらしばしば同一の基本構造に従って建設された。彫刻はほとんど存在しないが、金属、象牙、陶器などの工芸の完成度は高かった。聖俗双方の書物の中に見られるミニアチュールの存在も無視できない。
イスラームの美術は厳密に言えば宗教的なものではない----ここでの「イスラーム」という言葉は宗教ではなく、文明として捉えられる。「キリスト教美術」や「仏教美術」のような概念とは異なり、「イスラーム美術」において直接に宗教美術が占める部分は比較的小さい。また通念とは異なり、実際には人間、動物、さらにはムハンマドを表現したものも存在する。これらは基本的に宗教的な場所や聖典（モスク、マドラサ、クルアーン）において禁止されていた。

## 定義
この領域の呼称の問題は、研究の初期から難しいものであり続けてきた。19世紀のヨーロッパでは「アラブ美術」「ペルシア美術」「トルコ美術」「サラセン美術（とりわけ「サラセン様式」という呼称として）」「ムーア美術」のように地理や民族により個別に名付けられていたものが、19世紀末にはオリエント学を背景に1つの「イスラーム美術」もしくは「ムスリム美術」として捉えられるようになった。「マホメット美術」「ムスリム美術」のような宗教的な呼称は、「キリスト教美術」や「仏教美術」の場合と異なりイスラームが礼拝のための聖像や聖具を持たず、作品の相当な部分が世俗的なものであったことから不適切であり、「イスラーム」という語が、その宗教的でなく文化的な受け取られ方により、20世紀後半には好まれるようになった。
しかしながら、そのような美術の一体性の問題は微妙なものであり続けている。このため美術史家は「イスラームの諸美術」（arts de l'Islam）という表現を好むようになりつつあるが、「イスラーム美術」（art islamique）という表現も依然として頻繁に出版物に見られる。イスラーム美術という考え方そのものが、イスラームの側からではなく、外部の人々によって作り出された明らかに現代的な概念であるという指摘もある。

## 歴史

### イスラーム美術の始まり（7-9世紀）
イスラームはムハンマドの死後1世紀の間に後継のカリフたちの下で急速に版図を拡大し、西はイベリア半島から東はサマルカンドに至るまでの広大なイスラーム帝国が成立した。

#### 王朝時代以前
ウマイヤ朝以前の建築については、詳細には分かっていない。最初の、そして最も重要なイスラーム建築は、恐らくマディーナにかつてあったとされる預言者の家であろう。この半ば伝説的な建物はムスリムたちが祈るために集まった最初の場所であったと思われる。預言者の家は、多柱式の礼拝空間、礼拝の方向を示すキブラ、人々を酷暑から守る日陰という3つの要素を持つ、イスラーム建築におけるモスクの原型となった。祈りへと適用されたこの形式は、フサ寺院（イエメン、2世紀）もしくはドゥラ・エウロポスのシナゴーグ（245年に改修）が発想の源となっていた可能性がある。腐食しやすい建材（木材と練土）で建てられていたため預言者の家が残っていた期間は短かったが、アラブの史料で詳しい描写が行われている。こうした叙述はかなり後の時代のものであり、どの程度実物に忠実であるのかは明らかではない。預言者の家の跡地と推測される場所には預言者のモスクが建っている。
イスラームの初期の物品をそれより前のサーサーン朝、ビザンツ帝国などのものと区別することは非常に難しく、これはウマイヤ朝に関してもそうである。美術品の産出で知られる諸帝国に取り囲まれていた地域で誕生しており、初期のイスラームの芸術家たちが近隣諸国と同じ技法とモチーフを用いたのはこのためである。釉を施さない陶器の大量の産出が知られており、銘からイスラーム時代のものと特定できるルーヴル美術館蔵の有名な小碗もそのことを示している。この碗は、イスラーム以前からイスラーム世界への移行をたどることの出来る数少ない発掘地点であるスーサから出土した。

#### ウマイヤ朝
歴史時代：ダマスカスのウマイヤ朝

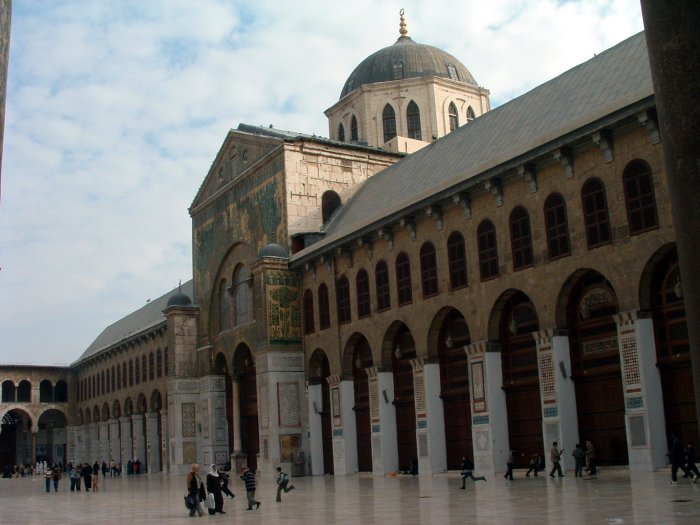
ダマスカスのウマイヤド・モスク

最初のイスラーム王朝であるウマイヤ朝（661年-750年）において、宗教的および世俗的な建築が新しいコンセプトと様式をともなって発展した。中庭と多柱式の礼拝室からなるアラブ様式は、ダマスカスにウマイヤド・モスクが建設されてから様式として確立された。この大建築は建築者たちと美術史家たちにとってアラブ様式の誕生を知らせる目印となっていった。

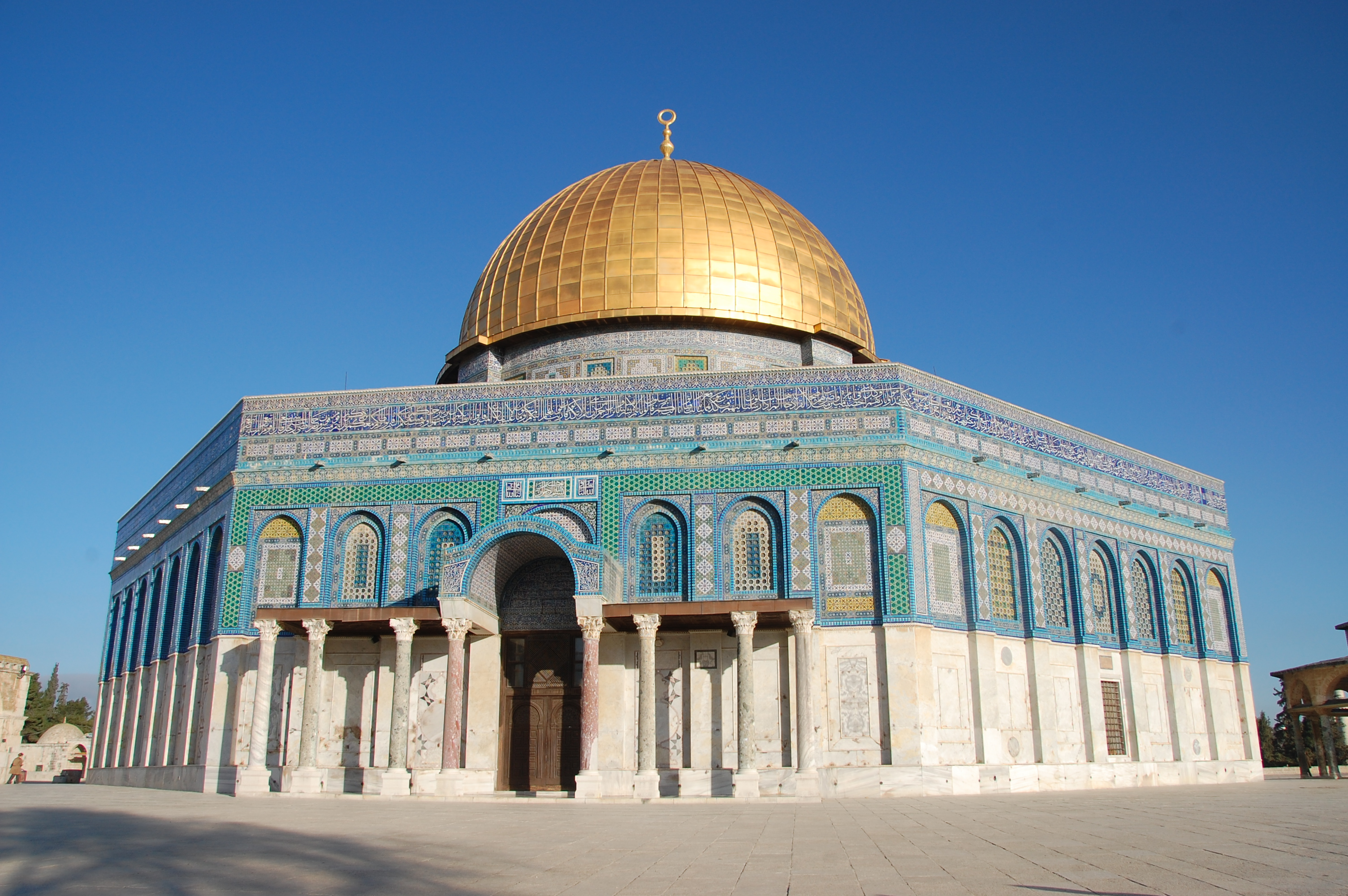
エルサレムの岩のドーム

エルサレムの岩のドームは、イスラーム建築全体を通じて最も重要な建築物の1つである。金地のモザイクや、聖墳墓教会を想起させる中央部の様式にビザンチンの影響が見られるが、クルアーンの書かれた銘文をともなう250mにわたるフリーズのような純粋にイスラーム的な要素も既に含んでいた。しかしながら、この作品の流れを汲むものは出現しなかった。
パレスチナの砂漠の城（砂漠の離宮とも呼ぶ）の数々は、その正確な機能については諸説があるが、世俗・軍事的な建築に関する多くの情報を伝えてくれる。キャラバンサライ、保養地、要塞化した住居、あるいはカリフと遊牧諸民族との会見をする宮殿など、その機能は専門家たちも確定できておらず、場所によって用途も違ったと推測されている。アンジャルの遺跡は、ラムラと同様に古代ローマのものに非常に近く、基幹道路であるカルドゥスとデクマヌスをともなう都市計画が見られる。
建築のほか、職人は陶器や金属工芸も行った。陶器は無釉が多かったが、緑もしくは黄色の単色透明な釉が施されることもあった。職人は西洋の唐草文様やアカンサス葉飾り、またはサーサーン朝の兜から取られた翼のモチーフなどの要素を再利用しており、こうした美術品をイスラーム以前の時代のものと区別することは難しい。
建築においても工芸においても、ウマイヤ朝の芸術家や職人は地中海とイランの古代後期の技法を再利用した。例えばウマイヤド・モスクでは、ビザンチン様式のモザイクの装飾的な諸要素をモデルとして、樹木と街に置き換えて自分たちの芸術概念へと適合させている。とりわけ「砂漠の城」はこうした借用の好例となっている。諸伝統を混淆させ、建築のモチーフや要素を再適用しながら、イスラーム特有の美術を作り出していった。

#### アッバース朝
歴史時代：アッバース朝

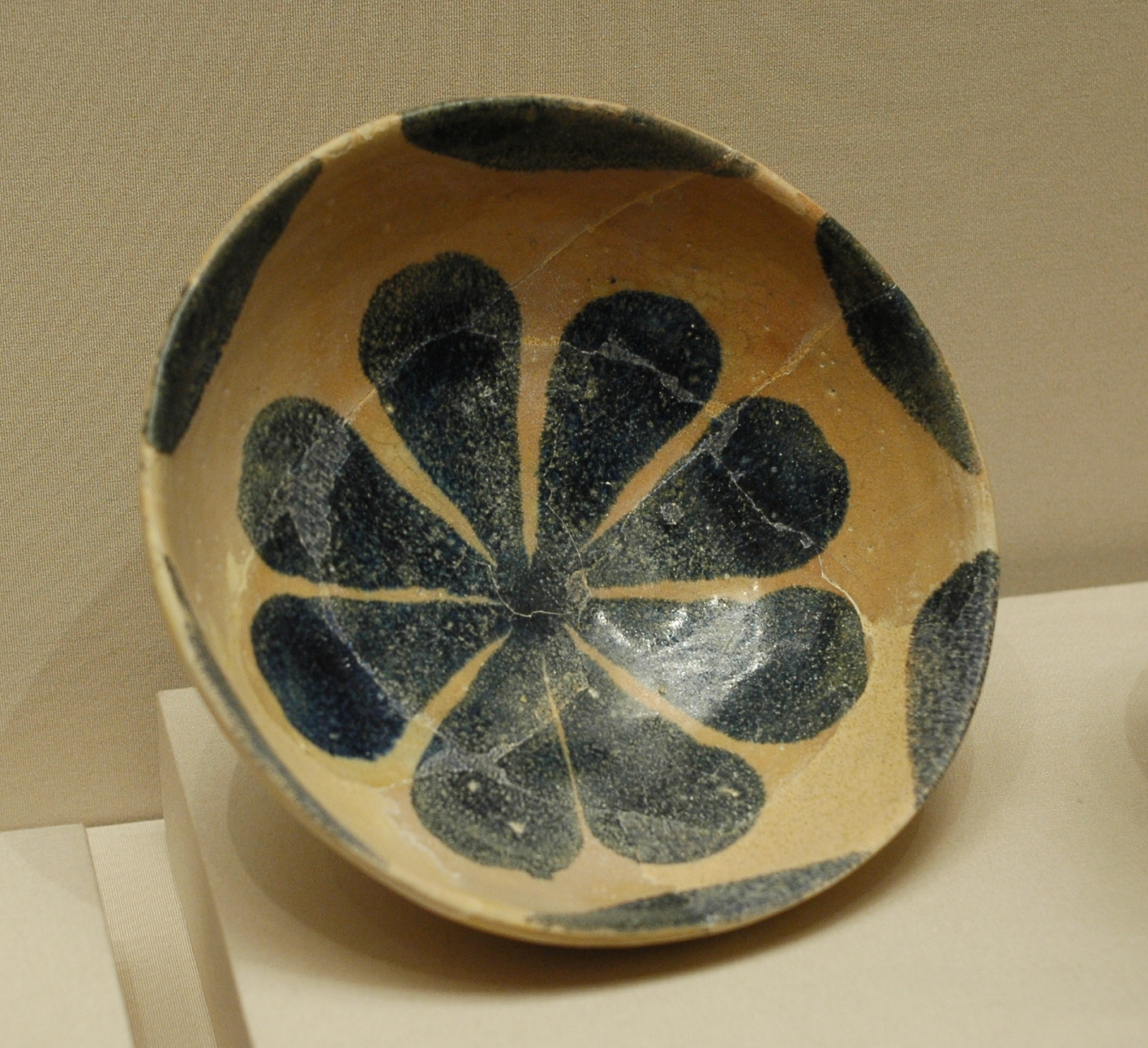
薔薇文様の杯。8-9世紀、イラン

アッバース朝（750年-1517年）の成立で権力の中心地が東に移ると共に、2つの都市が相次いで首都の役割を果たすようになる——イラクのバグダードとサーマッラーである。アッバース朝の建築にはティグリス川・ユーフラテス川の堆積土で作られた風化しやすいレンガが用いられていたため、当時の姿を知ることは難しい。
サーマッラーからは膨大な備品類、とりわけ建築の装飾となっていたスタッコ（化粧漆喰）が発見されており、そのモチーフは建物の年代決定をある程度可能にした。これらのモチーフはエジプトのトゥールーン朝からイランに至るまでの工芸品、特に木製のものにもまた見出される。

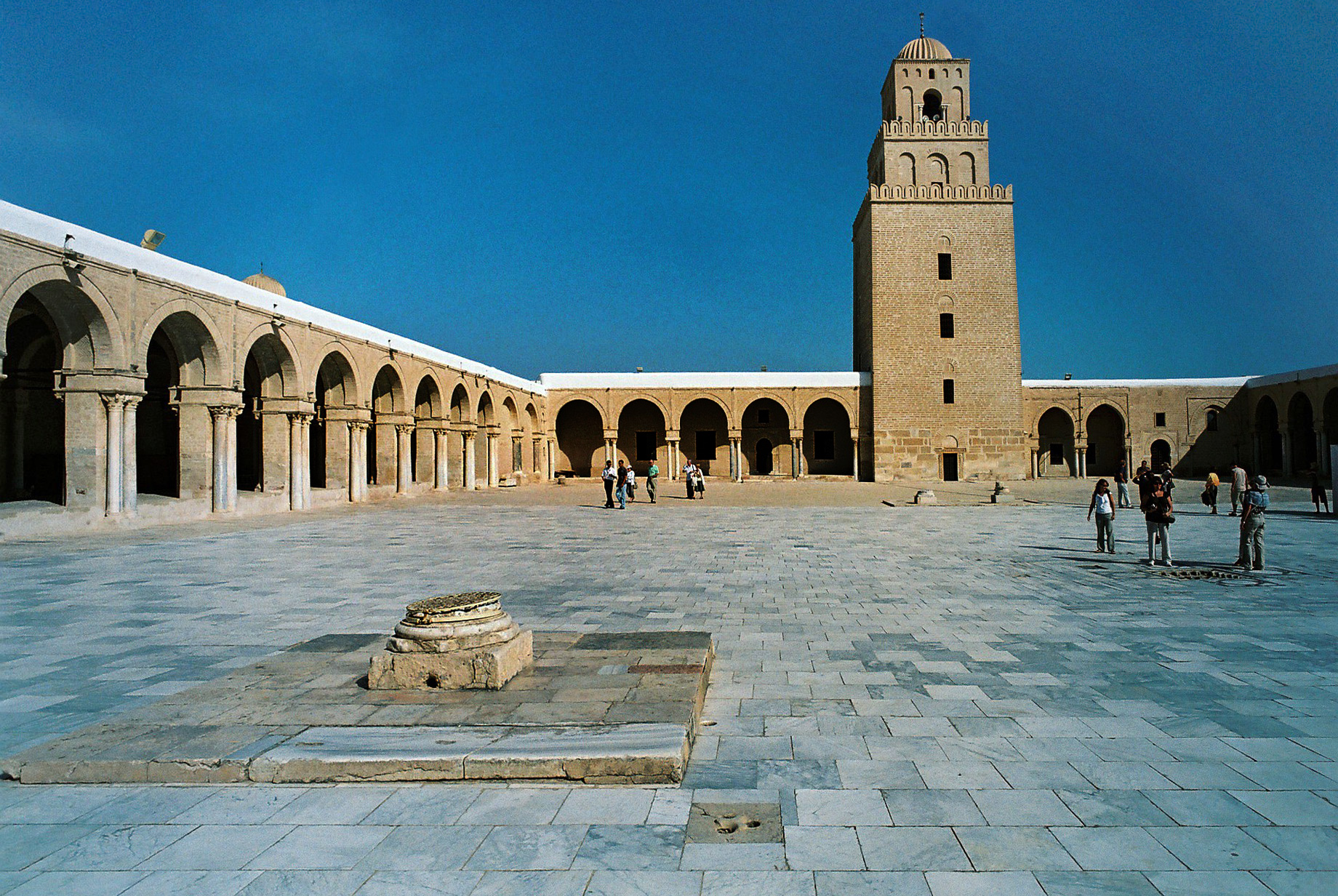
カイラワーンの大モスク。9世紀の建築と装飾。チュニジアのカイラワーン

陶芸ではファイアンス焼きと金属光沢（ラスター彩）の発明という2つの大きな革新があった。これらは陶工の移動によって、別の諸王朝でも再び見出された。イスラームでのファイアンスは胎土に不透明な酸化錫の釉を施し、その上に装飾した焼き物を指す。この時代には中国の磁器を模倣したものが広がった。磁器に必要な胎土であるカオリンが入手できなかったため薄くすることはできなかったが、8世紀以降スーサで使われるようになった酸化コバルトの青で白釉に彩色する白地藍彩が可能となった。モチーフのレパートリーは植物や銘文など限られたままであった。

#### 唐朝
唐朝の時代にイスラームが中国に伝わり、西安には西安大清真寺（792年）と呼ばれるモスクが建設された。西アジアとは異なる中国式の木造建築であり、四合院という中庭住宅の形式で、東西に長い敷地をとっている。中国からはメッカの方角は西にあたるため、礼拝堂は西端に配置された

### 9世紀-15世紀

#### イラク
歴史時代：アッバース朝、イルハン朝、ティムール朝
ラスター彩は9世紀に、恐らくはガラス工芸で既に存在していたものが陶芸に移し替えられて誕生した。8世紀頃からカイロやダマスクスで金属化合物で彩色したガラスが作られており、ラスター・ステインとも呼ばれている。ラスター・ステインの技術は9世紀にはイラクに伝わり、陶器にも応用されてラスター彩陶器となった。この発明の年代の特定は非常に難しく、論争の的となっている。最も優勢な意見によれば、最初期のラスター彩は多色で、人や動物の形を全く取らぬものであったが、10世紀からは単色で具象的なものへと変化していったと考えられており、この説はカイラワーンの大モスクのミフラーブのラスター彩の化粧板を根拠としている。
鋳型での吹き込み形成、もしくは部品の追加により装飾された透明もしくは不透明のガラス細工もまた生産されていた。カットガラスの例も複数が知られており、その中で最も高名なのはおそらくヴェネツィアのサン・マルコ寺院の宝物庫に保存されている「野兎の杯」であろう。

#### イベリア半島（アンダルス）と北西アフリカ（マグリブ）

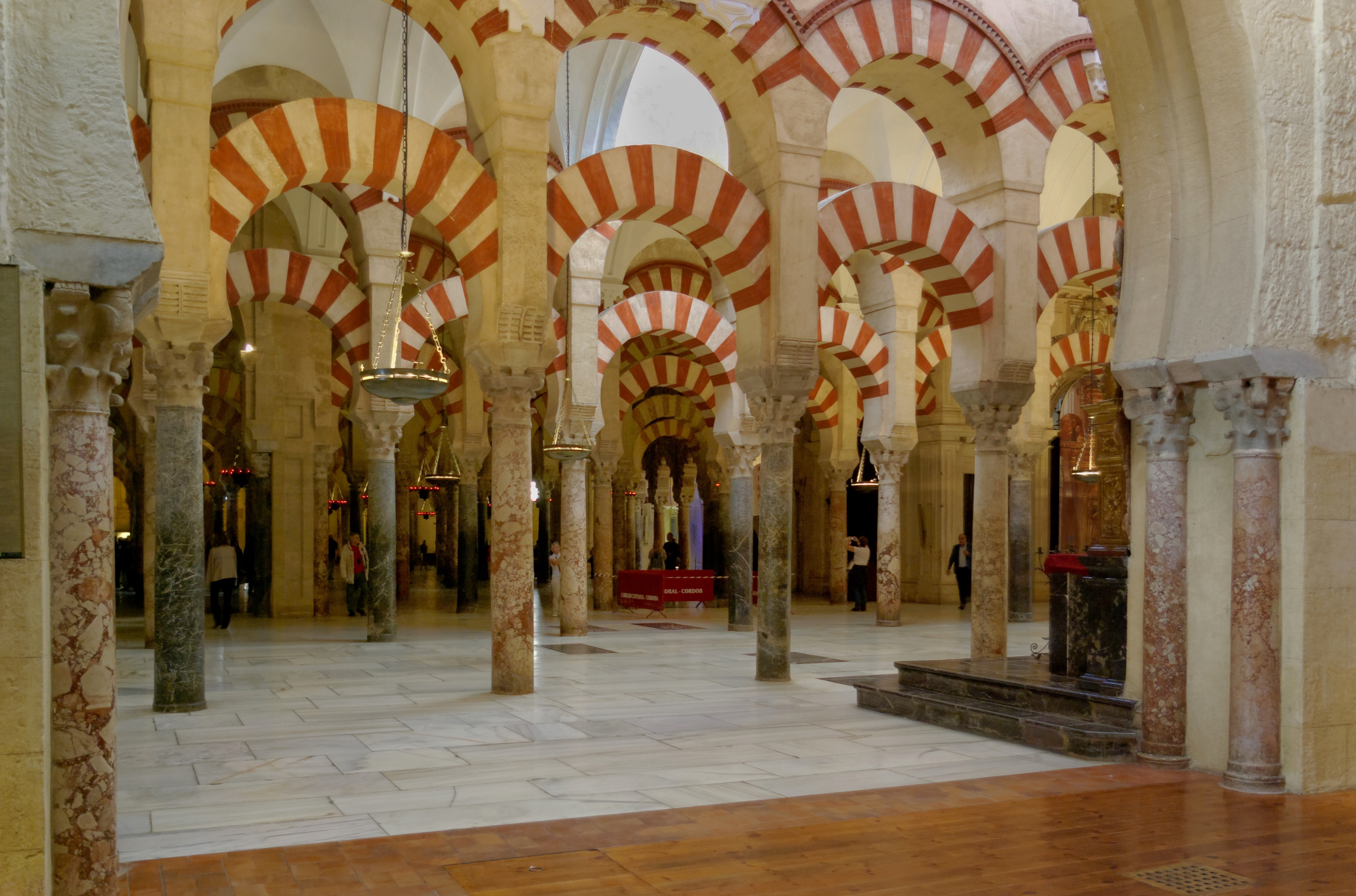
メスキータ（コルドバの大モスク）の礼拝堂

歴史時代：アンダルスのウマイヤ朝、タイファ時代、ムラービト朝とムワッヒド朝のスルターン治世、ハフス朝、ザイヤーン朝、ナスル朝、マリーン朝
アンダルスに定着した最初のイスラーム王朝は、アンダルスのウマイヤ朝（後ウマイヤ朝、756年-1031年）であった。その名の示すように、この王統は9世紀にアッバース家に敗れたシリアのウマイヤ家の末裔だった。11世紀末には、ベルベル人の2つの部族がムラービト朝とムワッヒド朝として相続いてマグリブとスペインを支配した。両者は美術にマグリブの影響をもたらした。ムワッヒド朝の後継となったのはフェズを首都とするマリーン朝（1196年-1465年）、チュニスを中心とするハフス朝（1229年-1574年）、そしてナスル朝との密な交易やアラゴン連合王国およびマリーン朝とも同盟したザイヤーン朝（1236年-1550年）であった。

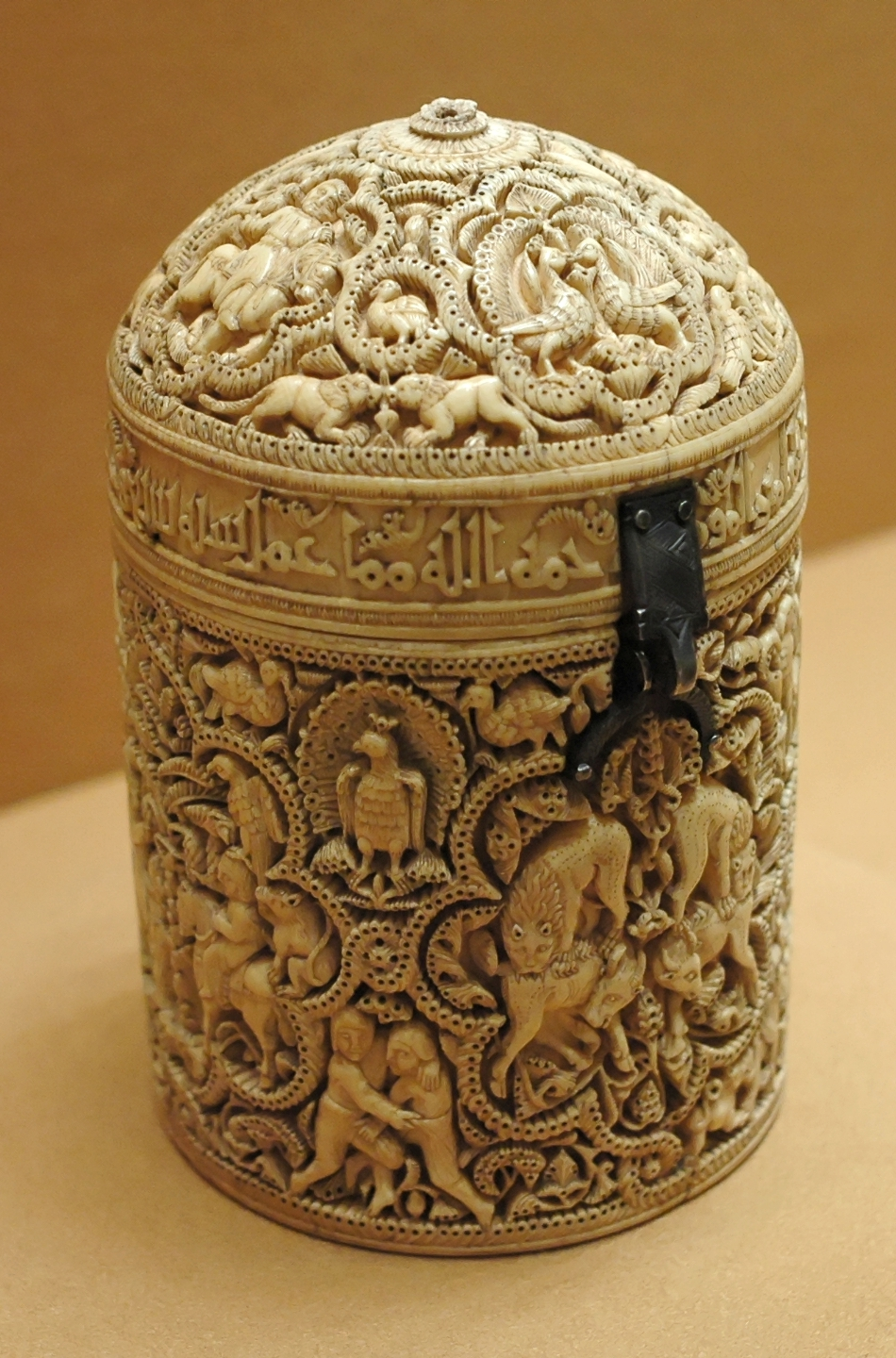
ムギーラの小箱。968年、象牙製、高さ17.6cm。ルーヴル美術館蔵

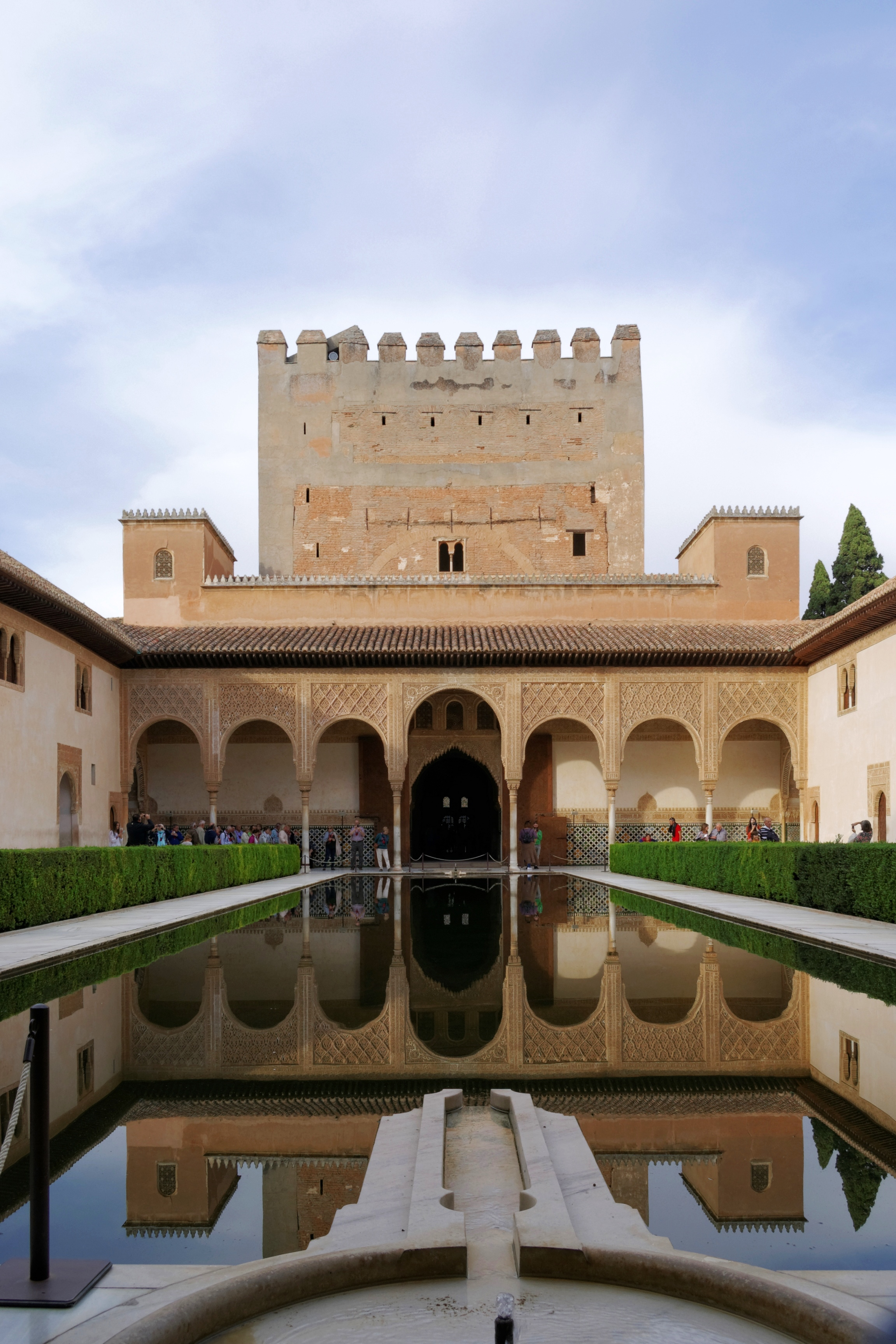
アルハンブラ宮殿のアラヤネスのパティオ

アンダルスのウマイヤ朝は、イブン＝ルシュドの思想など、西洋世界では知られていなかった哲学や科学の広がりを可能にした数々の大学のほか、美術にも富んでいた。建築では首都コルドバのメスキータ（大モスク）をはじめ、トレドのバブ・マルドゥムや、カリフの都だったメディナ・アサーラ（ザフラー宮殿）なども重要である。この時代の傑出した建築として、ナスル朝によるグラナダのアルハンブラ宮殿もある。西ゴート族、さらにはローマをモデルとした半円アーチのフォルムはスペイン建築の特色を示しているが、同様に頻繁に使用される多弁形のアーチはイスラーム時代の典型的な特徴のようである。ミフラーブを小さな部屋として扱うのもスペインの特徴である。
工芸ではさまざまな技法が凝らされた。アンダルスのウマイヤ朝の北アフリカ進出にともない象牙が入手しやすくなったことから象牙細工が発展し、精緻な箱や宝石箱がカリフ一族など富裕層のために作られた。中でもムギーラの小箱が傑作であり、精緻な浮彫で4つの場面が描かれているが、その図像の意味は詳らかにはなっていない。

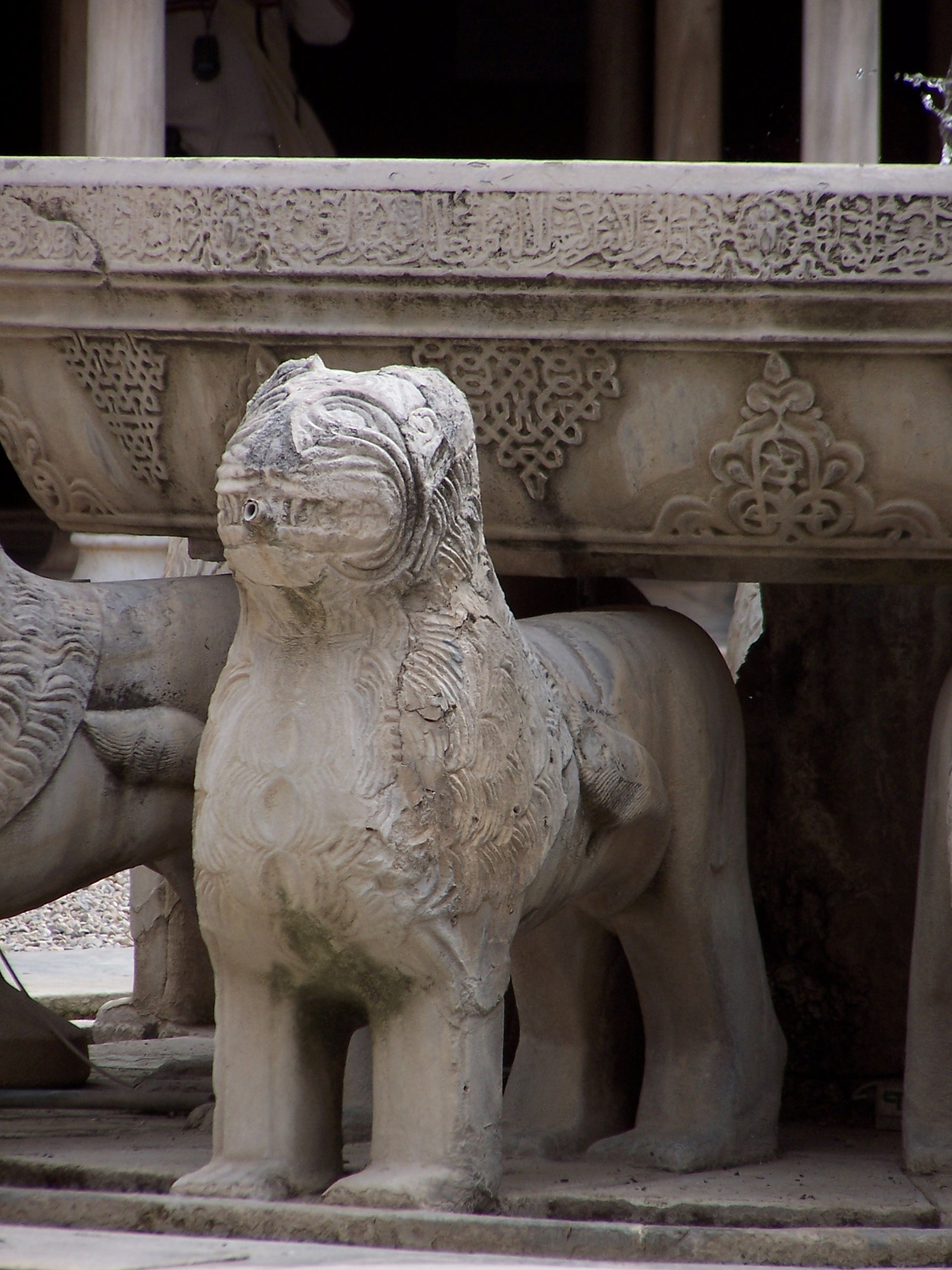
アルハンブラ宮殿のライオンの間にある噴水。イスラーム世界では少ない丸彫りの作品

イスラーム世界ではどちらかと言えば稀であった大きな丸彫り彫刻も日の目を見た。金属製の丸彫りはアクアマニレや噴水の吐水口として、石製の丸彫りは例えばアルハンブラ宮殿の「獅子の噴水」の支えとして用いられた。
織物、特に絹は大部分が輸出された。その多くの例が西洋の教会の宝物庫で、聖人たちの骸骨を包む布として再発見されている。焼き物では伝統技術が駆使され、とりわけラスター彩が化粧板や一連の「アルハンブラの壺」に用いられた。マグリブ人の諸王朝による支配を受けてからは、彫刻と彩色の施された木工芸への趣味も見られるようになる。1137年のものとされるマラケシュのクトゥビーヤ・モスクのミンバル（説教壇）はその最良の例の1つである。
北アフリカの建築については、脱植民地化以降に研究が行われなかったためあまり知られていない。ムラービト朝とムワッヒド朝は、装飾のない壁を持つモスクなどからうかがい知れるような簡素さの探求が特徴となっている。マリーン朝とハフス朝は重要だがほとんど知られていない建築様式や、彩色・彫刻・象嵌を施した木工芸を生み出した。西アフリカ初のイスラーム王朝マリ帝国で首都のトンブクトゥにジンガリベリ・ モスク（1327年）が建設された際には、アンダルス出身の詩人・建築家のアブー・イスハーク・サーヒリーが携わった。日干し煉瓦と泥塗という当地の伝統的な工法が使われている。
キリスト教の諸王によるレコンキスタでアンダルスは徐々に征服され、14世紀にはイスラーム王朝はグラナダを首都とするナスル朝のみとなり、ナスル朝は1492年まで存続した。レコンキスタでキリスト教王朝の支配下となった地域では、イスラーム教徒は税を払うことによって居住を許された。建築ではイスラーム教徒を中心にムデハル様式が受け継がれ、特に12世以降にキリスト教徒の宮廷、聖堂、邸宅に用いられた。

#### エジプトとシリア

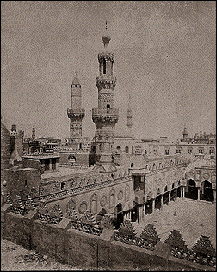
アル＝アズハル・モスクの中庭

歴史時代：ファーティマ朝、アイユーブ朝、マムルーク朝
909年から1171年までエジプトを支配したファーティマ朝はシーア派王朝の1つであった。イフリーキヤで成立したファーティマ朝はフスタートの北に位置するカイロに首都を建設し、フスタートは経済の中心地であり続けた。ファーティマ朝は聖俗の重要な建築様式を生み出し、アル＝アズハルとアル＝ハキムのモスクや、宰相バドル・アル＝ジャマリが建設したカイロの城壁などが残存している。また木、象牙、釉の下にラスター彩と彩色を施した焼き物、金銀、象嵌した金属、不透明ガラス、それからとりわけ天然水晶など、最も多様な素材による美術品の豊かな産出の源でもあった。当時の職人には、キリスト教徒のコプト人が多数おり、キリスト教の図像を持つ数多くの作品がそのことを裏付けている。とりわけ寛容であったファーティマ朝の治世下では、キリスト教徒が多数を占めていた。その美術は豊かな図像が特徴で、人間と動物の姿が活き活きとした表現で多用され、ラスター彩陶器に施された目玉文様のような純粋に装飾的な要素からは解放される傾向にあった。地中海沿岸、とりわけビザンチンの文化との商業的接触により技法と様式の両面で豊かなものとなったのである。また丸彫り彫刻を（多くの場合ブロンズで）作らせた数少ない王朝の1つでもあった。
同時期にシリアでは、セルジューク朝の王子たちの養育係的な存在であるアタベクが権力を持ち、1171年にはサラーフッディーンがファーティマ朝のエジプトを占領してアイユーブ朝を創設した。建築は活発ではなかったが、それでもカイロの街の防衛施設の修繕と改良は行われ、高級品の生産も途切れた訳ではなかった。釉の下にラスター彩や彩色を施した焼き物や、高品質な象嵌をほどこした金属工芸の生産は続けられ、12世紀の最後の四半世紀には揃い物のゴブレットや瓶などのエナメル装飾を施したガラスも出現した。

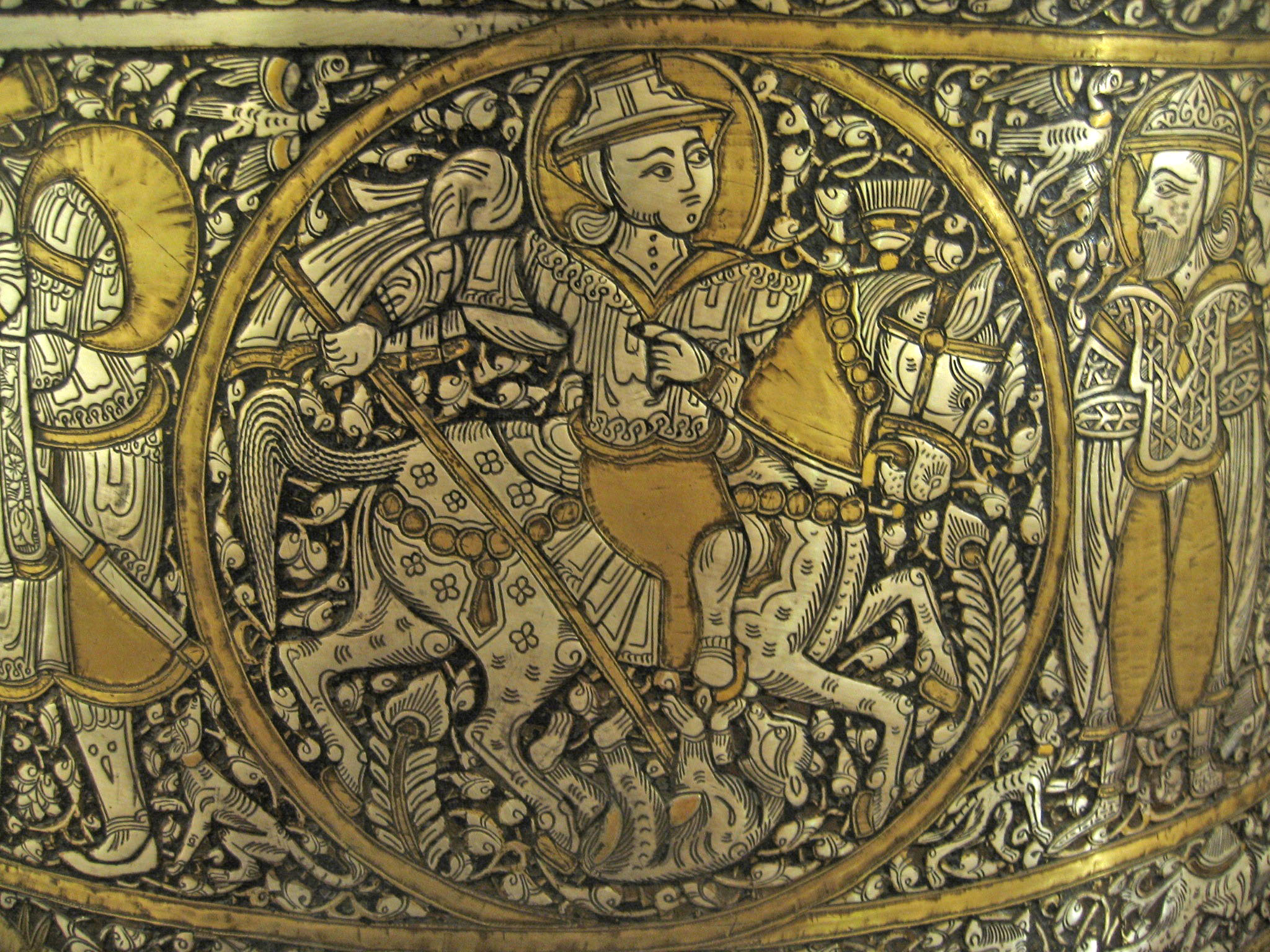
聖ルイ王の洗礼盤、マムルーク朝、14世紀初頭

マムルークが1250年にはエジプトでアイユーブ朝から権力を奪い、1261年にはシリアでモンゴル人と戦った。この特異な政体は1517年までの3世紀弱に亘って続き、スルタンもしくは首長による巨大な総合施設からなる豊かな石造建築の様式が特にカイロで実現することになる。スルタンの地位が不安定であったため支配権を保つには多くの施設を寄進せざるを得ず、この時期には幾千もの建物が建造された。装飾は概してアブラクの技法に沿って、色取り取りの石を嵌め込むことや放射状の幾何学文様を持つ寄せ木細工を木部に施すことで行われた。エナメル彩のガラスや象嵌した金属工芸も庇護の対象となり、各地に輸出された。真鍮製品の製造者ムハンマド・イブン・アル＝ザインの署名がある、イスラームの美術品で最も高名なものの1つである聖ルイ王の洗礼盤はこの時代のものと推定されている。

#### イランと中央アジア
歴史時代：イルハン朝、セルジューク朝、ジョチ・ウルス、ティムール朝

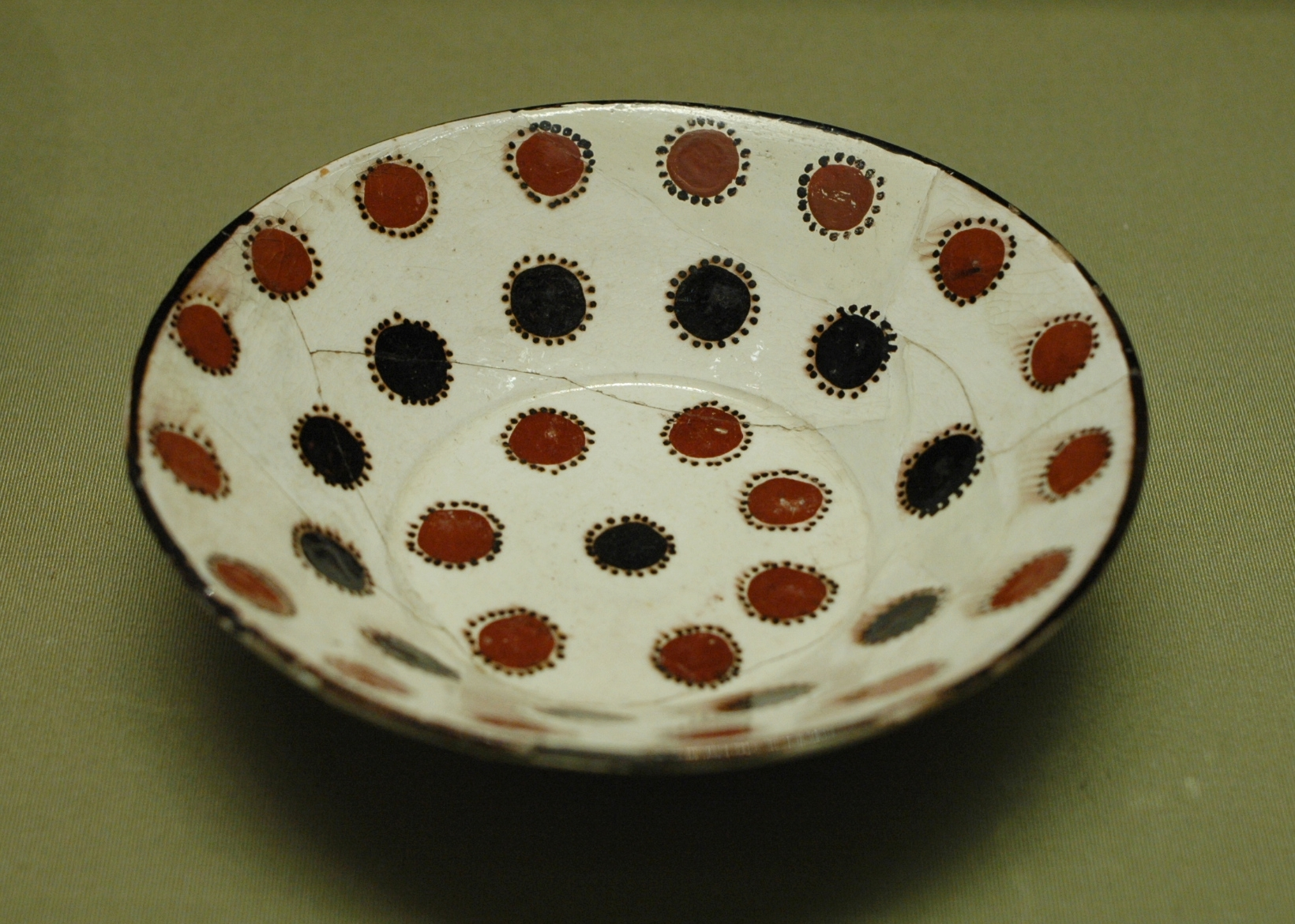
釉の上下にスリップによる装飾を施した杯。11-13世紀頃。ルーヴル美術館蔵

10世紀のイランとインド北部では、ターヒル朝、サーマーン朝、ガズナ朝、ゴール朝が覇権を争った。そのため美術は隣人から抜きん出るための不可欠な手段となっていた。ニーシャープールやガズニーのような大きな街が建設され、またエスファハーンの金曜モスクが作られたのもこの時期である。墳墓建築が発達し、また陶工は黄色の地に万華鏡のような装飾や、有彩の釉薬の流れた跡や釉の上と下の双方に施されたスリップ（エンゴーベ）で構成された碧玉文様の装飾を施し1つ1つが大きく違う作品を作り出した。
トルコ（モンゴル国も含む）を起源とする遊牧民であったセルジューク朝が10世紀の終わり頃にイスラーム世界に急激に広がった。セルジューク朝は1048年にバグダードを占領し、1194年にはイランにおいては滅亡したが、その名を持つ品物の生産が12世紀末から13世紀初頭にかけても行われており、これは独立したより小規模な君主たちのためのものだったのであろう。中庭の4辺にイーワーンを持つイラン様式のモスクが初めて出現したのはセルジューク朝時代であった。石英の粉に白い粘土と釉薬の粉を混ぜた人工胎土（ストーン・ペースト）により陶器を白く薄く作ることが可能になり、カーシャーンでは色彩豊かなミーナーイーシュもしくはハフト・ランギの陶器が作られペルシア陶器は黄金期を迎えた。またブロンズに貴金属を象嵌することも行われた。

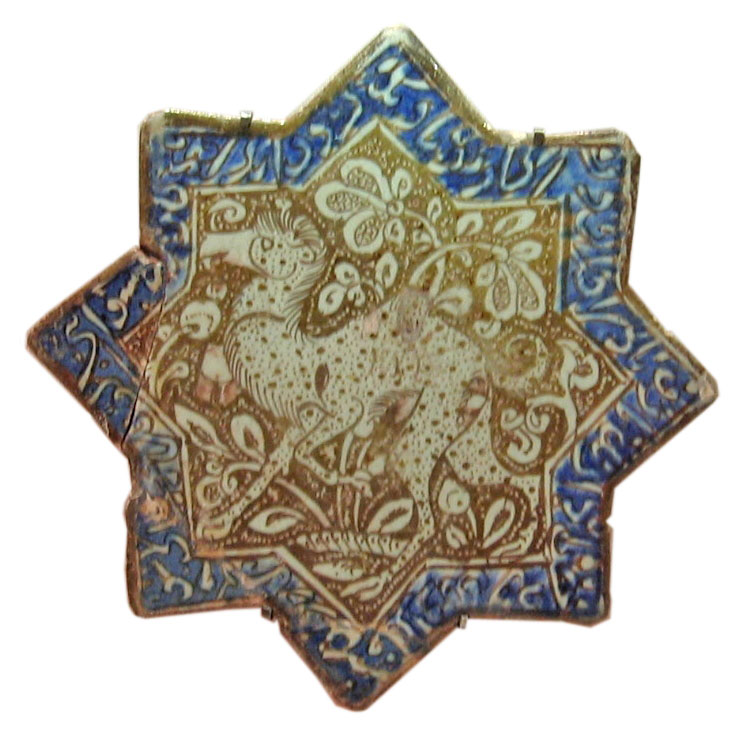
駱駝が描かれたラスター彩の化粧板。14世紀。ルーヴル美術館蔵

13世紀には中央アジアからモンゴル帝国がイスラーム世界に襲来した。チンギス・カンの死後に帝国は分割され、中国では元、イランから西アジアにかけてはイルハン朝が成立し、イラン北部は「黄金のオルド」（ジョチ・ウルス）の遊牧民らが支配した。イルハン朝の美術は、元の皇帝から独立した小ハーンたちの下で発達した。モンゴル人たちが定住化するにつれ建築も活発になっていったが、遊牧民の伝統も残り、それは建物を南北に向けることなどに現れた。しかし著しいペルシア化や、イラン様式として既に確立されていた形式の再来もまた見られる。ソルターニーイェにあるオルジェイトゥの墓はイランで最も大きく堂々とした建造物の1つである。宰相ラシードゥッディーンによって編纂された『集史』のような重要な写本を通じてペルシアの写本芸術が誕生したのも、イルハン朝の下であった。陶芸ではラージュヴァルディーナ彩やスルターナバード彩をはじめとする新技法が出現した。イルハン朝の工房は多民族の職人で構成され、モンゴル人は中国の文物に慣れ親しんでいたため、中国の影響が見出される。

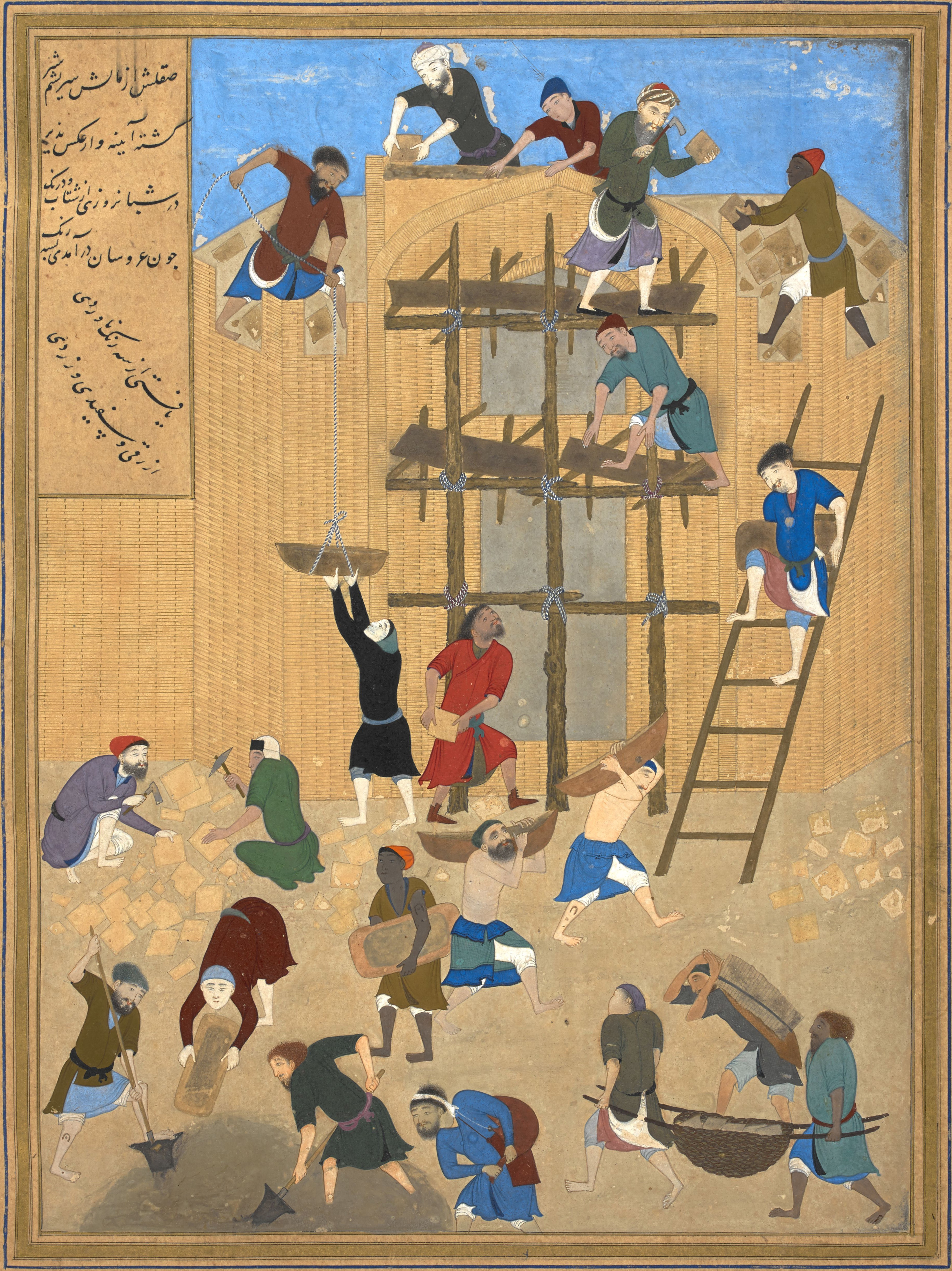
壁の建設。ビフザード画、1494-1495年頃。大英博物館蔵

イラン北部の遊牧民の美術については、わずかしか知られていない。ようやく関心を向けはじめた研究者たちは、これらの地域に都市計画と建築が存在していたことを発見した。金銀細工も大いに発展しており、その作品の大部分には中国からの強い影響が見られる。イルハン朝の宮殿跡からはラスター彩が多数発見されており、そのモチーフに龍や鳳凰も使われていることから、中国美術の影響がモンゴル帝国を通じて伝わっていたことが分かる。
遊牧民からの3度目の侵略はティムールの軍勢によるもので、これは中世イラン3番目の重要な時代を打ち立てた----ティムール朝である。15世紀におけるこの王朝の発展にともない、特にヘラートへの遷都後にはビフザードらの画家や、数々の中心地と庇護者たちによってペルシアの写本芸術は頂点に達した。
サマルカンドの建造物などから知られるペルシアの建築と都市計画も黄金時代を迎えた。タイルによる装飾やムカルナスのドームがとりわけ見事である。二重殻のドームと、マドラサ建築の定型化という改革て公共建築の量産化も進んだ。写本芸術および中国の美術の強い影響は他のあらゆる領域にも見出される。ティムール朝時代における写本芸術とペルシア美術の結び付きは、後のサファヴィー朝におけるペルシア美術の飛躍を可能にした要素の1つである。

#### アナトリア
歴史時代：セルジューク朝、オスマン帝国
セルジューク朝トルコはアナトリア半島に征服の手を伸ばした。イランやシリアのさまざまな様式を折衷した建築や美術品は帰属の決定が困難である場合も多い。木工芸が主要な美術分野の1つとなっており、また傑出した装飾写本も知られている。建築では通商路にキャラバンサライを充実させ、建築装飾には人物や鳥獣などの具象的なモチーフが多く用いられた。
ヴァン湖周辺の地域で遊牧生活を営んでいたトルクメン人については極めてわずかしか知られていない。しかしながらタブリーズの青のモスクをはじめとする数々のモスクはトルクメン人によるものであり、またルーム・セルジューク朝の瓦解後のアナトリアや、ティムール朝時代のイランにも影響を及ぼしている。13世紀以降のアナトリアではオスマン帝国が勃興し、建築に庇護が与えられ、建築では丸天井を用いることにより空間の統一を探求しようとしたものと思われる。陶芸でも、ミレトス陶器（ミレトス手）や、アナトリアの青と白と呼ばれるようになるオスマン帝国固有の特徴が現れた。

#### インド
歴史時代：デリー・スルターン朝

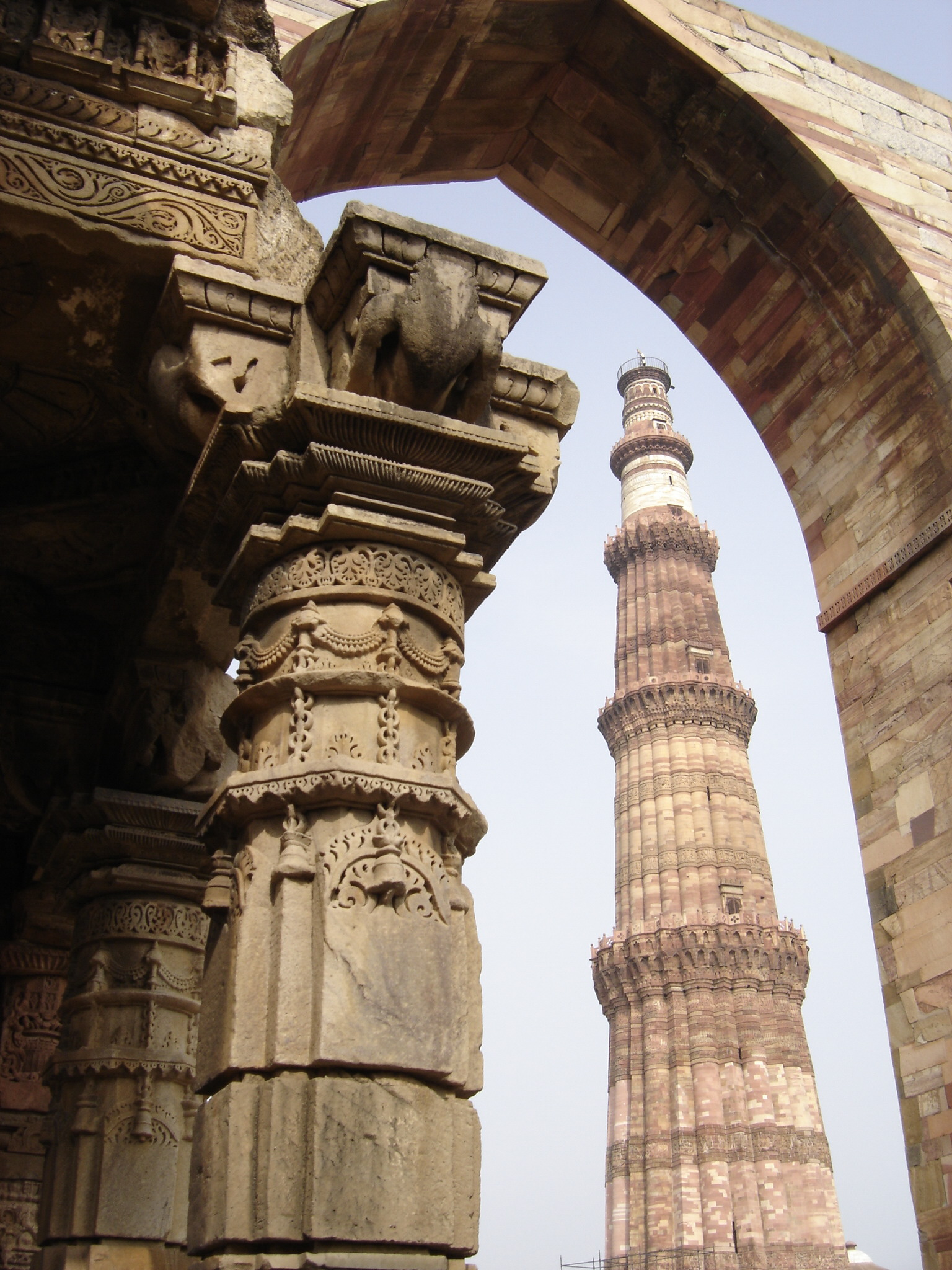
デリーのクッワト・アル＝イスラーム・モスク

インドはガズナ朝とゴール朝によって9世紀に征服され、1206年にムイッズィー（奴隷王）たちが権力の座に就きデリー・スルターン朝が誕生してようやく自治を回復した。
これらの国々は徐々にペルシアの伝統から遠ざかってゆき、ヒンドゥー美術との融合が見られる独自の建築と都市計画が誕生した。美術作品については現時点ではほとんど研究されていないが、重要な写本芸術のあることが知られている。スルターン朝諸国の時代は、インド全域を占領したムガル帝国の到来と共に終焉する。

### 15世紀-19世紀
この時期にはトルコを中心とするオスマン帝国、インド亜大陸のムガル帝国、イランを中心とするサファヴィー朝という3つの安定した大帝国が成立し、地方王朝を取り込んでいった。これらはいずれも遊牧トルコ系民族と関係する王朝であり、3大帝国とも総称される。

#### オスマン帝国

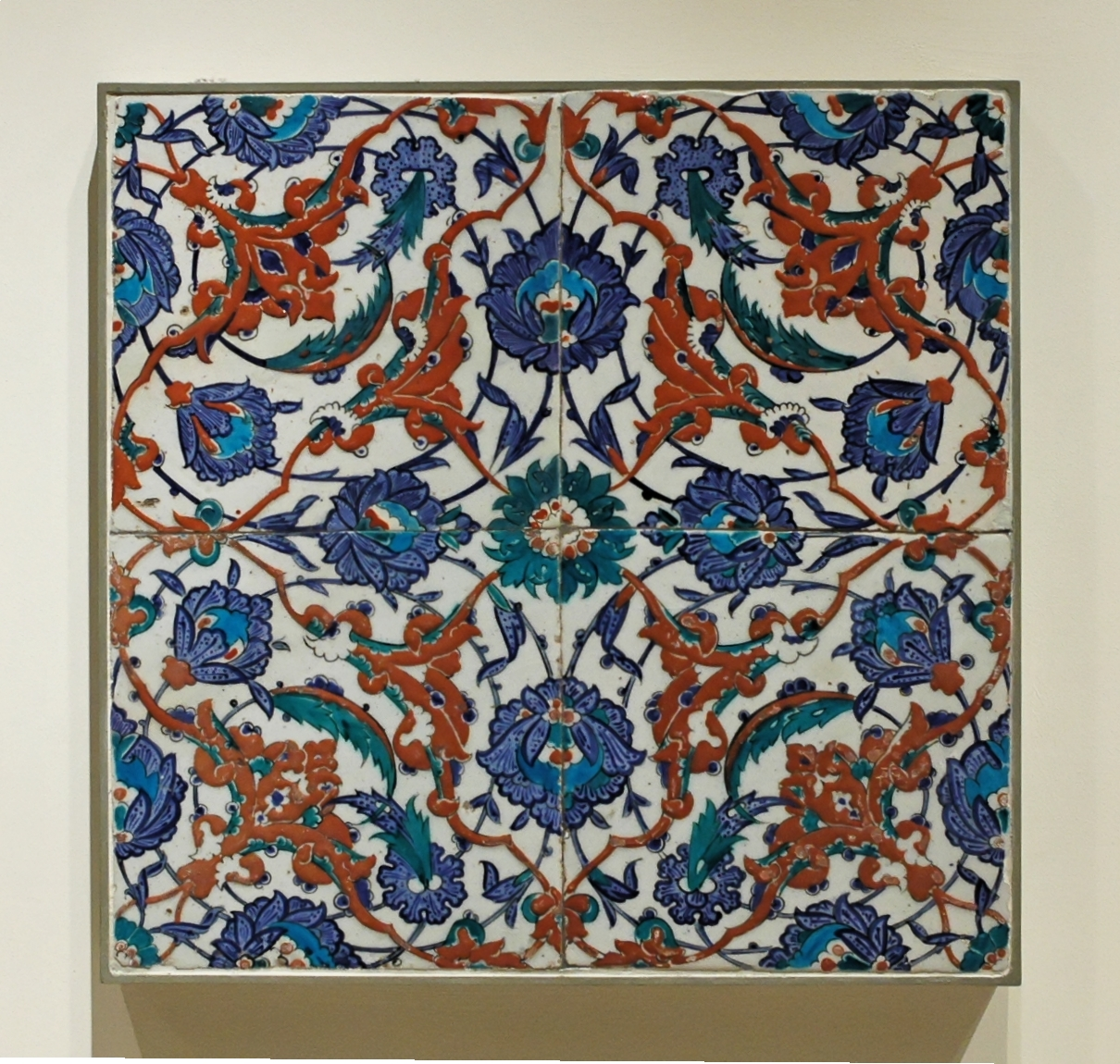
イズニクで作られたタイル。16世紀、オスマン帝国時代の作品。ルーヴル美術館蔵

オスマン帝国（1299年-1922年）では、広大な地域と長い時代にわたり、多数の美術が存在した。建築、陶器の大量生産（とりわけイズニク陶器）、宝石細工、ならびに多方面からの影響を受けた写本芸術などである。この時代には、イランや中国などの東洋およびヴェネツィアに代表される西洋の双方との交易が行われていた
建築では、ドーム・コンプレックスを持つオスマン様式のモスクが作られるようになった。きっかけは、スルタンのメフメト2世（1432年-1481年）によるコンスタンティノポリスの征服で、正教会の大聖堂だったアヤ・ソフィアが知られるようになったことにある。100歳近くまで長生きし数百もの建築物を手掛けた建築家ミマール・スィナンの存在が特に重要である。
写本芸術で特記すべきものとして、1つは14世紀末に、もう1つはスルタンのムラト3世 (1574年-1595年) のために作られた2冊の『祝典の書』があり、これらには数多くの挿絵が含まれている。ミニアチュールは16世紀初頭に戦利品としてもたらされた大量の美術品や、サファヴィー朝から到来したイラン絵画の影響を強く受けている。陶芸では、イズニク赤と呼ばれる鮮やかな赤い顔料が作り出された。際立ったこの赤色は1557年頃に出現したもので、ロンドンのヴィクトリア&アルバート博物館に所蔵されているスレイマニエ・モスクのランプやタイルがその証となっている。

#### サファヴィー朝とガージャール朝

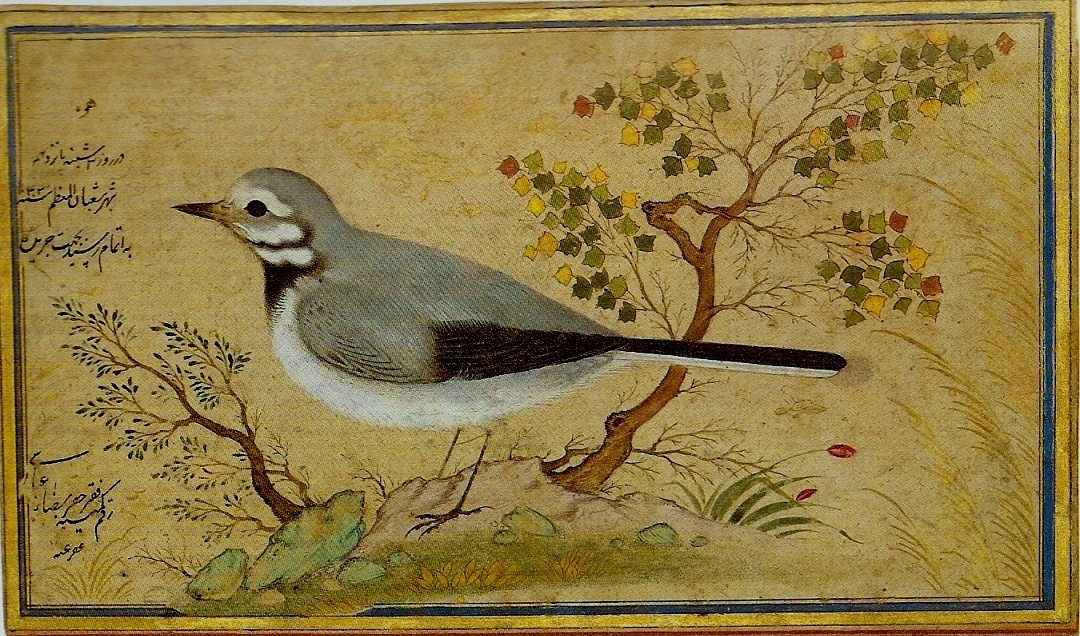
リザー・アッバースィー『鳥』（1634年）

十二イマーム派の王朝であるサファヴィー朝（1501年-1736年）の美術は、陶芸と金属工芸に大きな変化が起き、16世紀以降は高価な素材ではなく色のついた生地を埋め込むようになった。専門家の中には、16世紀には金属工芸が衰退したとする者もある。陶芸では中国の磁器が高く評価され、写本芸術や絨毯においては中国的なモチーフを青と白で表現した。建築が繁栄し、第5代シャーのアッバース1世はエスファハーンに新都を計画し、数多くの庭園、アリ・カプ宮殿のような離宮、シャー・モスクなどが建てられた。
写本芸術は、250以上もの絵画を含む巨大な写本であるシャー・タフマースプの偉大なるシャー・ナーメによってその頂点を迎えた。17世紀になると王族が高価な装飾写本をあまり注文しなくなり、ムラッカア（アルバム絵）と呼ばれる新しい種類の絵画が発達した。これはさまざまな芸術家たちが絵やデッサンやカリグラフィーを紙葉に描き、それを愛好家が集めてアルバム（画帖）にするものである。この新しい美術形式を代表する画家の1人にリザー・アッバースィーがいる。
サファヴィー朝の滅亡による1世紀の混乱を収拾したガージャール朝（1796年-1925年）では、首都テヘランの発展と共に壮大な建築も建設された。ガージャール朝の絵画は西洋の強い影響を受けており、油絵によるシャーたちの肖像画には、ミニアチュールの作法の名残は多少あるにせよ、それまでのペルシア絵画とはほとんど関係のないものとなっている。

#### ムガル帝国

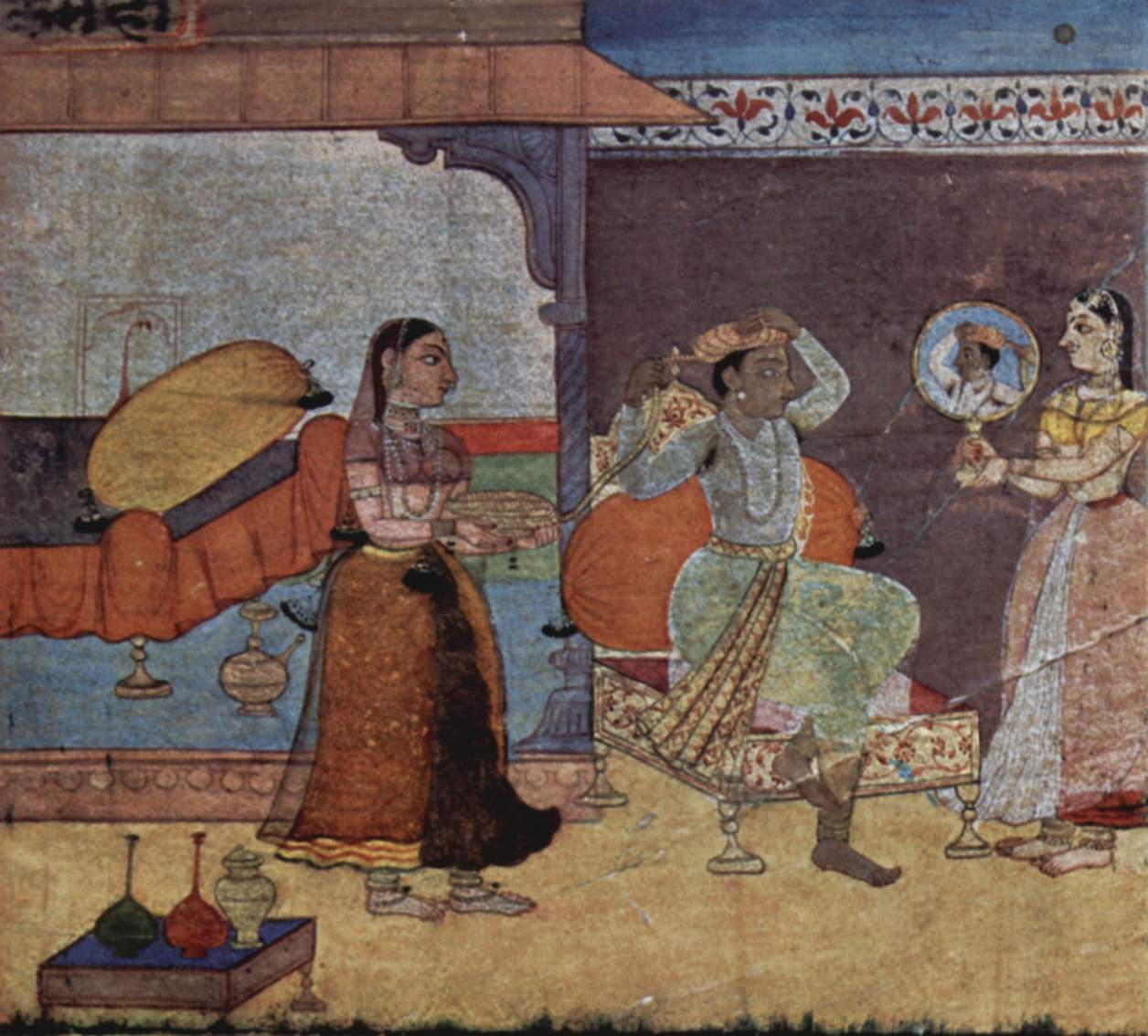
ラシカプリヤ写本。インド、1610-1615年頃

インドを支配したムガル帝国（1526年-1858年）は、ティムール朝やサファヴィー朝などのイスラーム美術を参考としつつ、伝統的な素材や技法を用いて独自の美術を発展させた。
写本芸術は、第2代皇帝フマーユーン（1508年-1556年）の治世下で、逃亡先から帰還したフマーユーンと共にやってきたペルシアの職人の指導で普及した。この時代には、遠近法の使用と彫版術というヨーロッパの着想といった西洋からの強い影響もはじめて見出される。ヒンドゥーの特徴もまた、特に各地方の中心地で見られる。絵画においてはムガル絵画と呼ばれる細密画が完成された。

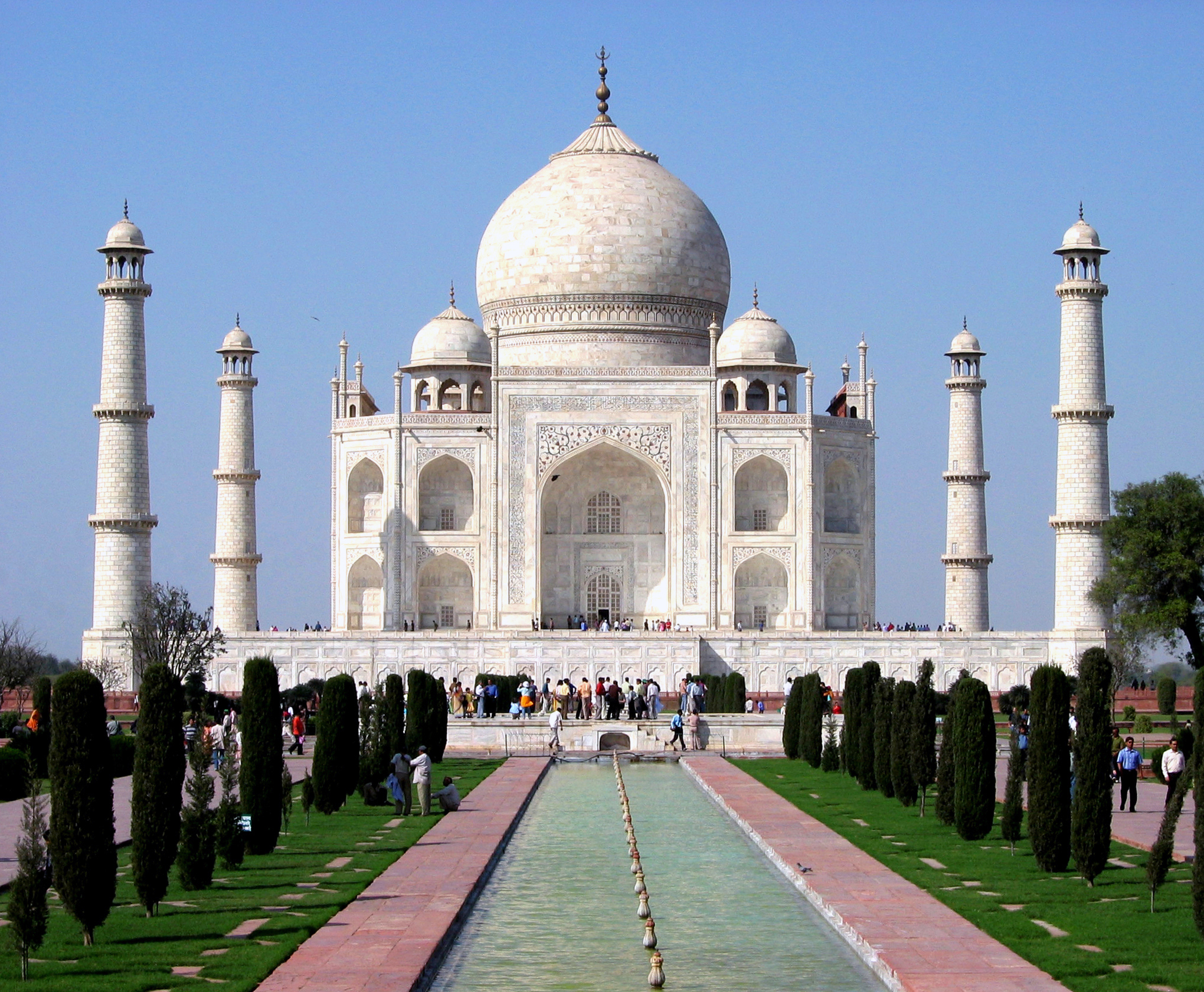
球根状のドームを持つ廟墓建築、タージ・マハル。1653年、ムガル帝国。

建築は第3代皇帝アクバル（1542年-1605年）以降に発展し、モスクのムガル様式の確立やタージ・マハルの建設で名高い。ティムール朝やデリー・スルターン朝にあったダブルドームやイーワーンを引き継ぎつつ、素材には彩釉タイルに代わってインド産の赤砂岩と白大理石を使った。これはヒンドゥー教徒との宥和を意識したためでもあり、アクバルが造営を命じたファテープル・シークリーはその代表例である。
工芸では宝石細工や翡翠などの硬石加工が栄え、馬の頭などを象った軟玉製の短剣が作られた。独自の金銀細工技法であるクンダンも発達した。なお王族が金や玉器の食器を用いた一方、カースト間の接触を恐れたためか陶芸は発達しなかった。金属工芸では、17世紀のビードリー器の発明も特記される。卑金属の合金を強く艶消した黒とし金銀の象嵌モチーフを引き立たせる技法により、代表的な例にあたる水タバコの基部の他、水差し、キンマ（噛み煙草）の箱、痰壺などのさまざまな工芸品が製作された。

### 19世紀以降

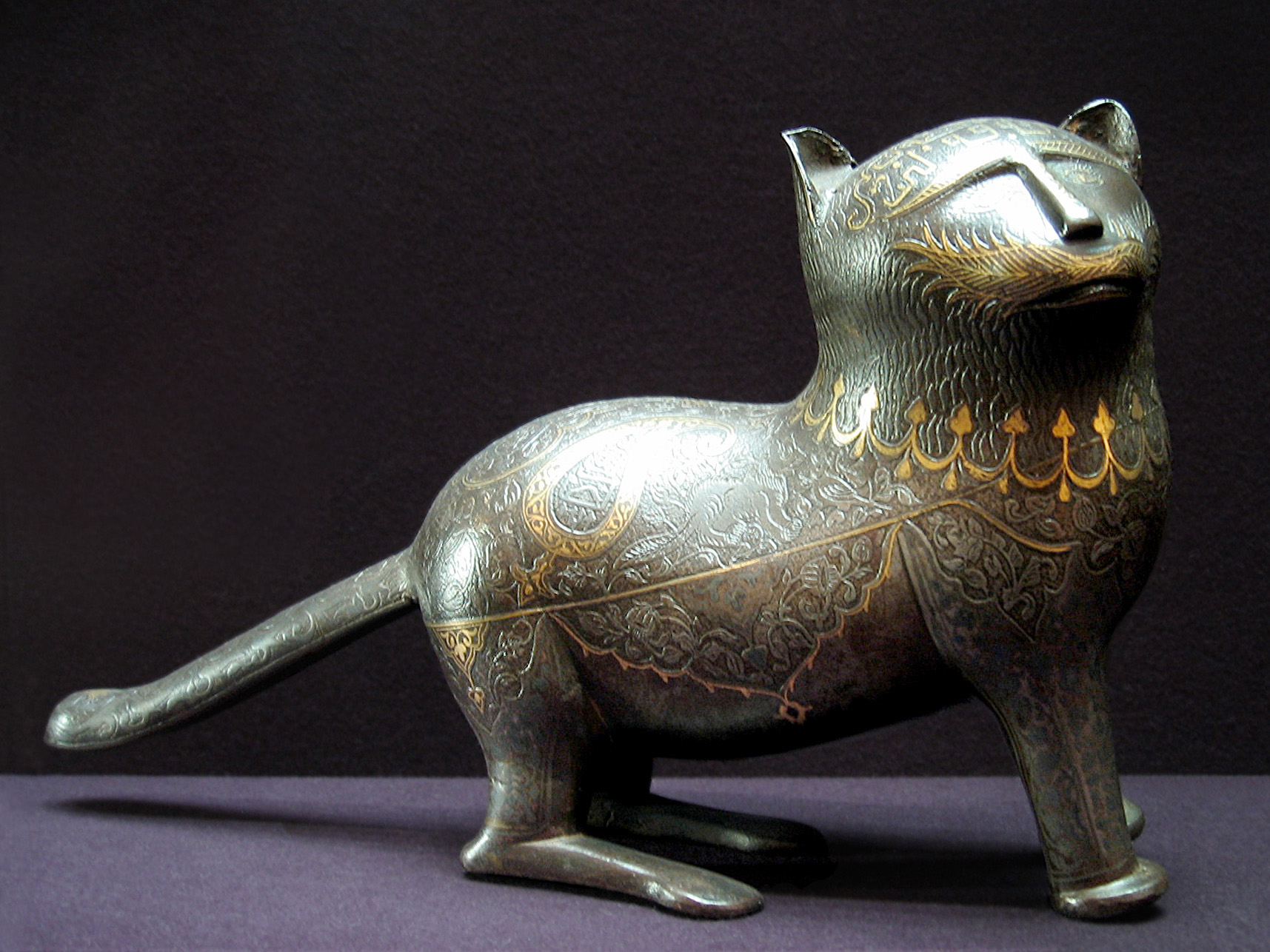
ネコ科の動物像。イラン、19世紀。ルーヴル美術館蔵

ヨーロッパとの交流が増えるにつれ、オスマン帝国、サファヴィー朝、ムガル帝国の美術は変化していった。絵画においては、オスマン帝国やサファヴィー朝の作品はマニエリスムの影響を受けるようになる。建築においてもヨーロッパ様式を取り入れるようになった。オスマン帝国では18世紀以降にバロック様式の要素が加わるようになり、ドルマバフチェ宮殿（1843年-1856年）は全てヨーロッパの様式が採用された。ガージャール朝では、ナーセロッディーン・シャーのヨーロッパ外遊をきっかけとしてヨーロッパの様式が入り、本格的な洋風建築は1930年代から導入された。ムガル帝国は弱体化し、イギリス領インドではヨーロッパ様式の建築物が公共建築を中心に広まった。
産業革命と近代化の影響はイスラーム美術にも及んだ。写本芸術は、18世以降の印刷術の普及によって印刷による出版物へと置き換わっていった。イスラーム・ガラスは中世にヨーロッパに伝わったのち、19世紀のアール・ヌーヴォーで再注目された。ガラス作家はイスラーム風のエナメル彩ガラスを復元し、イスラーム・ガラスのコピーも制作されるようになった。陶芸では、ラスター彩の制作方法が18世紀以降に失われており、陶芸家の加藤卓男によって20世紀後半に復元が進んだ。ペルシア絨毯は制作が続けられており、ニューヨークの国際連合本部ビルには、ペルシアの詩人サアディーの作品「アダムの子ら」を刺繍した絨毯がかけられている。「アダムの子ら」は、人類の一体性を表す詩句とされる。
異なる時代や地域の様式を混ぜ合わせるというヨーロッパの手法は、特に建築で取り入れられた。カイロのマリオネット・ホテル（1860年代）には、スペインのアルハンブラ宮殿のモチーフが使われた。ガージャール朝のゴレスターン宮殿（19世紀）の天上画には洋装の女性が描かれ、ハレムの女性の間ではヨーロッパ風に脚を出した服装も流行した。トルコの初代大統領のアタテュルク廟（1942年-1955年）の設計では、シュメールやヒッタイトなどイスラーム以前の古代文明とのつながりも表現されている。パフラヴィー朝では、イラン国立博物館の設計にササン朝ペルシアのイーワーン、フェルドウスィー廟の設計にはパサルガダエにあるキュロス2世の墓が取り入れられた。東南アジアでは、クアラルンプールのジャメ・モスク（1905年）をはじめ、アルハンブラ様式やムガル様式が入り混じったモスクが建設された。日本の神戸モスク（1935年）も、ムガル様式とエジプト様式が加えられている。これらの建築はヨーロッパの建築家によっても多数設計された。
第二次世界大戦後は、アジアやアフリカで植民地からの独立が相次ぎ、国立のモスクが建設された。設計思想には大きく3種類あり、(1) 新技術や工法をアピールする現代様式、(2) イスラーム建築の諸要素を時代や地域を超えた折衷様式、(3) 伝統的な工法による復古様式となる。

## 技法

### 建築およびその装飾

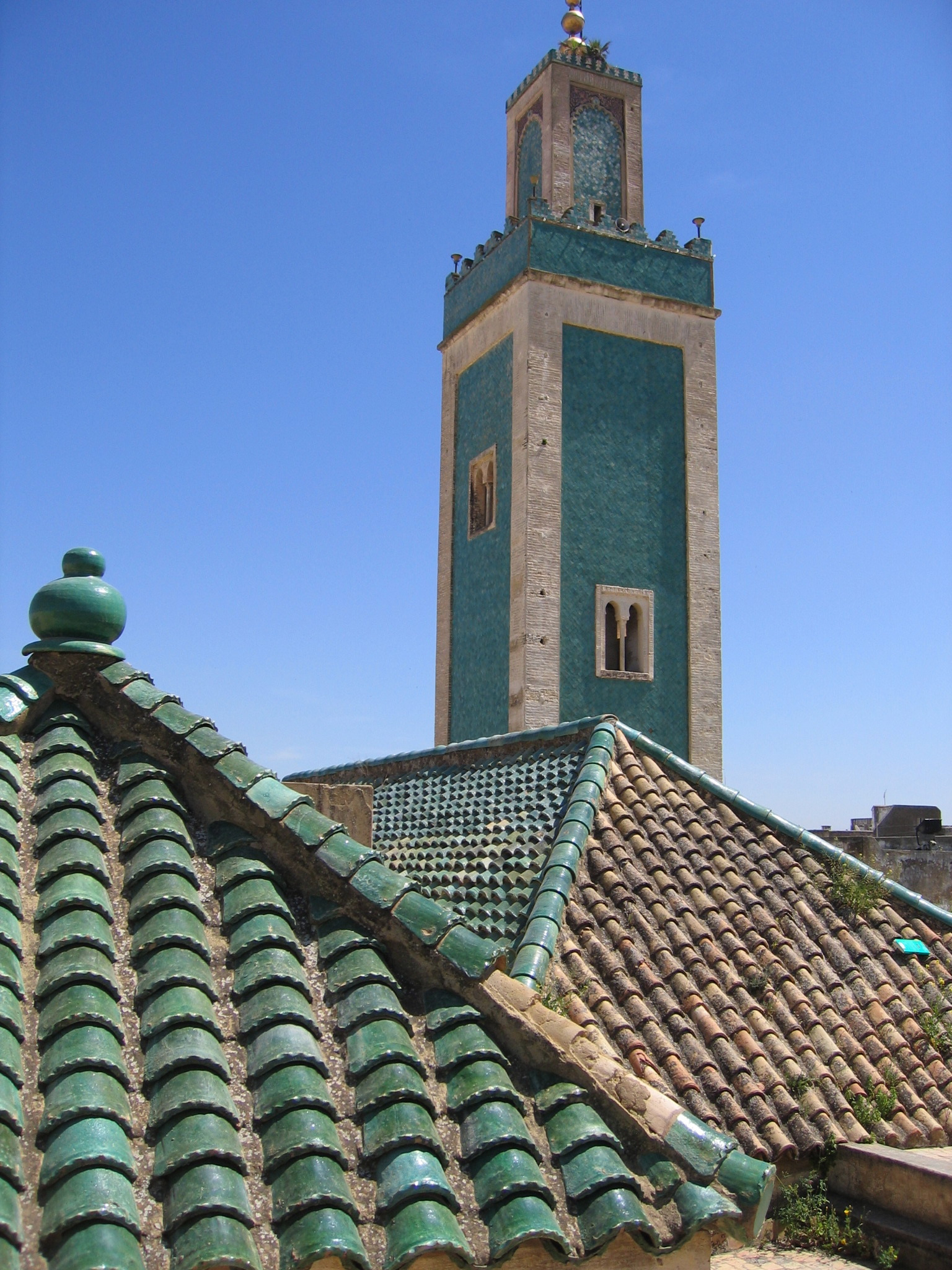
ブー・イナニア・マドラサの、釉をかけた瓦屋根と四角形のミナレット。モロッコ

イスラームの建築はイスラーム世界に特有のさまざまな形態を取り、それはイスラームと関係していることが多い。モスクはもちろんであるが、マドラサや隠居所なども信仰に対応した建物となっている。
建物の類型は時代と地域によって大きく異なる。13世紀以前には、今のエジプト、シリア、イラク、トルコにあたるアラブ世界の発祥の地ではモスクはどこもほぼ同じでアラブ様式と呼ばれる間取りに従っており。1つの広い中庭と1つの多柱式の礼拝空間を持つが、その装飾とさらにはフォルムには大きな差異があった。マグリブのモスクはキブラに垂直な身廊を持つ「T」形を採用していたが、エジプトとシリアでは身廊はキブラと平行であった。イランは、煉瓦の使用、スタッコと陶芸を用いた装飾、またイーワーンやペルシア式アーチといったサーサーン朝の建築に由来していることの多い独特のフォルムといった固有の特徴（イラン様式）を有している。マドラサもまたイラン世界で生まれたものである。アンダルスでは蹄鉄や多弁形などさまざまなアーチを用いた色鮮やかな建築への嗜好が見られる。アナトリアでは、ビザンチン建築の影響下にありつつもアラブ様式の中で独自の発展も見せる、独特で並外れた丸屋根を持つオスマン式（オスマン様式）の大モスクが建設された。ムガル帝国のインドでは徐々にイランの様式を離れ球根状のドームを強調した独自の様式が発達した。

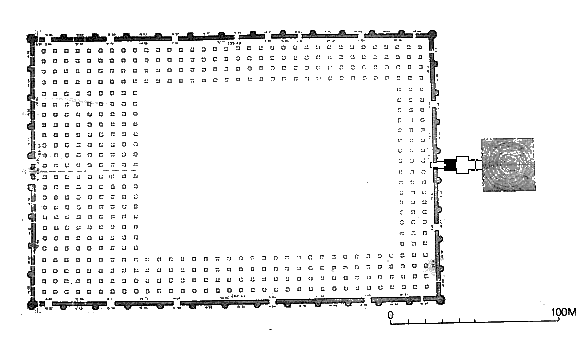
852年に完成したサーマッラーの大モスクの平面図。多柱式の礼拝空間を持つ典型的なアラブ様式のモスク。
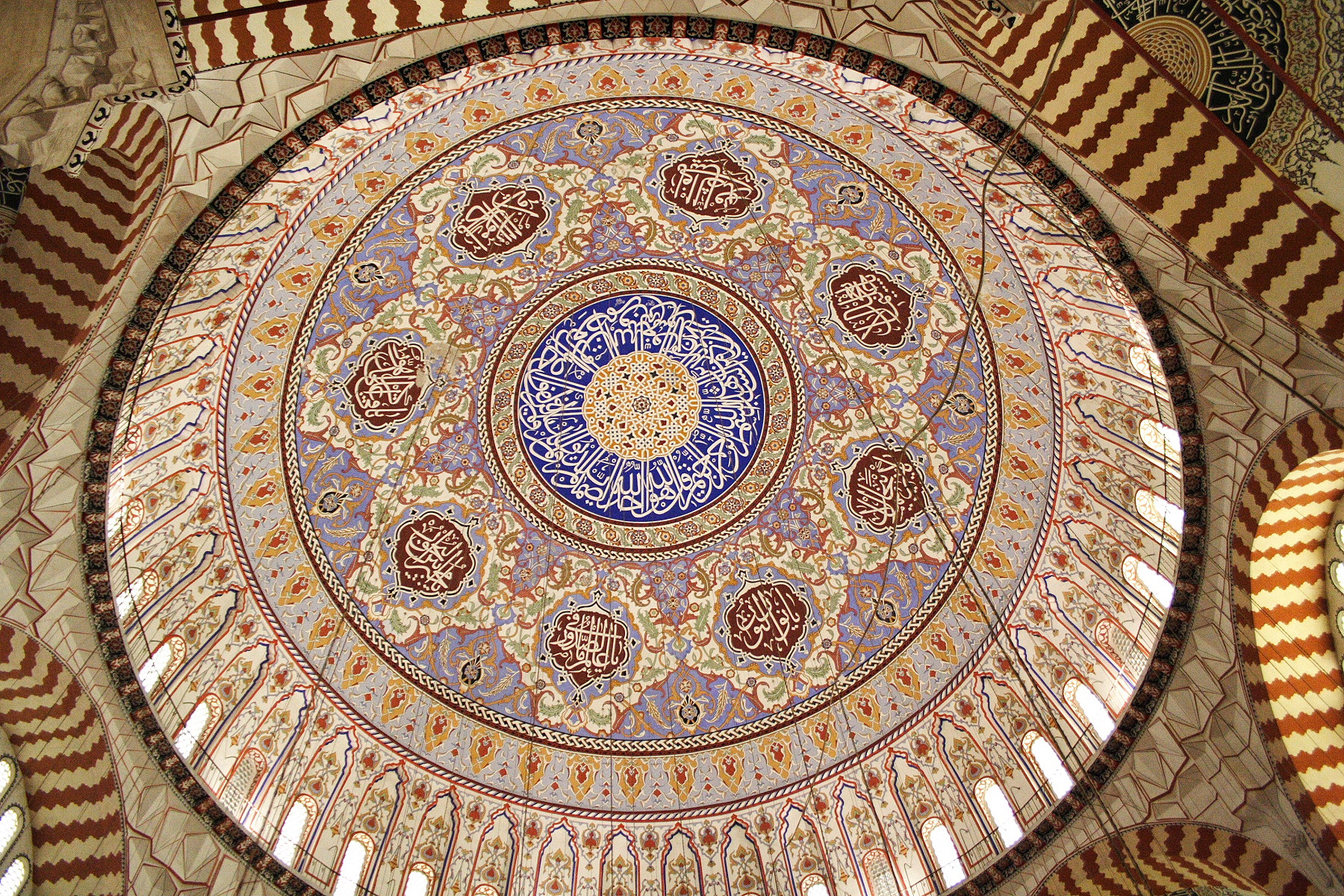
セリミエ・モスクのドーム。幾何学文様とカリグラフィーによる装飾が施されている。1557年、イスタンブール。
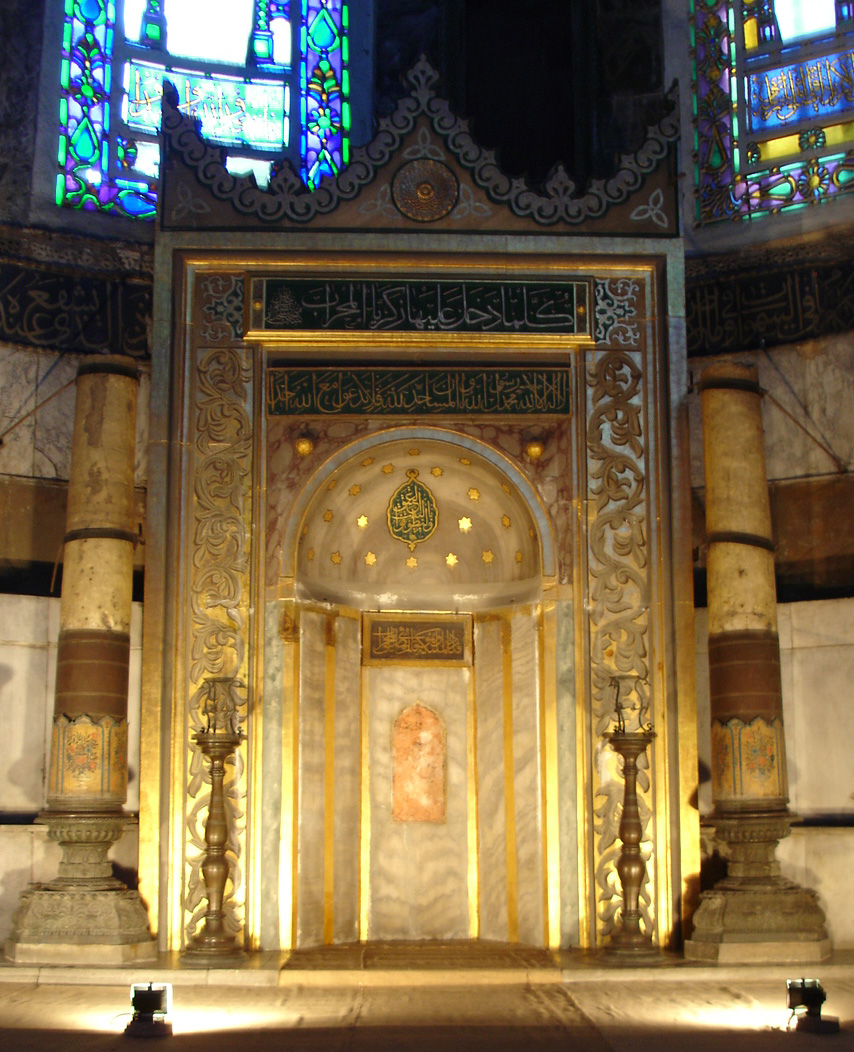
アヤソフィアのミフラーブ。礼拝の方向を示すための窪みである。イスタンブール。
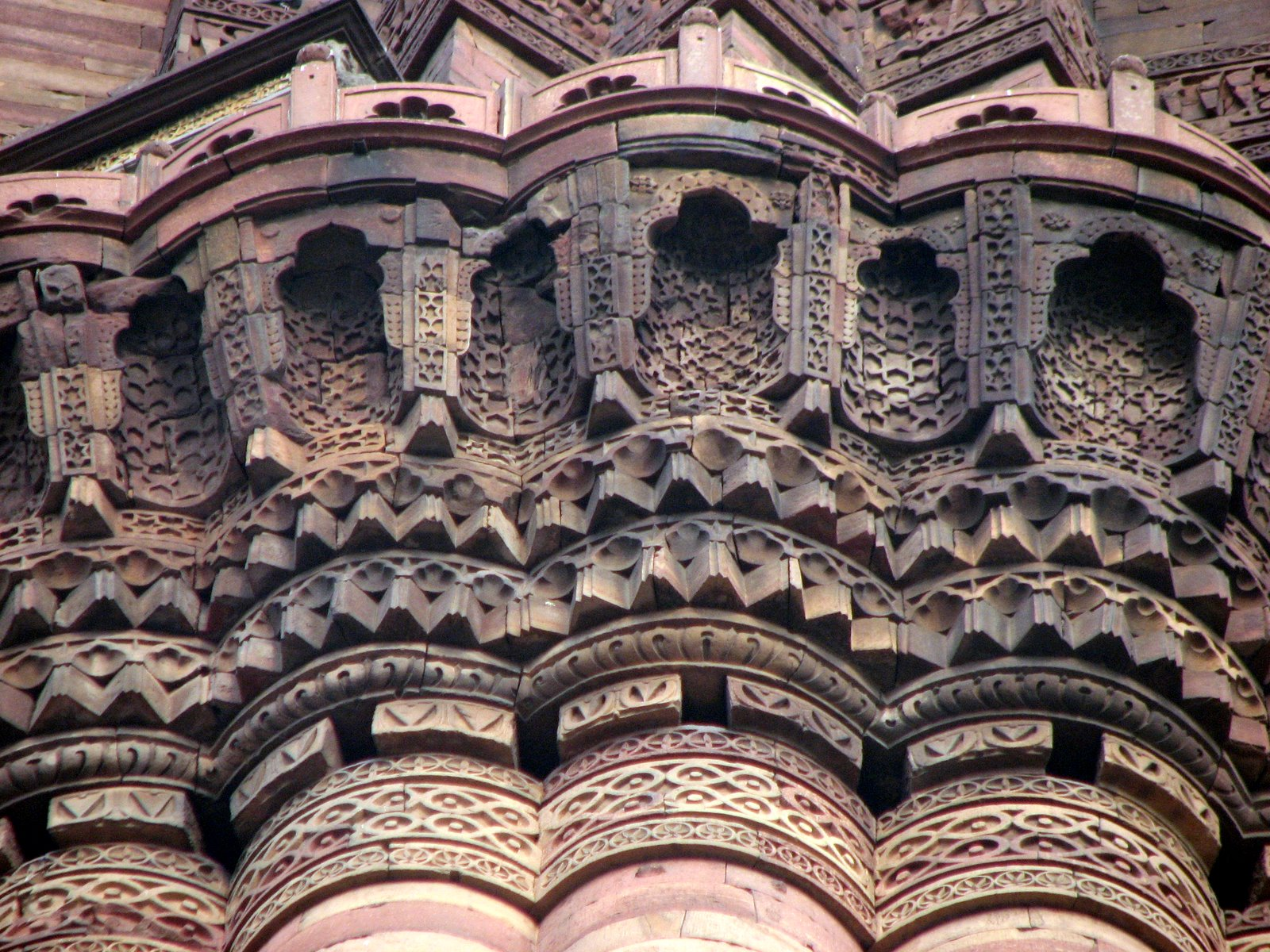
クトゥブ・ミナールのムカルナス。ムカルナスはイスラーム建築でよく用いられる、幾何学的要素の反復による持ち送り構造の装飾である。1200年頃、インド。
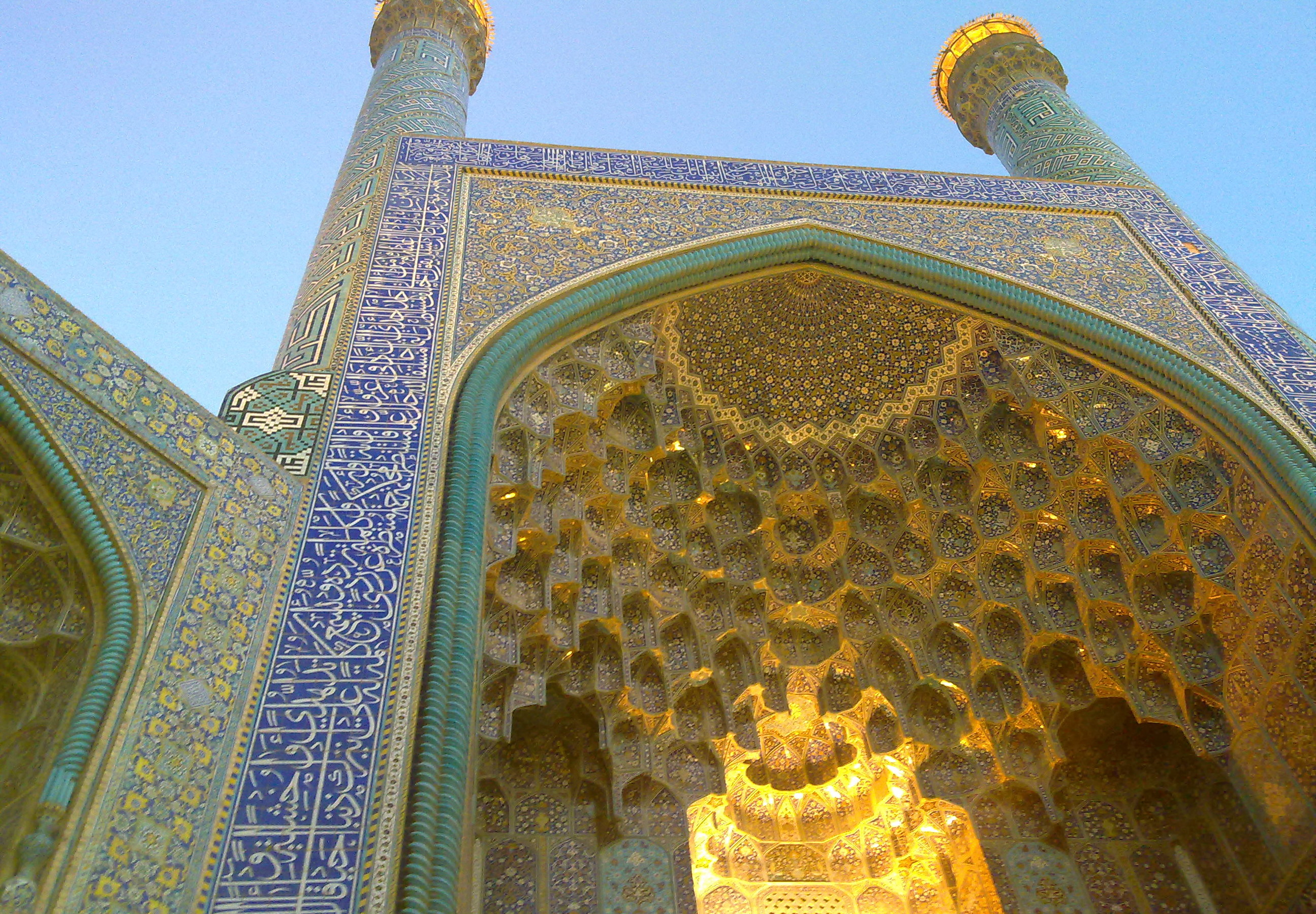
シャー・モスク（英語版）のイーワーン。イーワーンは屋外に向かって開き、高いアーチの天井を持つ空間。特にイランでよく使われ、中庭の四方に配する4イーワーン構造も発達した[167]。エスファハン。
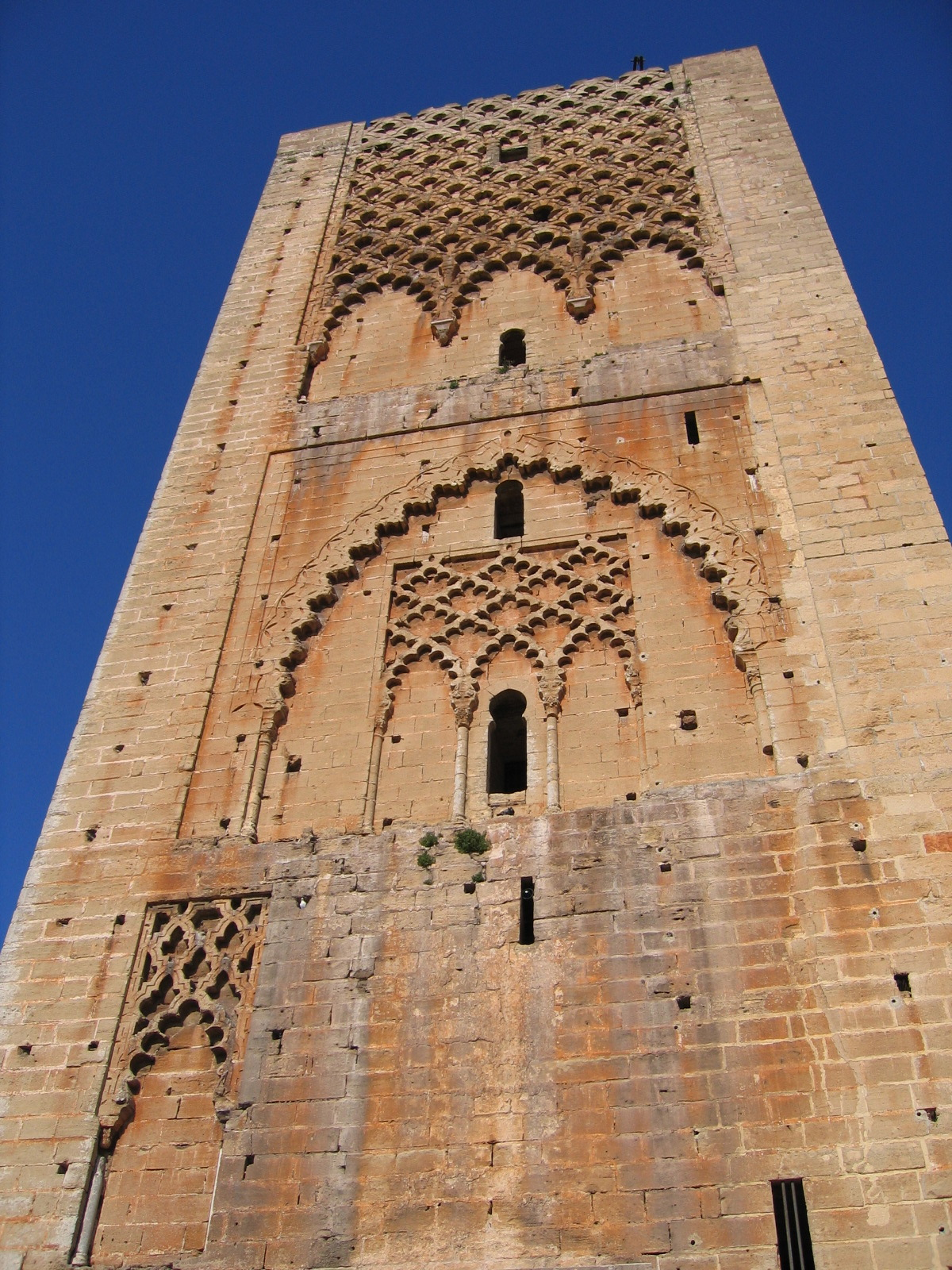
ハッサン塔。地域差の大きいミナレットのバリエーションの1つ[168]。ラバト
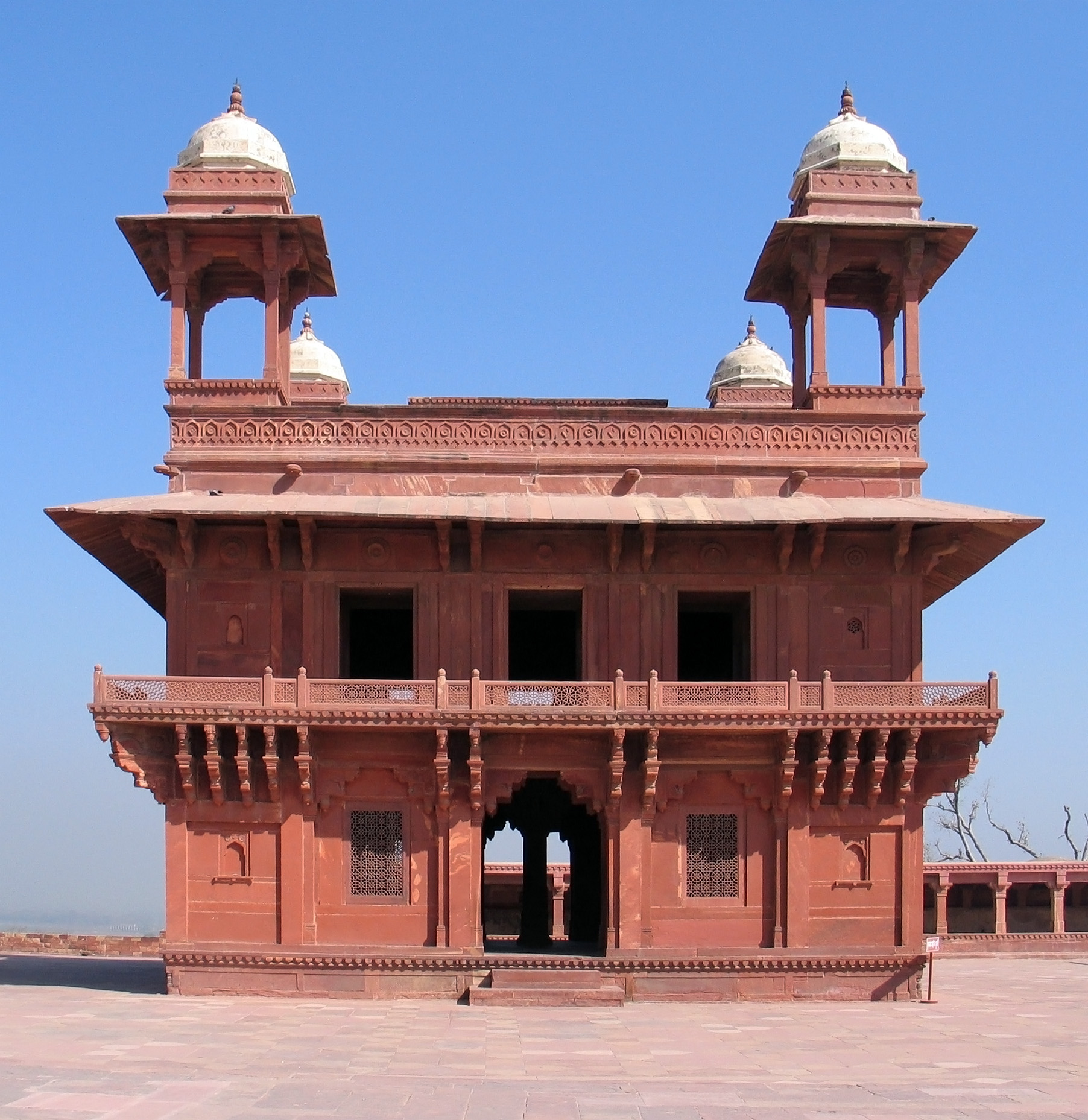
ムガル帝国のディーワーネ・ハース（内謁殿）。ファテープル・シークリーにある皇帝の私的な謁見用の建物
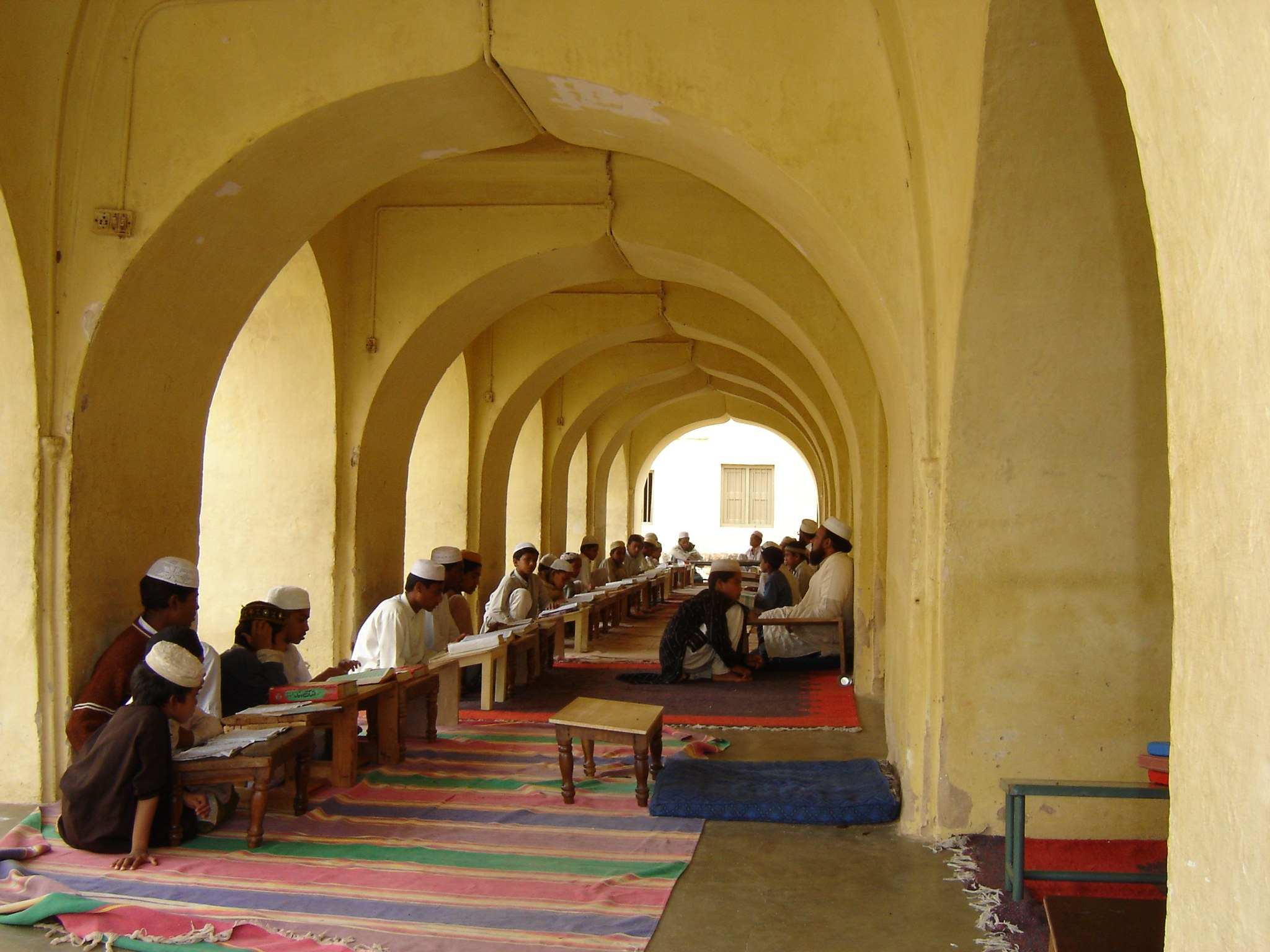
インドのモスクに併設されたマドラサの風景。ムスリムの学びの場である。寄進制度ワクフにより、マドラサや宿泊・福祉などの機能も併せ持つモスク複合施設が各地に作られた[169]。

### 写本芸術
イスラームの写本芸術は絵画、カリグラフィー、ミニアチュール（余白や扉に描かれる装飾や図案）、装幀を全て含めたものである。

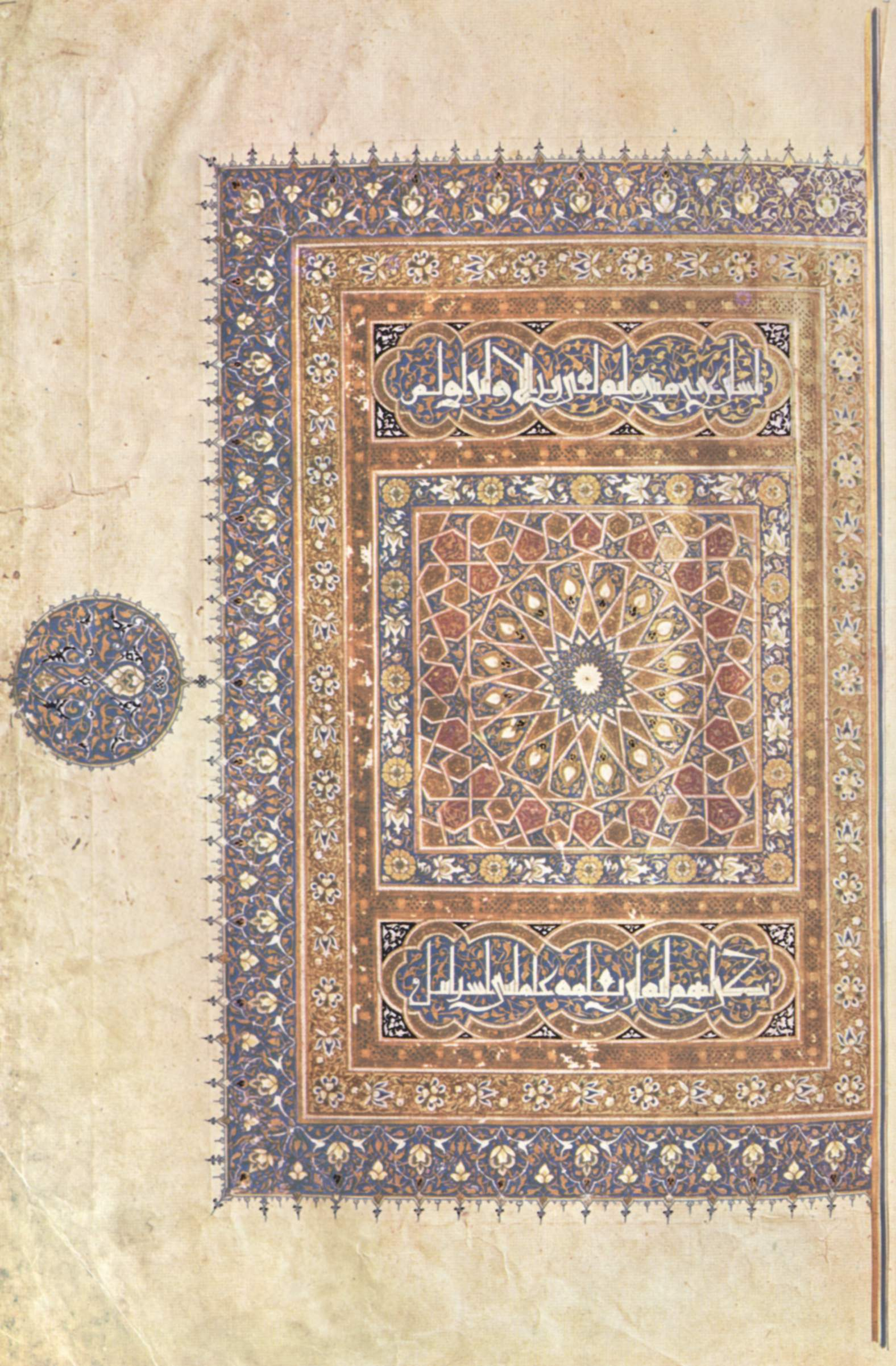
「アルグン・シャーのための『クルアーン』」装飾ページ。1368-88年頃、マムルーク朝

第3代正統カリフのウスマーンの時代にクルアーン写本が完成した。クルアーン写本には挿絵は描かれなかったが、6書体による美麗なカリグラフィー、幾何学・植物文による装飾、芸術的な装幀が施された。中世に科学がよく発達したイスラーム圏では天文学や力学など科学書の写本も盛んに作られ、アブド・アル・ラフマン・アル・スーフィーの『恒星論』の1009年の写本が現存する最古の挿絵入り写本である。他にも、イブン・バフティーシューが人間・鳥獣・魚・虫などを研究した『動物の効用』（11世紀）や、自動機械の仕組みを解説したジャザリーの『巧妙な機械装置に関する知識の書』（1206年）などの学術書に挿絵が付けられた。
写本は工房で製作され、書家の他に挿絵画家、装飾家、製本家が分業で作業した。イスラーム世界の製紙や製本は、アンダルス時代のスペインや、イタリアの都市国家を経由してヨーロッパにも伝わった。挿絵入りの写本はアラブ圏では14世紀に衰退が起きた一方、ペルシア圏では宮廷書画院（ケターブ・ハーネ）の下で物語や歴史書の挿絵入り写本が開花し、イスラーム絵画の主要な舞台となった。写本の製本技術は15世紀のティムール朝の首都ヘラートで頂点を迎えた。特にシーラーズでは家内工業として写本製作が行われたといわれる。ティムール朝の写本芸術は、サファヴィー朝（ペルシア）、ムガル朝（インド）、オスマン朝（トルコ）にも影響を与えた。
伝統的に、写本芸術は3つの領域に分けて考えられてきた。シリア、エジプト、ジャズィーラ、マグリブ、それからオスマン（オスマンは別の領域とも考えられる）の写本に対応する「アラブ」、特にモンゴル時代以降のイラン世界で作られた写本に対応する「ペルシア」、そしてムガル帝国の作品に対応する「インド」である。それぞれの領域には特有の様式があり、それはさらに独自の芸術家たちや慣習などを持つ相異なった流派に分かれる。諸流派やさらには地理的領域の間での、政治状況の変化や芸術家の頻繁な移動（特にペルシアの芸術家はオスマンやインドに多く移住した）による影響関係が存在したことは明らかであるが、それぞれの変遷は並行して進行していた。
なお中国から伝来した製紙は、10世紀にはイスラーム世界に定着し写本繁栄の礎となったが、アラビア文字の組版の困難さやカリグラフィーの重視のため印刷術の導入は18世紀まで遅れた。

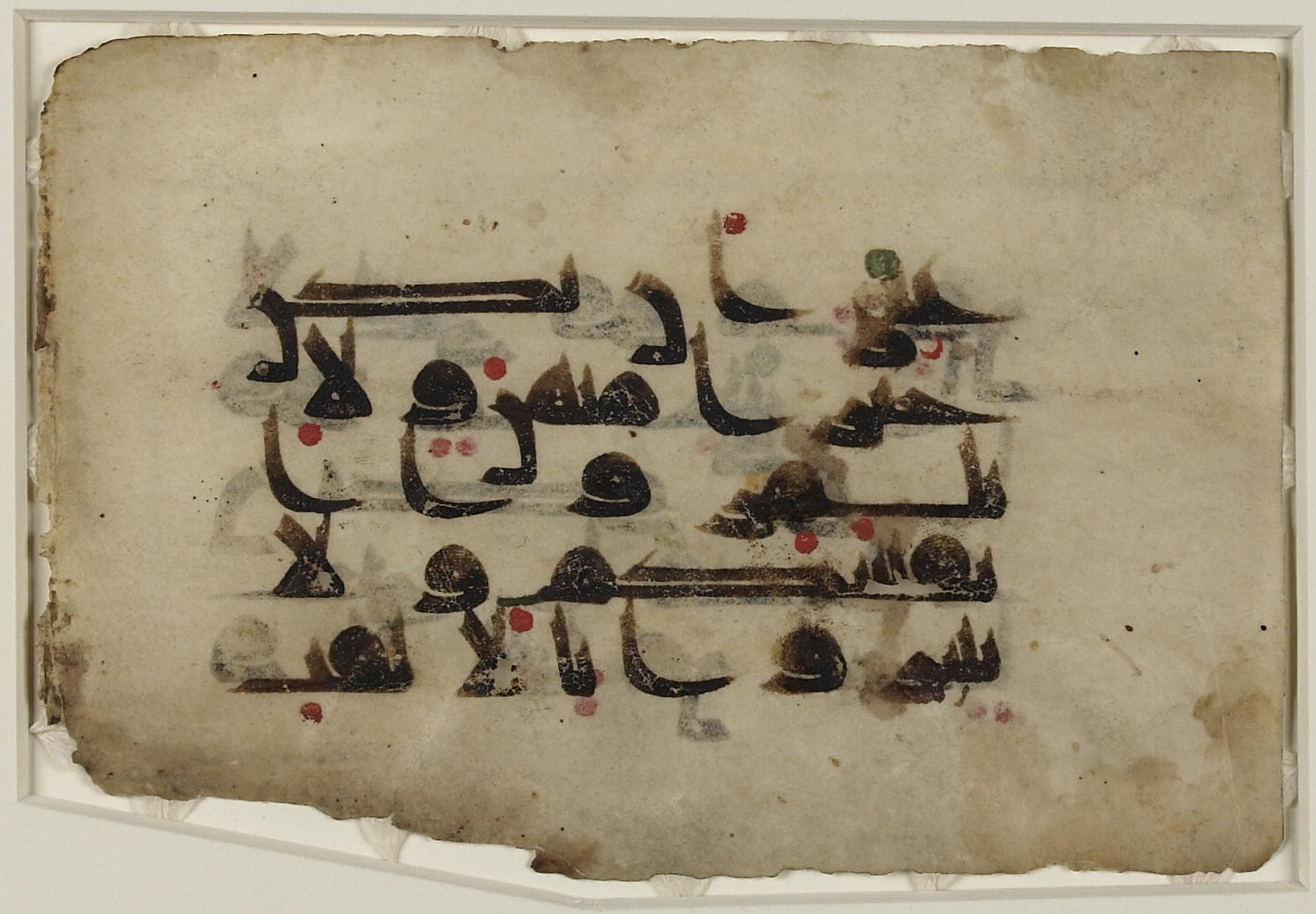
クーフィー体で書かれたクルアーン写本（49:11）。9世紀
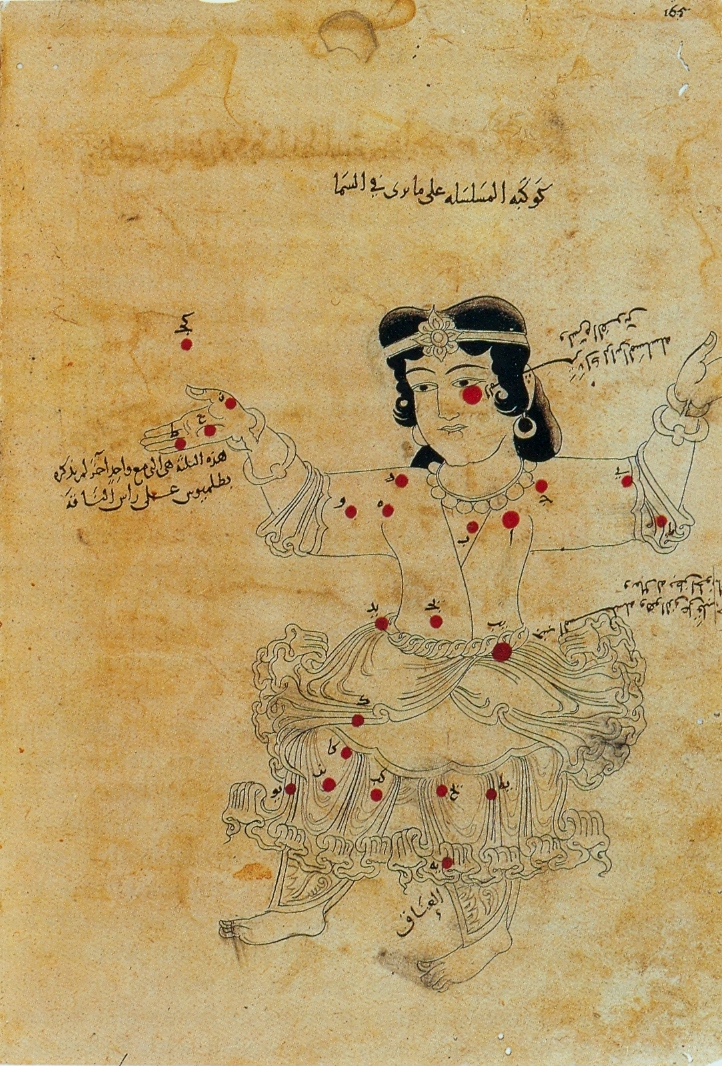
ボドリアン図書館所蔵のアブド・アル・ラフマン・アル・スーフィー『恒星論』の1009年の写本より「アンドロメダ座」
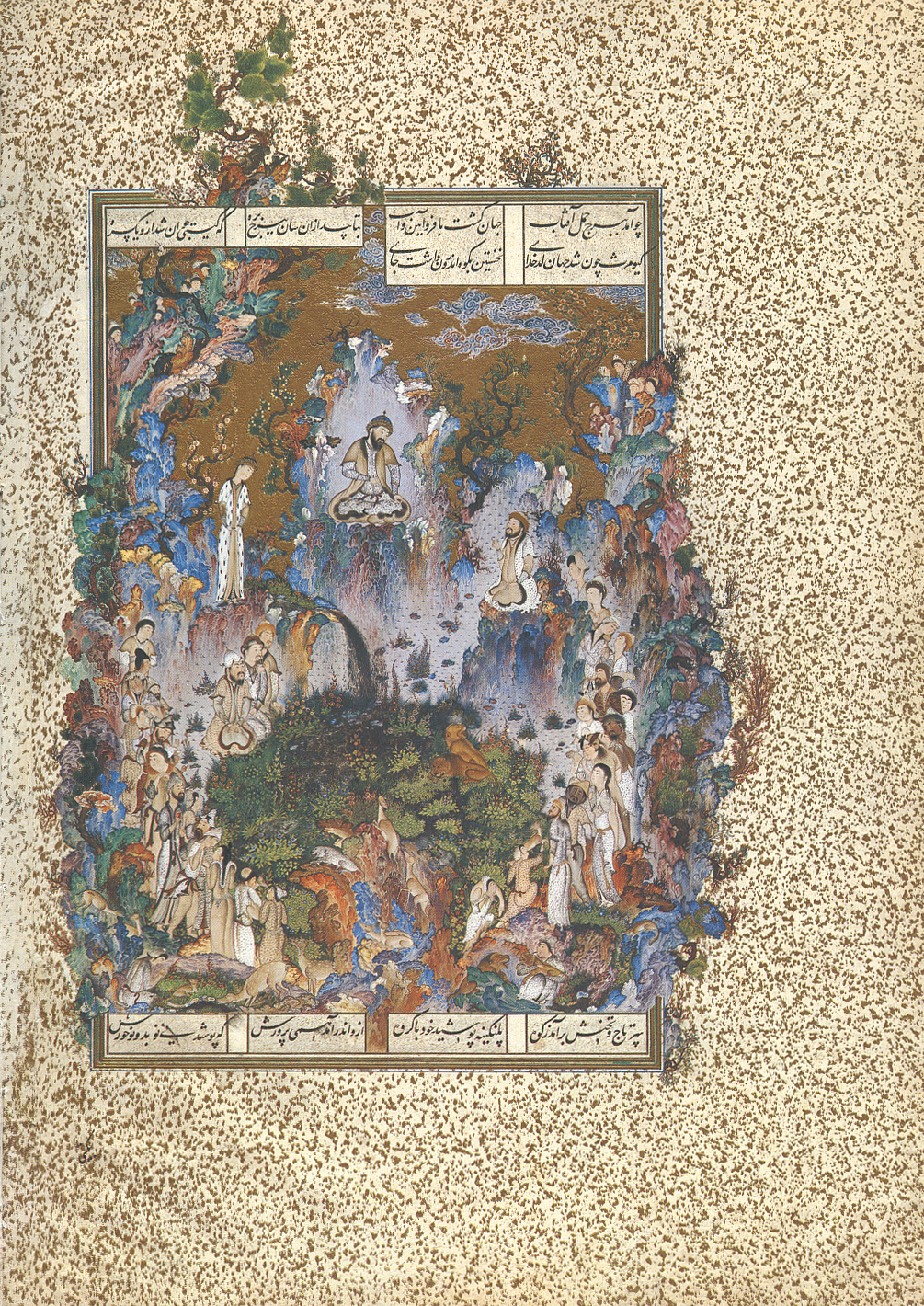
シャー・タフマースプの偉大なるシャー・ナーメ（フランス語版）。1537年頃
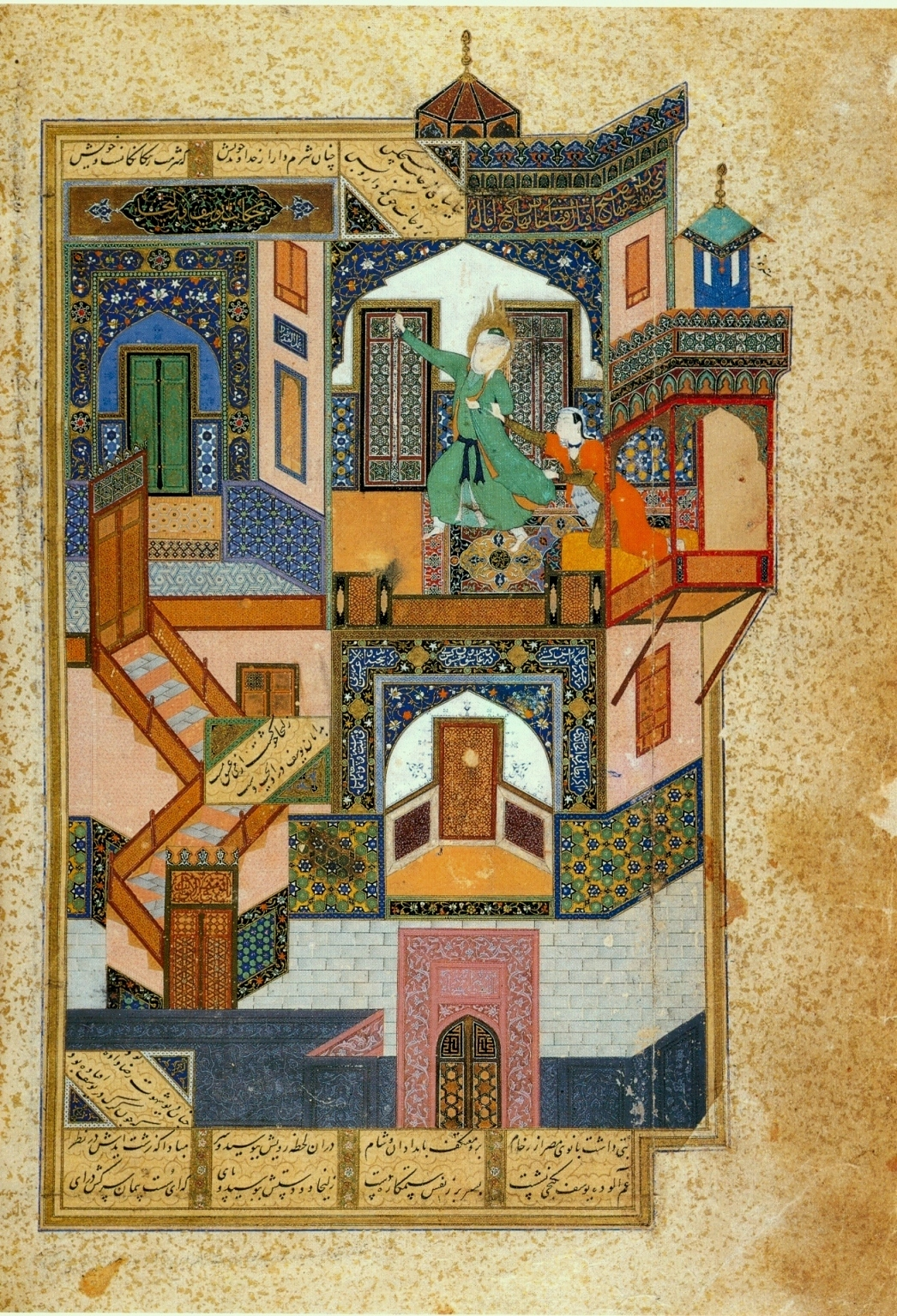
ビフザード画「ユースフの誘惑」。サアディー『果樹園（ペルシア語版、英語版）』（ブースターン）の写本より。1488年

### 絵画

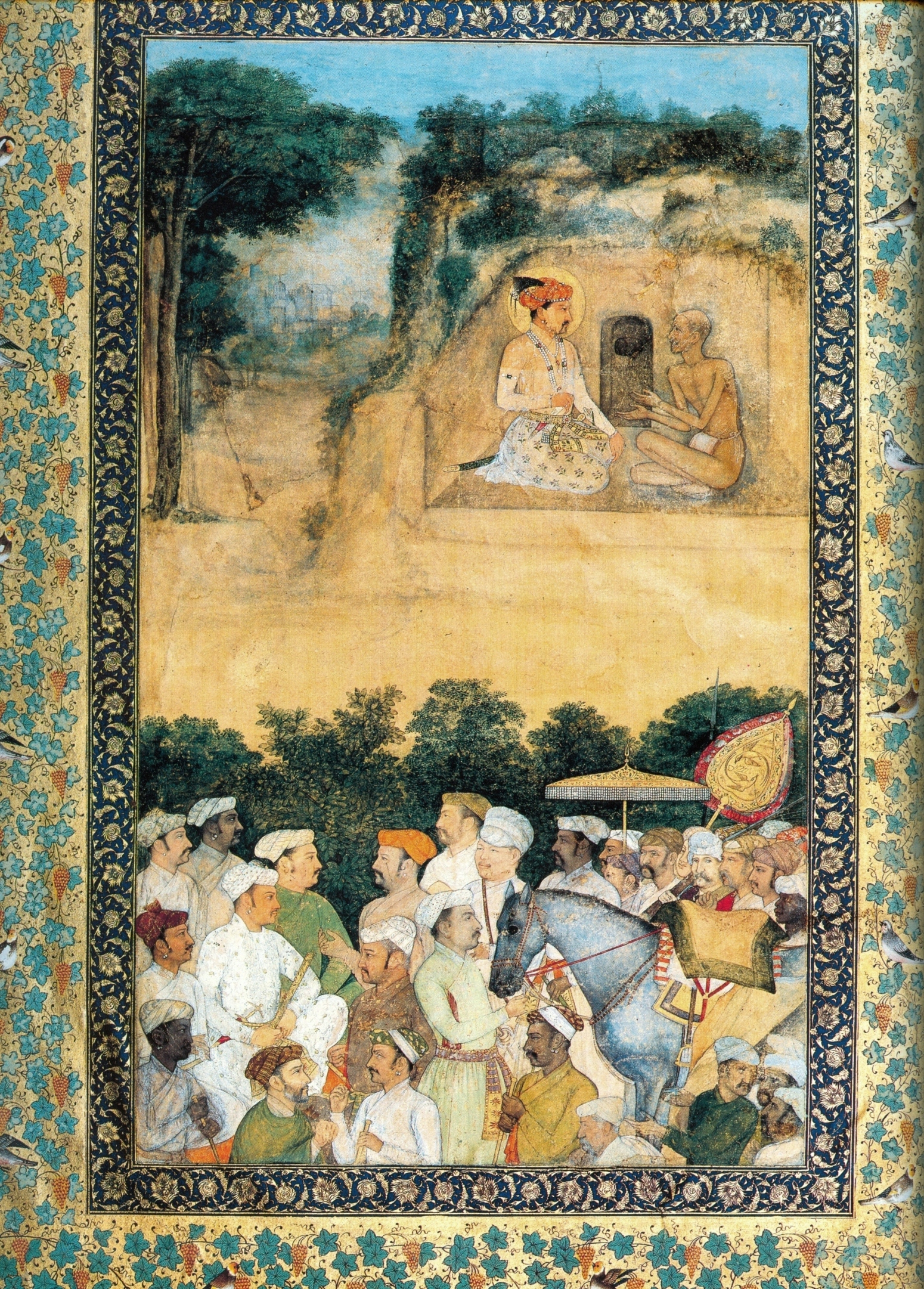
隠者を訪れるジャハーンギール。ゴーヴァルダナ画。17世紀

イスラームの絵画は、アラブ、イラン、トルコ、インドを中心に体系が分けられている。ウマイヤ朝からアッバース朝にかけては壁画や床絵としてフレスコ画などの絵画が描かれ、ウマイヤ朝時代のクルセイル・アムラや、ファーティマ朝時代のカイロ浴場壁画などが残存している。また陶芸、金属工芸、ガラス工芸、象牙彫刻が絵画的表現の媒体となっていた。
イスラーム絵画では、人物や動物などの具象画のほかに、文様や枠についての技法も重要となる。特に写本との関係で、タズヒーブ（Tazhib）と呼ばれる文様絵画が一つのジャンルとして確立されている。また、ジャドヴァルと呼ばれる枠は見出しや本文を美的に区分し、写本において重要となった。
写本芸術が発展すると、科学書から始まった挿絵が発展し絵画の舞台となった。ティムール朝・サファヴィー朝を中心にペルシア語の物語や歴史書の装飾写本が盛んに作られた。アラビア語では画家は神と同じ語「ムサッウィル」（創造者）であったこともあり糾弾の対象であったが、その画家の地位も確立され、署名を通じて名前が残るようになり、16世紀には画家論が書かれるまでになった。代表的な画家はビフザードである。
16世紀後半になるとペルシアでは王族が高価な写本をあまり作らせなくなり、一枚ものの絵が描かれるようになった。これを愛好者が収集して画帖（ムラッカア）とするようになり、画家の地位はさらに向上した。リザー・アッバースィーは鮮やかな色彩で宮廷の優雅な男女を描き評判を取り、その作風は広く模倣された。

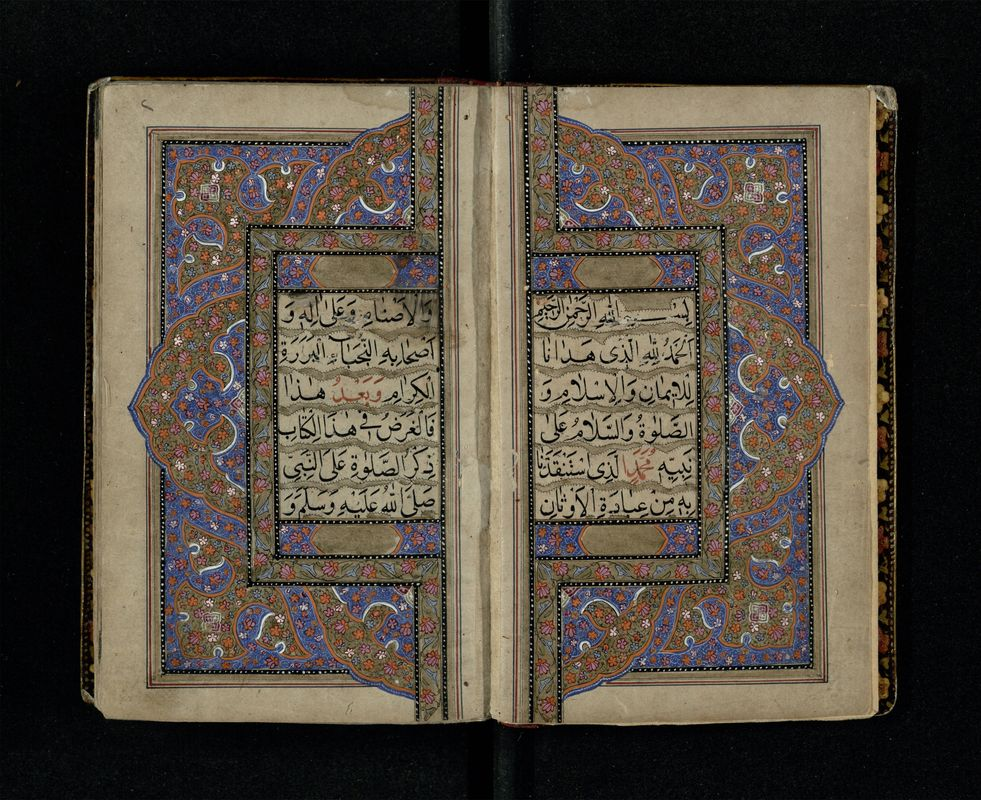
写本に描かれたタズヒーブ（文様絵画）
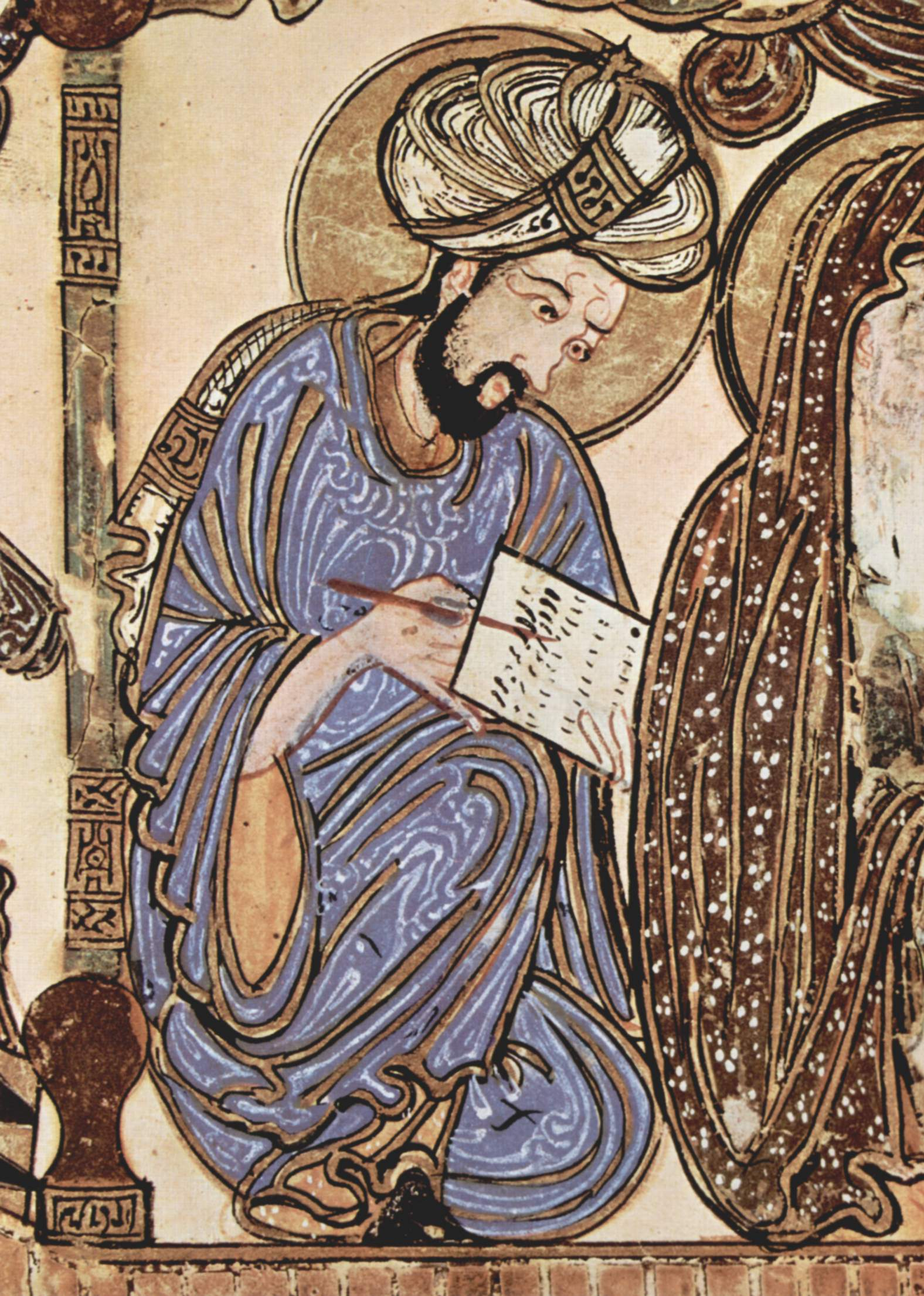
カーディ（書記）。1287年イラクの写本の細部。
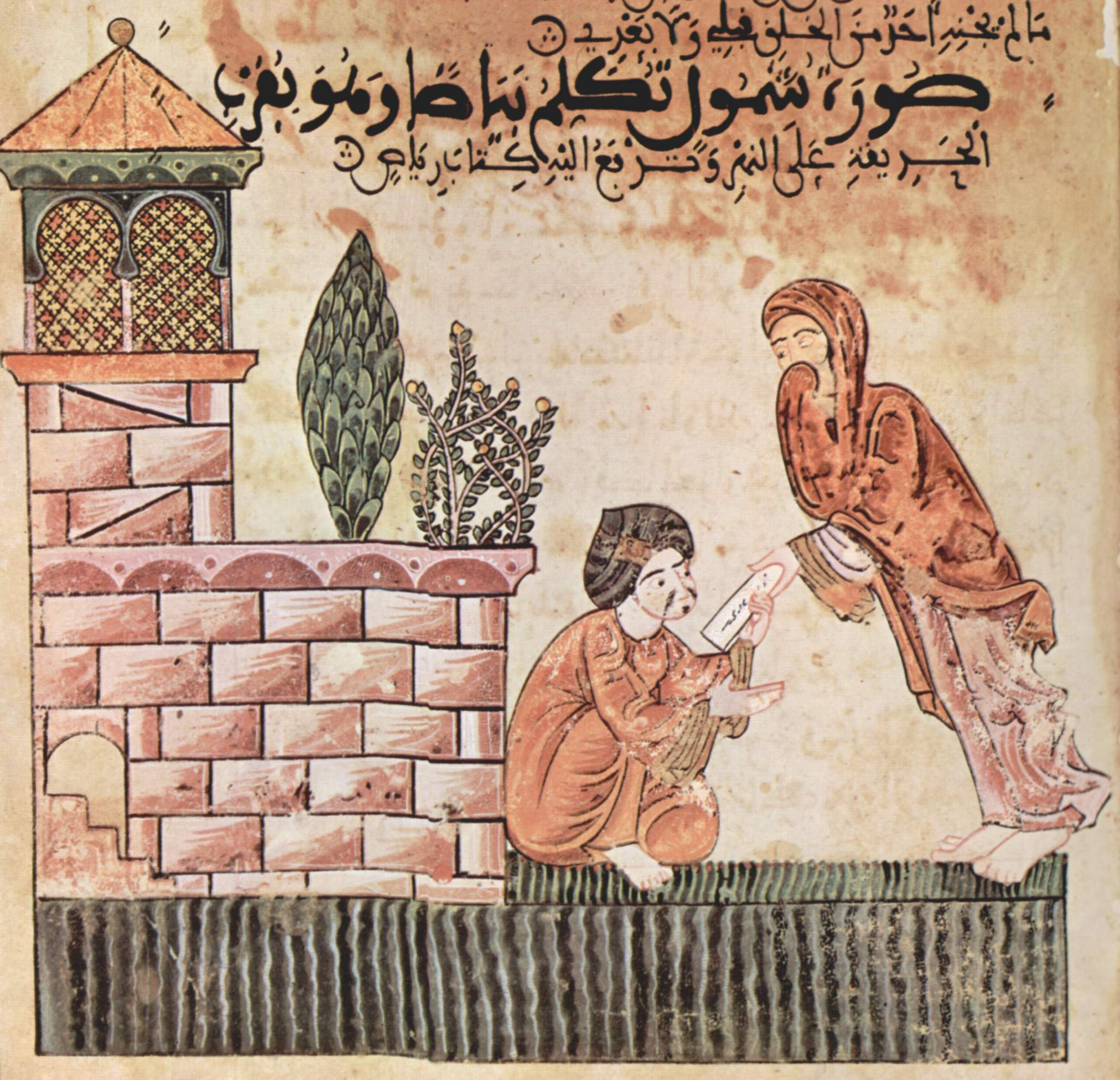
悲恋物語『バヤードとリヤード（英語版）』の第17葉「リヤードからバヤードに宛てた手紙を渡すシャムール」。13世紀、ムワッヒド朝
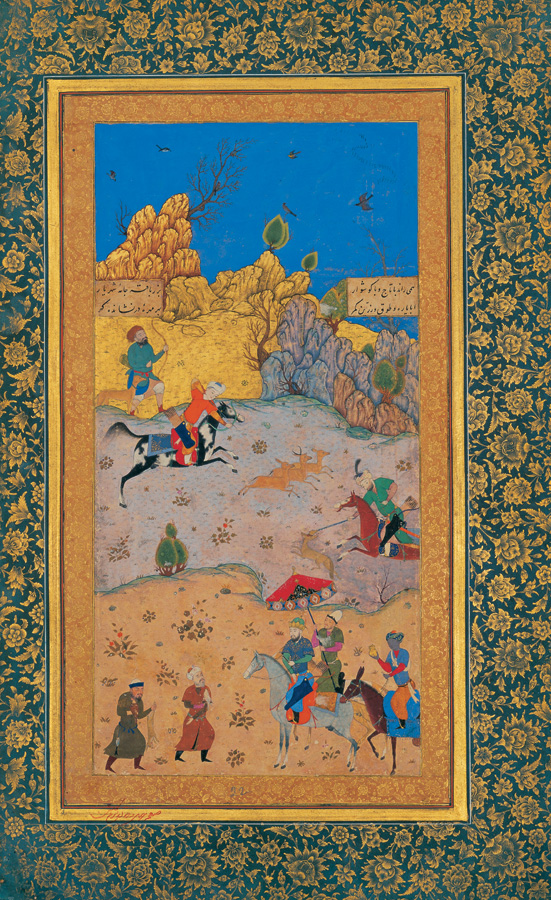
ビフザード『猟場』（16世紀前半）
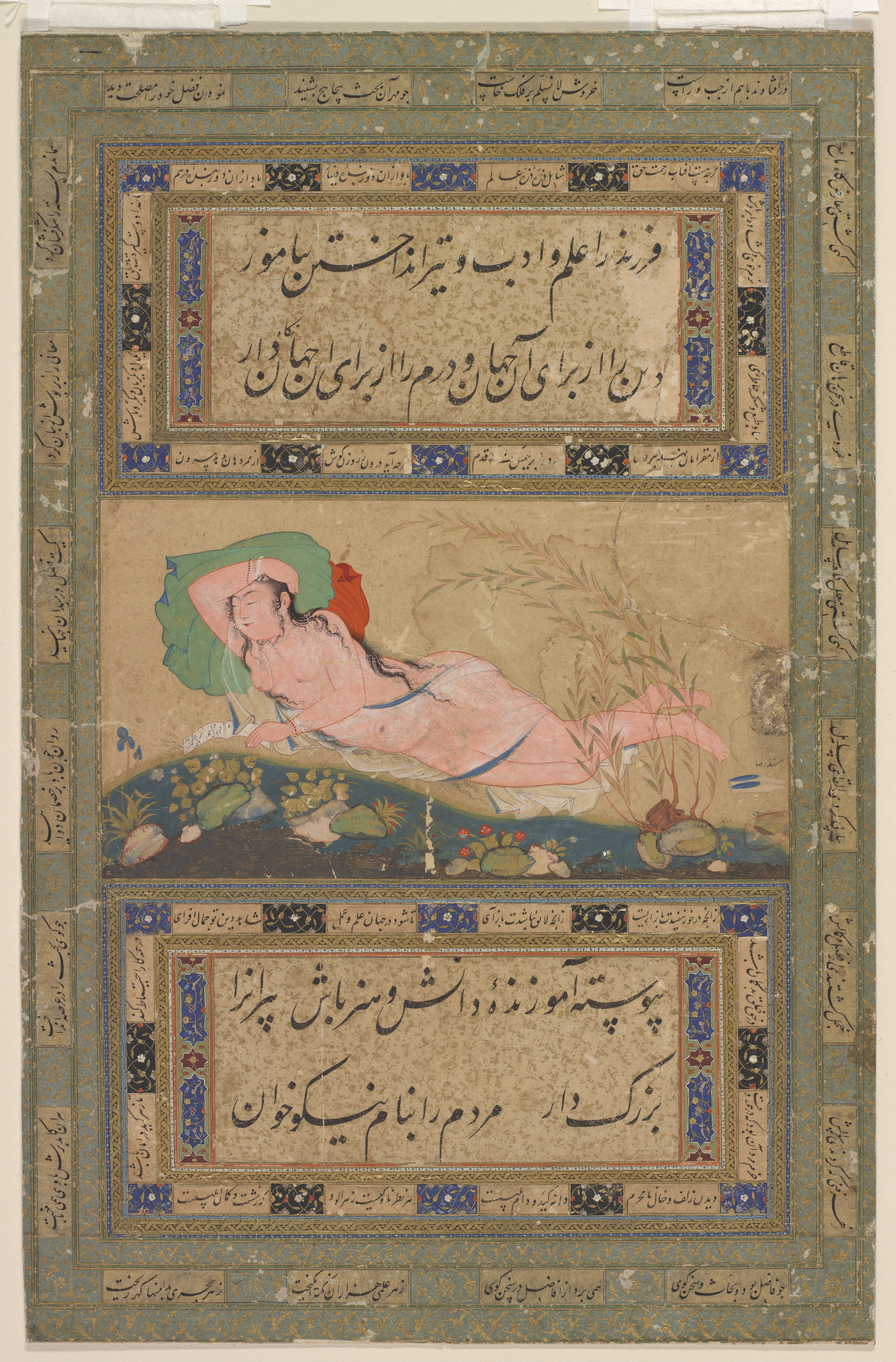
リザー・アッバースィー『横たわる裸婦』（1590-92年頃、エスファハーン、フリーア美術館蔵）。イスラームでは極めて稀な裸婦画[193]。

### 工芸・装飾美術
装飾美術の諸分野はヨーロッパでは「マイナー美術」と呼ばれている。しかしながら、数多くのヨーロッパ以外の文明や古代の文明でそうであったように、イスラームの地でもこれらの媒体は実用よりも芸術的な目的のために用いられる傾向があった。イスラームの芸術家たちは主に宗教的な理由から彫刻には興味を示さなかったが、金属工芸、陶芸、ガラス工芸、宝飾（石英が代表的であるが、紅玉髄のような硬石も用いられた）、木工芸、象牙細工などの幅広い領域で独創性と卓越した技量を示した。

#### 金属工芸

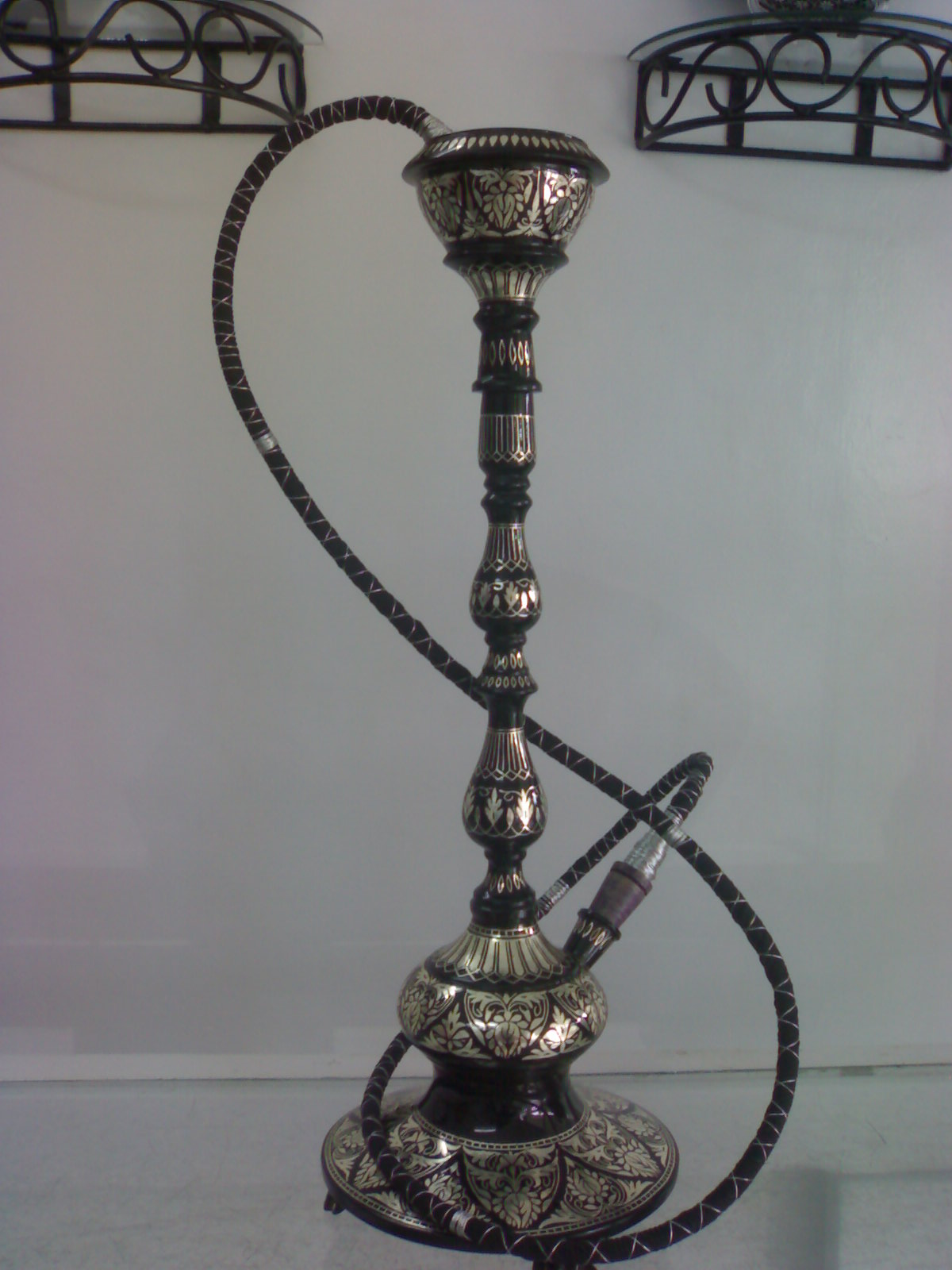
ビードリー器の水パイプ

金属工芸の素材としては青銅や真鍮が最もよく使用され、その他金銀鉄などの使用も見られるが、金銀はしばしば熔かして再利用され、またアッバース朝以降ではシャリーア（イスラーム法）を基に本格的に禁止されたため現存する作品は少ない。
水差し、鉢、杯、インク壺、箱、鏡、シャンデリア、燭台、武具など多岐にわたり、その技法も製作物に応じて多種存在していた。基本的にはサーサーン朝ペルシアやビザンチンといったイスラーム以前から存在していた伝統を継承し、発展させた工芸美術である。ファーティマ朝時代のエジプトなどでは鳥獣をかたどった水差しが流行し、数多く製作されている。セルジューク朝時代には装飾として刻まれたアラビア文字の末端に人間の頭部や花の紋様などを作品も出現し、社会情勢の変化がうかがえる。他の地域ではあまり発達しなかった技法に、12世紀ごろから見られるようになった銅や銀を真鍮の器に嵌め込む象嵌細工があり、1163年にヘラートで制作されたボブリンスキーの手桶が代表的である。象嵌技法はその後シリアに伝えられ、14世紀初頭にエジプトで聖ルイ王の洗礼盤などの作品が生まれた。しかしそれ以降は理由は不明であるが人物や動物を描いた象嵌装飾は下火となり、15世紀末には単純な打出しや線刻が主流となり金工は衰退を迎えた。
特徴ある金属工芸としては17世紀ムガル帝国のビードリー器がある。これは卑金属の合金に金銀を象嵌し、アンモニア塩を含む泥で覆うことで艶消しの黒を得て象嵌を引き立たせるものであり、特に大麻や煙草の吸引用フーカの基部が多く作られた。

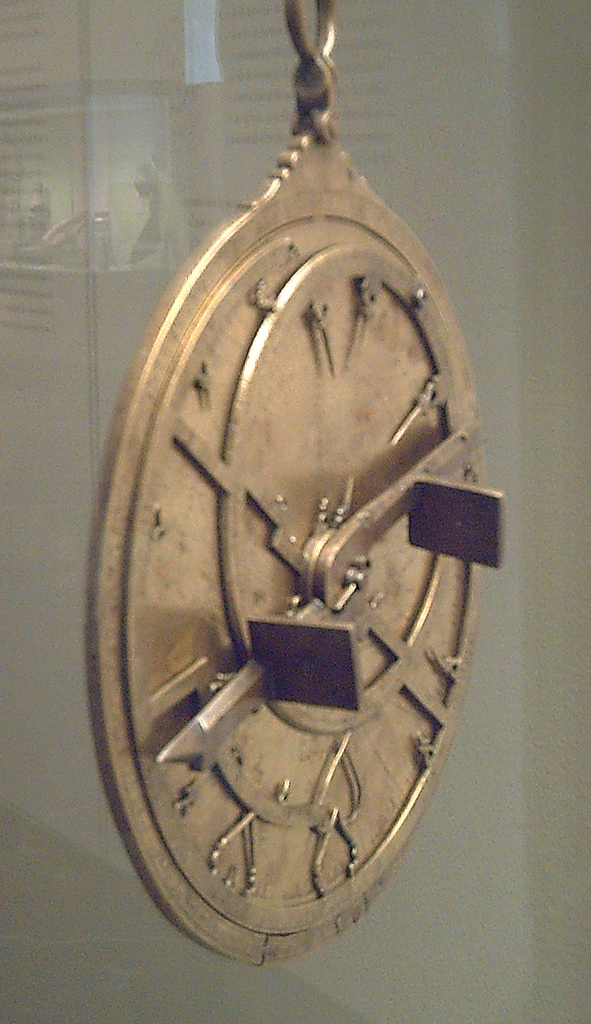
アッ＝サッファールのアストロラーベ（天体観測儀）。中世イスラームでは天文学が大きく発展していた[204]。直径24.2cm。1067年、アンダルスのウマイヤ朝。スペイン国立考古学博物館蔵
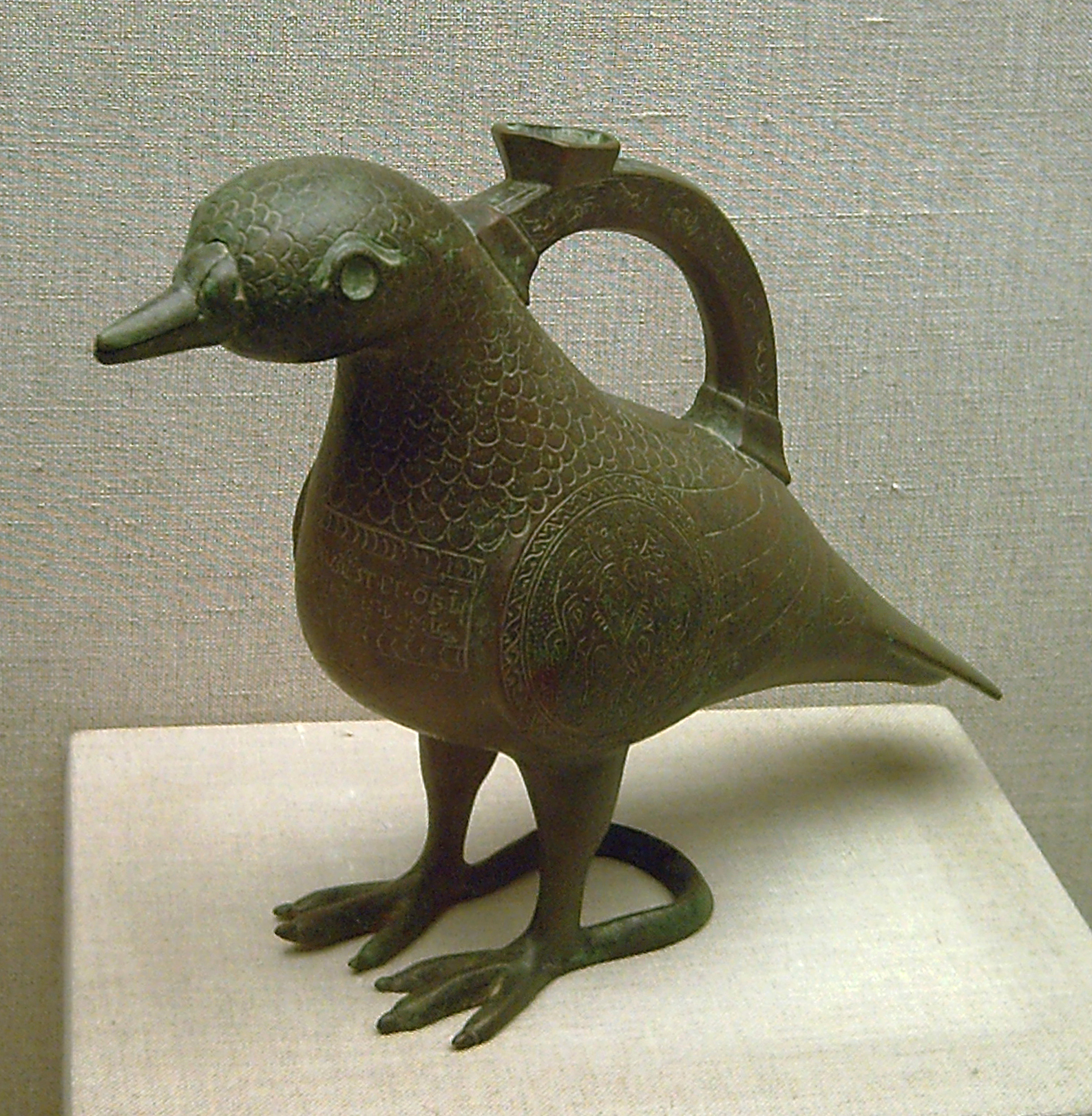
鳥を象った真鍮の水差し。11-12世紀、イラン。スペイン国立考古学博物館蔵
セルジューク朝の真鍮製水差し。打出し加工され、銀とビスマスの象嵌がある。1180-1210年頃。メトロポリタン美術館蔵
ビードリー器の水パイプの基部。17世紀末-18世紀初頭、インド・ビーダル地方。ルーヴル美術館蔵

#### 陶芸

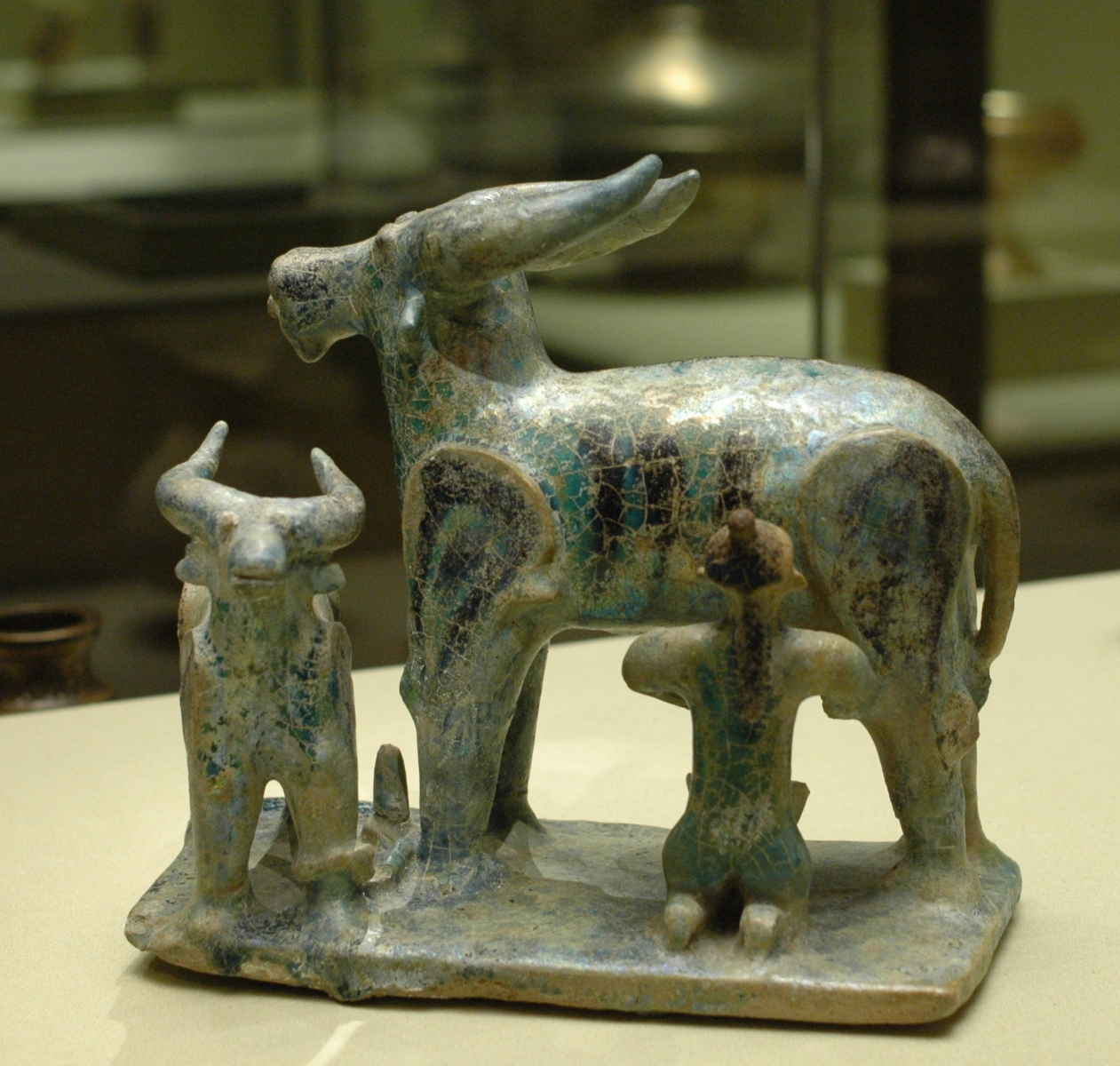
野牛の乳を絞るトルクメン人の焼き物。12-13世紀、北シリア

イスラーム世界における陶芸の歴史は時代毎に勃興した王朝によってその技、特徴が著しい変化を遂げている。また、主要な窯場も時代に応じて変遷し、アフガニスタン、トルコ、エジプト、イベリア半島など広域に渡る。中国の陶磁器の影響を受け、磁器の完全な再現こそ果たされなかったが、ラスター彩や、ミーナーイー手などといった独自の陶芸文化を進化させていった。
| 「                                                  | というのも実に、お盆にはありとあらゆる種類の料理が、全て〔中国の〕金彩の磁器に盛られていたのです。 | 」 |
| —『千夜一夜物語』「怠け者アブー・ムハンマドの物語」 | |    |

陶芸技術が飛躍的な発展を遂げたのは、アッバース朝におけるイラクで、白釉陶器、白釉藍緑彩陶器、ラスター彩陶器などが誕生した。中でもラスター彩は一度施釉して焼いた器に硝酸銀や硫化銅で絵付けし、低温度の窯で再度還元焼成することで金属的な輝きを出す独特の手法で、イスラーム陶芸の代表的なものとして知られている。この技術は後に続くファーティマ朝やセルジューク朝などでも受け継がれていった。
セルジューク朝に入ると影絵手と呼ばれる技法が発達し、青釉掻落文陶器、ミナイ手（ミーナーイー陶器。ペルシア語で「エナメル」の意）などの多彩な装飾が施された陶器が誕生する。イル・ハーン朝ではさらに装飾技法が発展し、金箔を加えた藍地金彩色絵（ラージュヴァルディーナ彩）や藍釉白盛上陶器（スルターナバード彩）などが誕生した。また、中国の陶磁器から影響を受けた建築装飾用のタイルなども生産されるようになった。
オスマン朝時代のトルコ・イズニク窯場では中国の青花陶器の技法が取り入れられた白地藍彩陶器などが主流となり、また「イズニク赤」と呼ばれる鮮やかな赤も用いられた。サファヴィー朝ではこれを模倣したクバチ陶器と呼ばれる絢爛な彩画陶器の作成技法が生まれた。

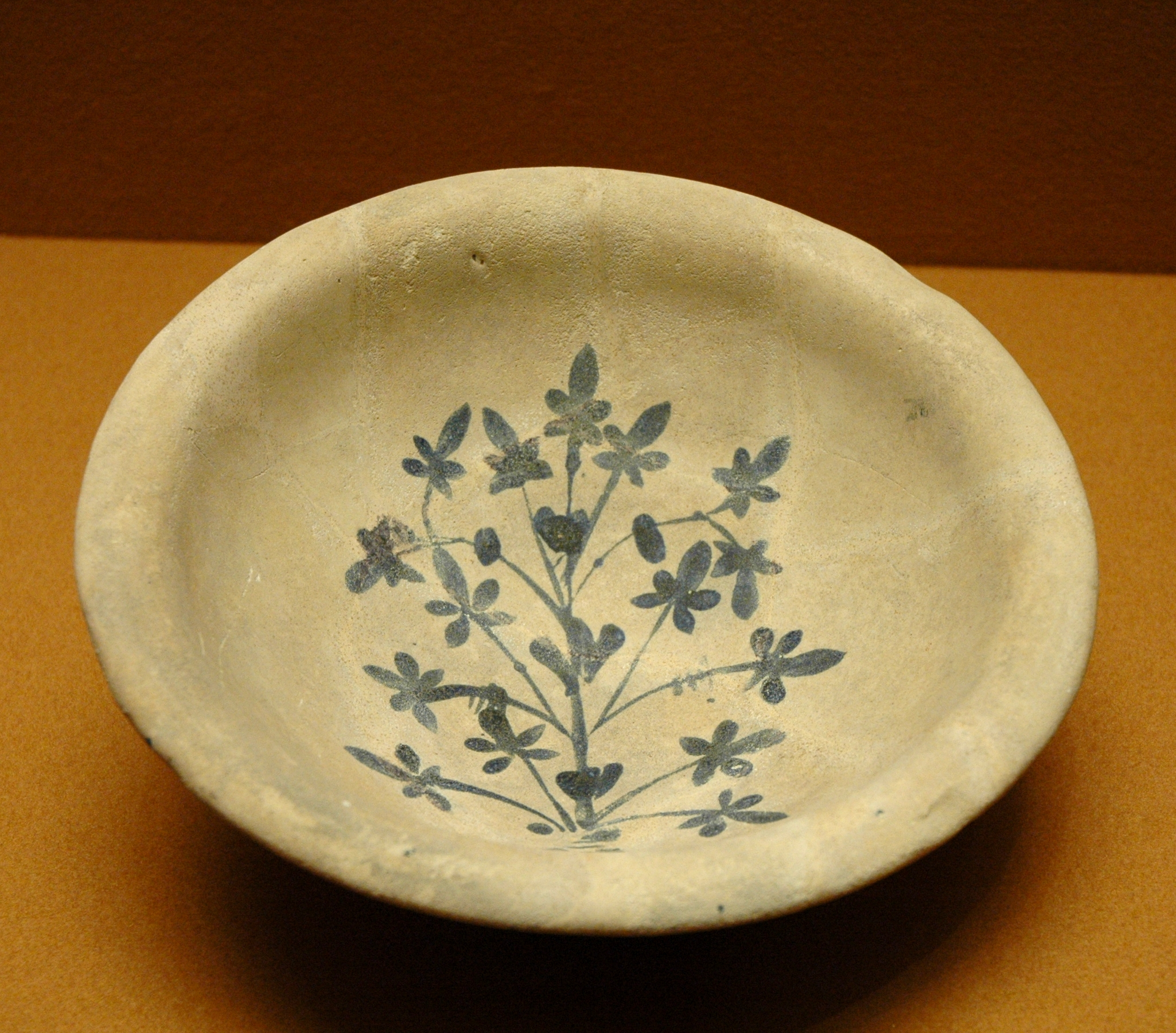
白釉藍彩陶器。9-10世紀、イラク
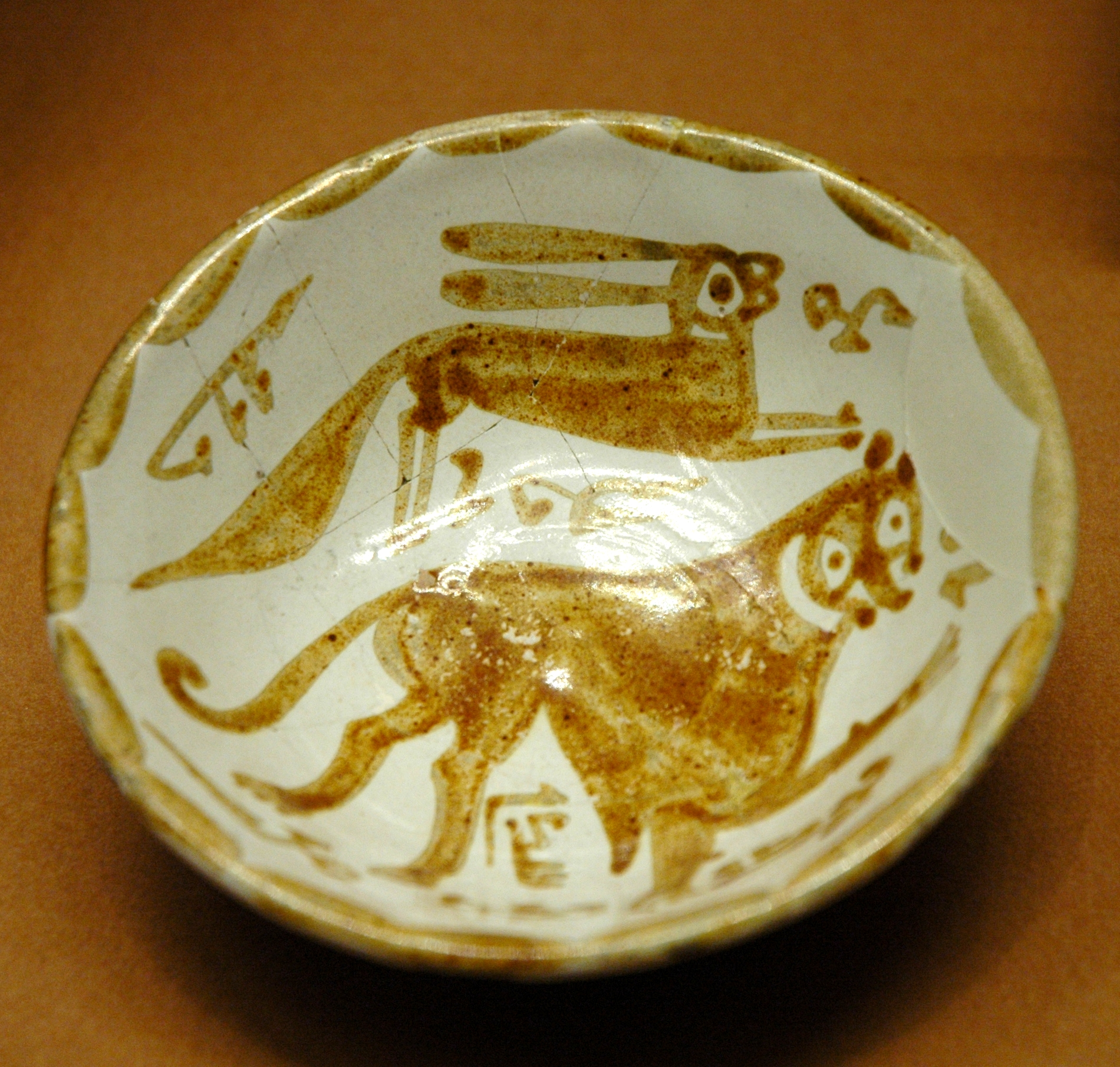
ネコ様の動物と野兎が描かれたラスター彩の杯。10世紀、イラクもしくはエジプト
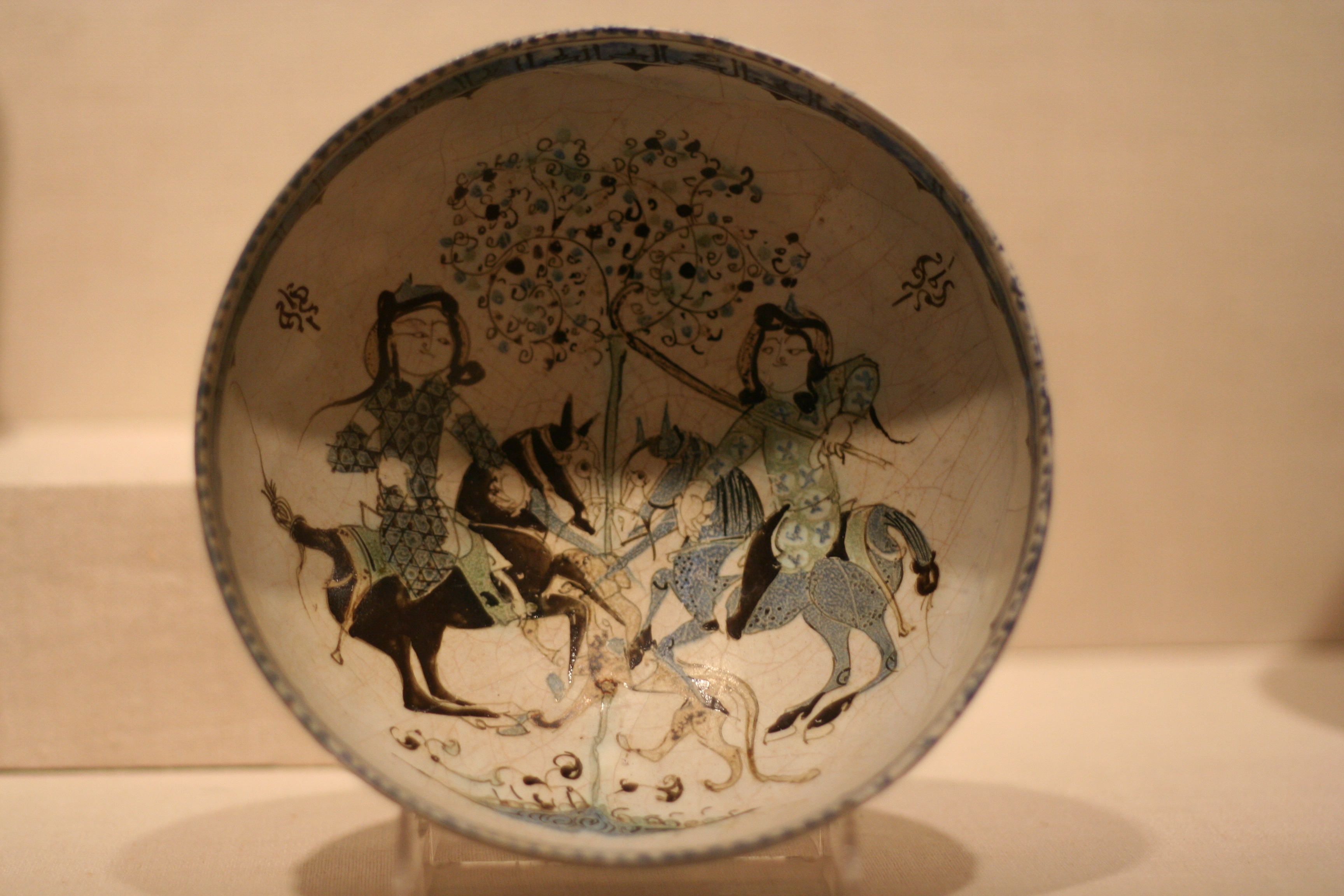
13世紀のミーナーイー陶器。ブルックリン美術館蔵
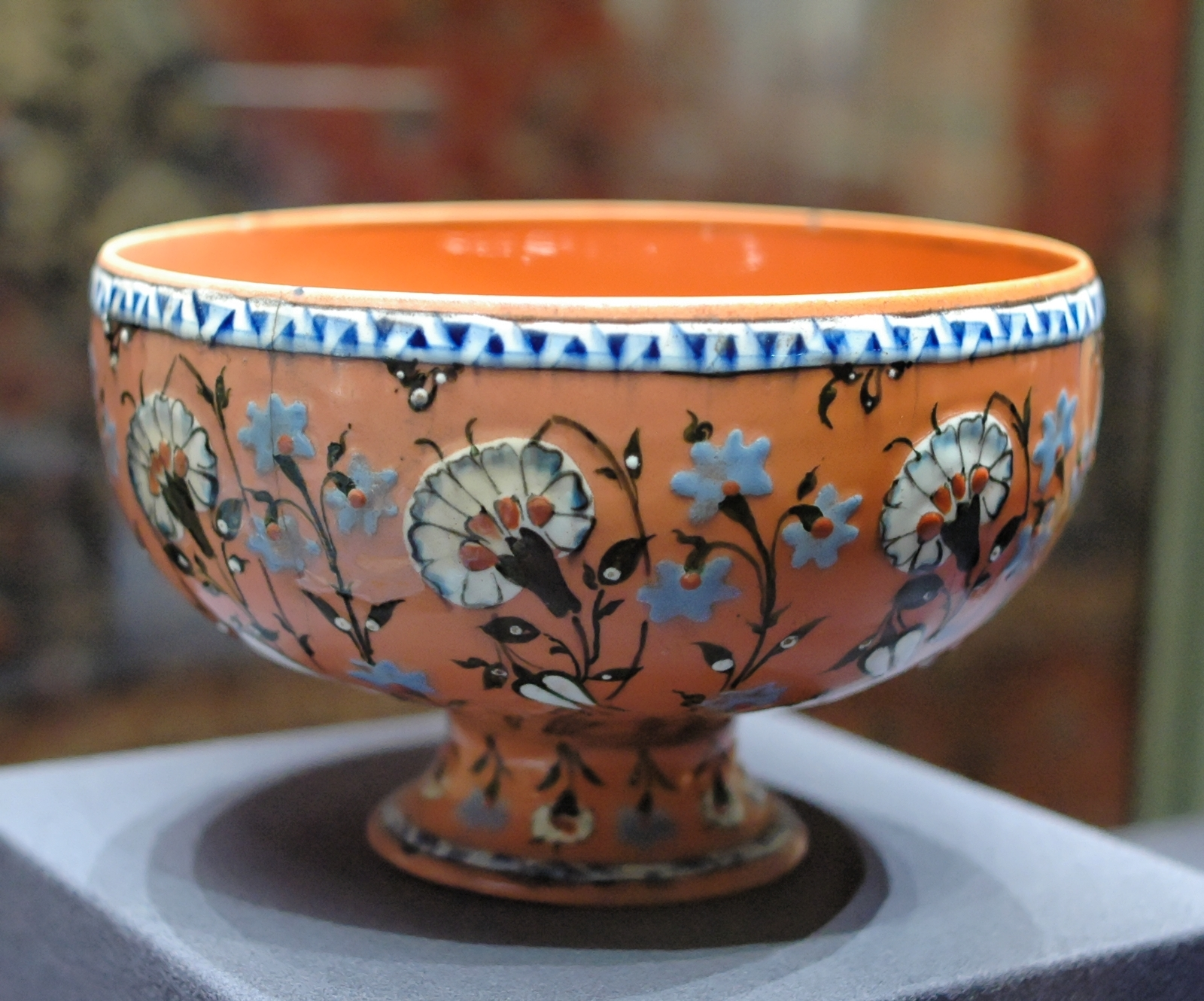
16世紀後半、イズニク産の陶器。カーネーションが描かれている。いわゆる「イズニク赤」。

#### ガラス工芸

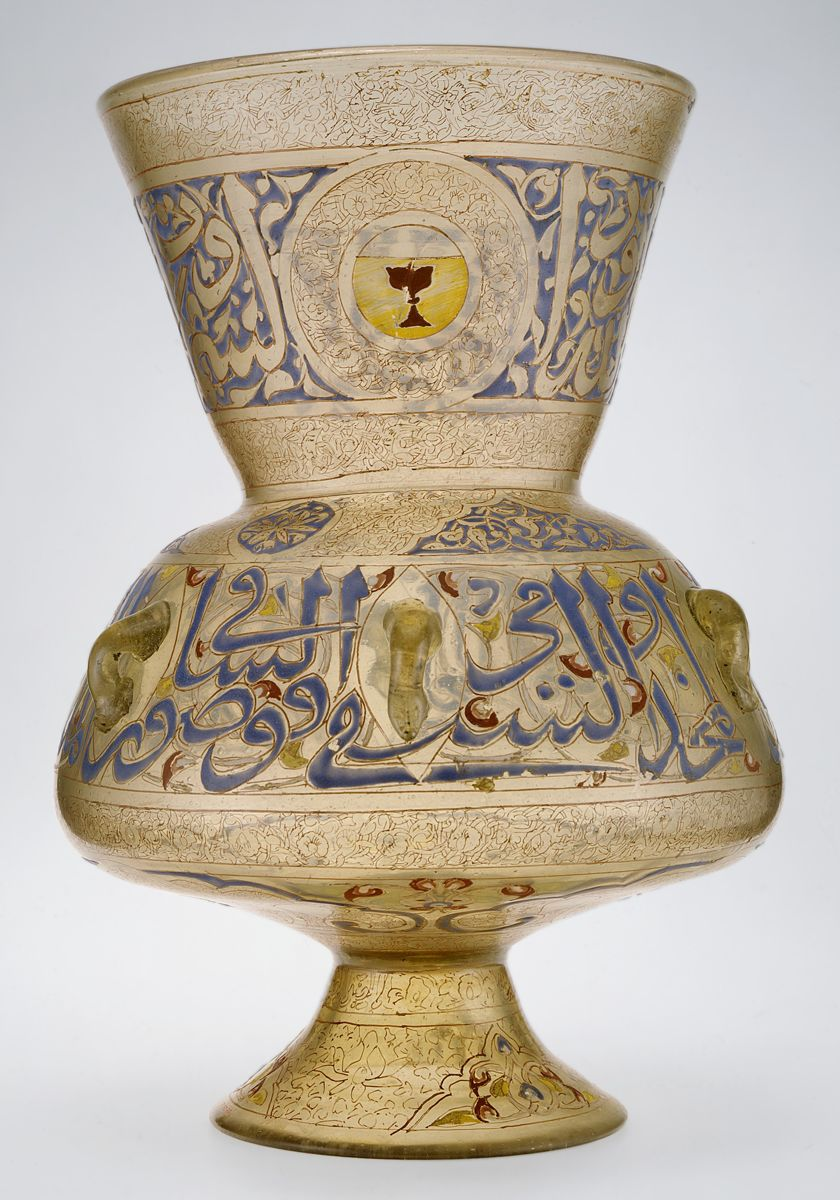
エジプトのモスク・ランプ。アミールのカウスンが寄進した。14世紀

イスラーム時代以前より、地中海沿岸ではローマ由来の宙吹きガラス、ペルシアではサーサーン朝由来の面カット装飾を用いるガラスが作られていたが、アッバース朝時代に入り両者が融合し独自の発達を遂げ、イスラームのガラスは世界の最先端となり
ヴェネツィア共和国などのヨーロッパ諸都市にも強い影響を与えた。ガラスのカッティング技法による装飾が流行し、レリーフ・カットなどの技術が誕生している。11世紀に入るとエジプト・フスタートを中心として新しい技術が次々と生まれ、被せガラスの手法を用いた作品などが生み出された。また、ガラス工芸で生み出された技術は陶芸にも用いられ、イスラーム美術独特の陶芸技法であるラスター彩が誕生している。
さまざまな器形がある中でも代表的であったのは、モスク・ランプとも呼ばれる大型の吊りランプだった。エナメル彩の豪華なランプがモスク、マドラサ、廟墓などに神を光に喩えた以下のクルアーンの章句を添えて寄進されるのが常であった。
| 「                                | アッラーは天と地の光である。その光は喩えるなら壁龕に置かれたランプである。ランプはガラスに包まれ、ガラスは輝く星のよう。 | 」 |
| —『クルアーン』24章35節（光の章） | |    |

小型のランプは10世紀頃から作られ始め、13世紀からエナメル彩で装飾され、14世紀に大型化して盛んに寄進されるようになった。モスク・ランプにはクルアーンからの引用のほかに寄進者の賛辞も書かれ、紋章や文様でおおわれた。ランプの内側に彩色されているため、点灯はしなかったという説が有力である。

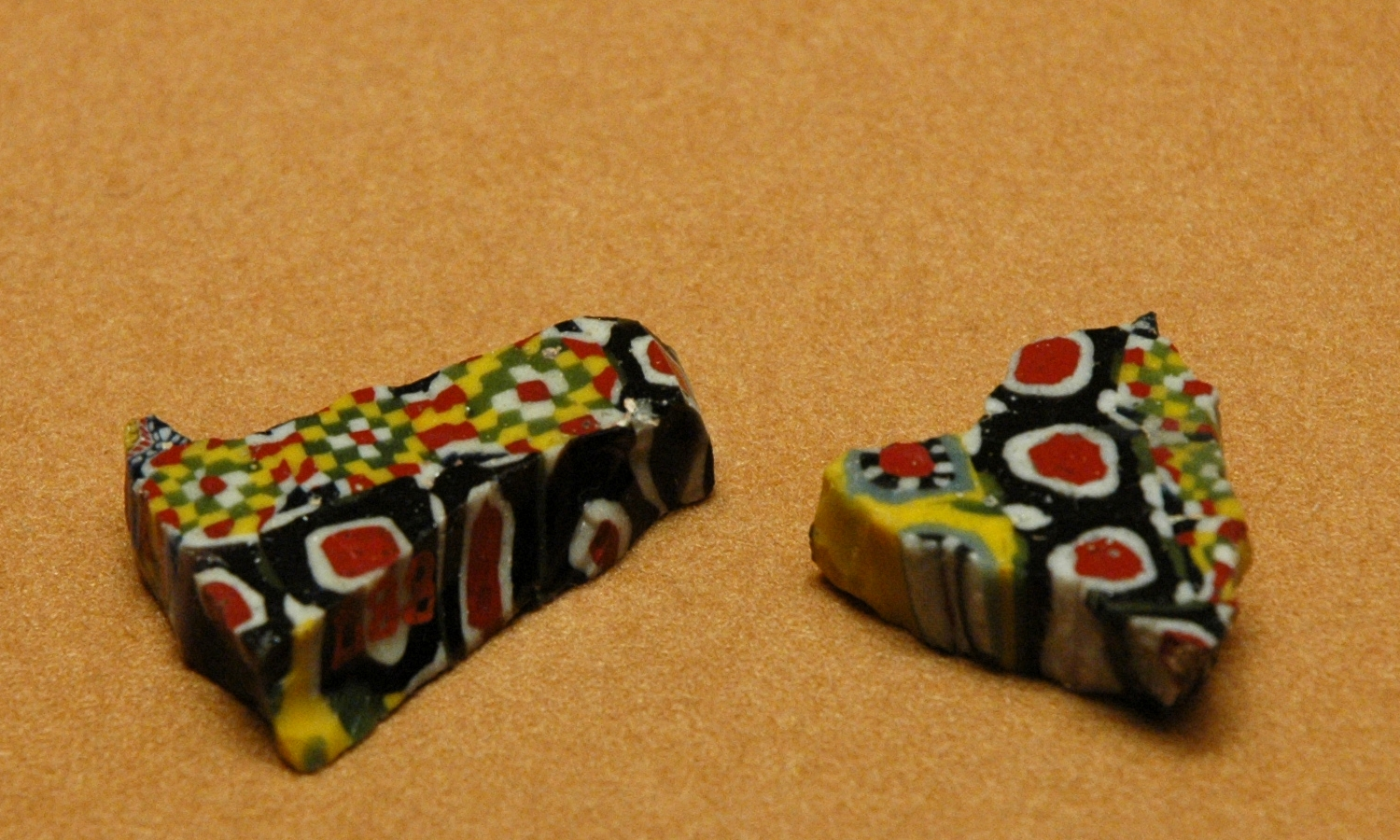
サーマッラーの宮殿由来の、モザイクガラスのタイルの破片。836年頃。ルーヴル美術館蔵
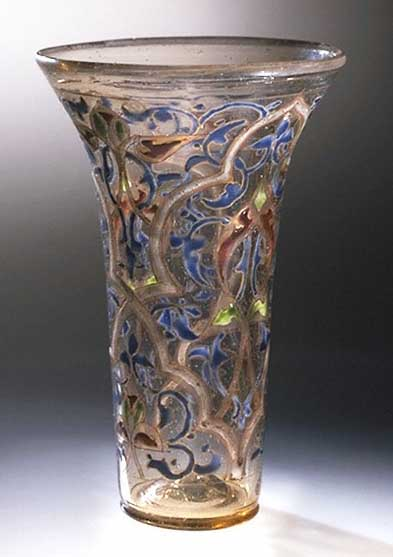
エデンホールの幸運（英語版）と呼ばれるエナメル彩装飾の杯。十字軍が持ち帰ったとされるグラス。
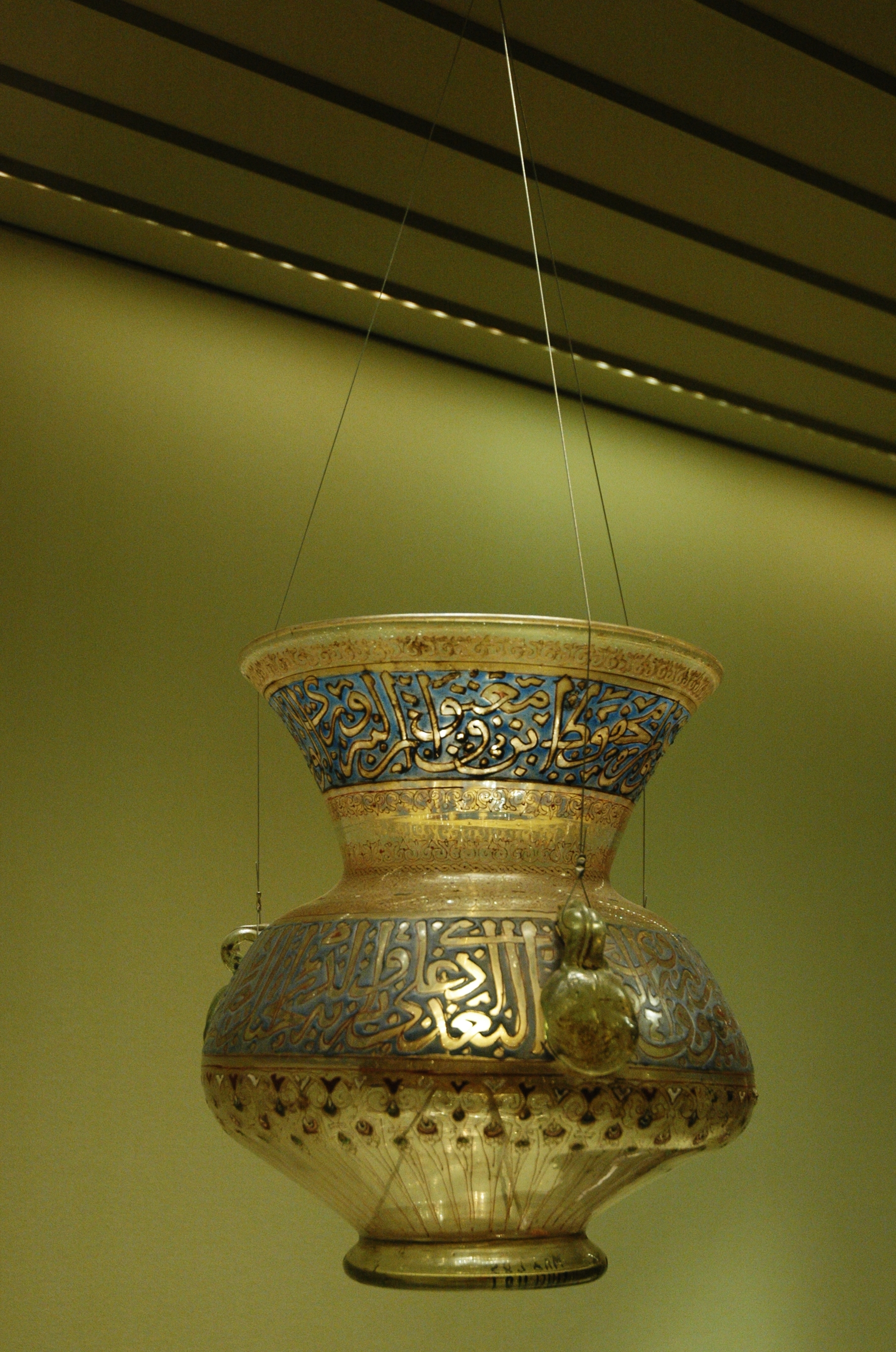
マムルーク朝のスルタン、ナースィル・ムハンマド(1294-1340)の名前が入ったエナメル彩ガラスのモスク・ランプ。クルアーン24:35が書かれている。ルーヴル美術館蔵
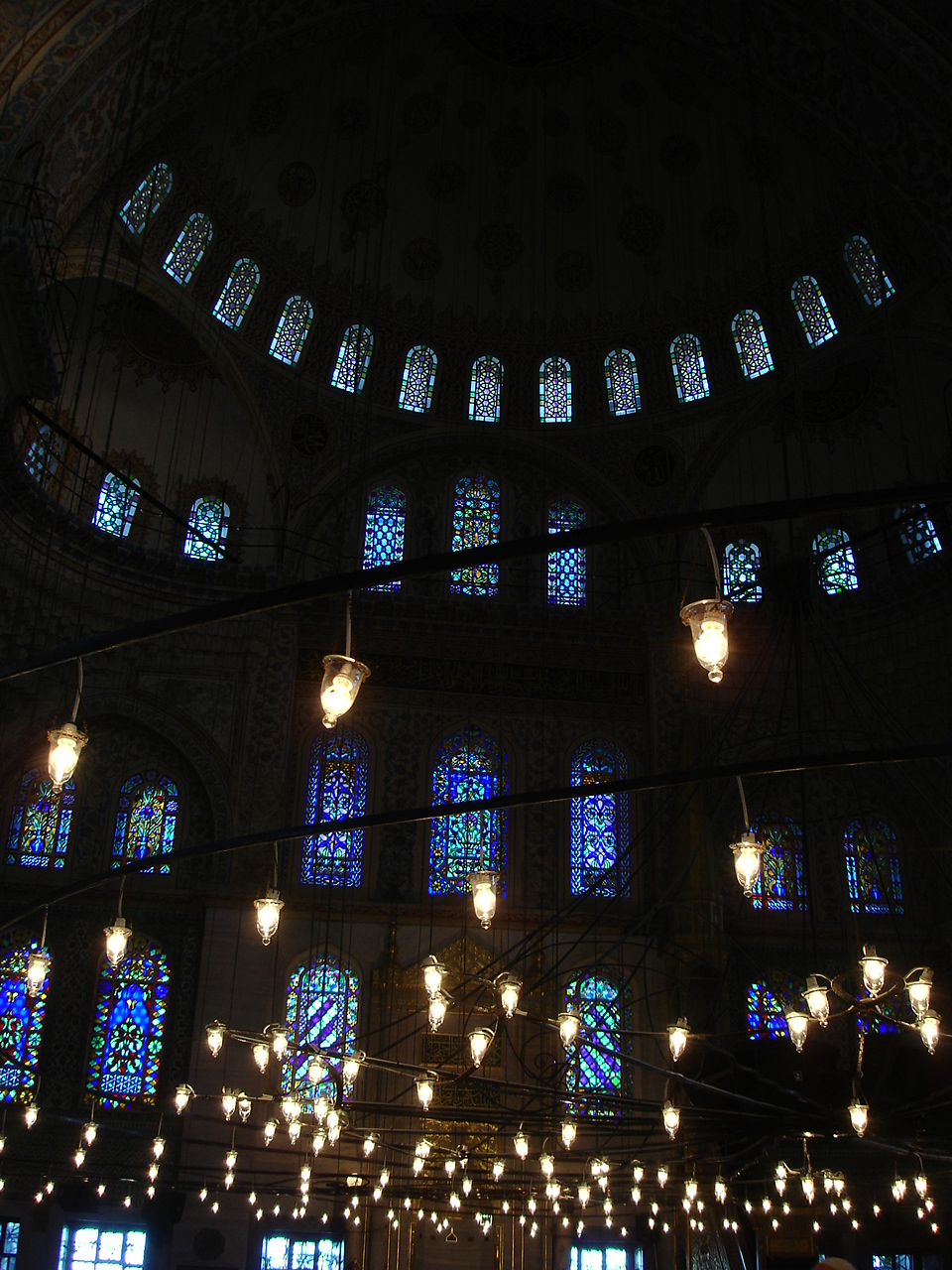
無数のランプが提げられたスルタンアフメト・モスク内部。17世紀
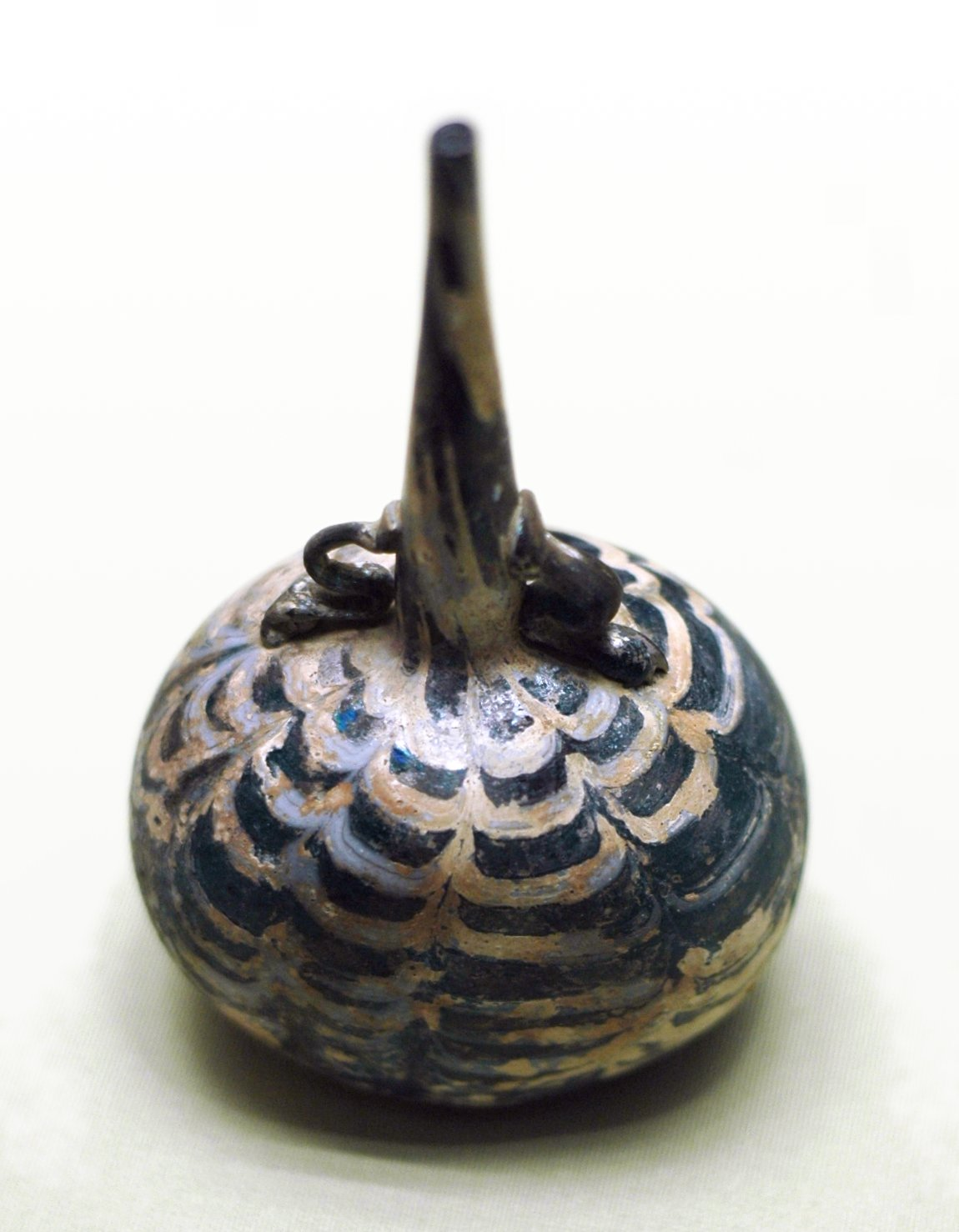
吹きガラスの撒水器。12-13世紀

#### 染織・絨毯

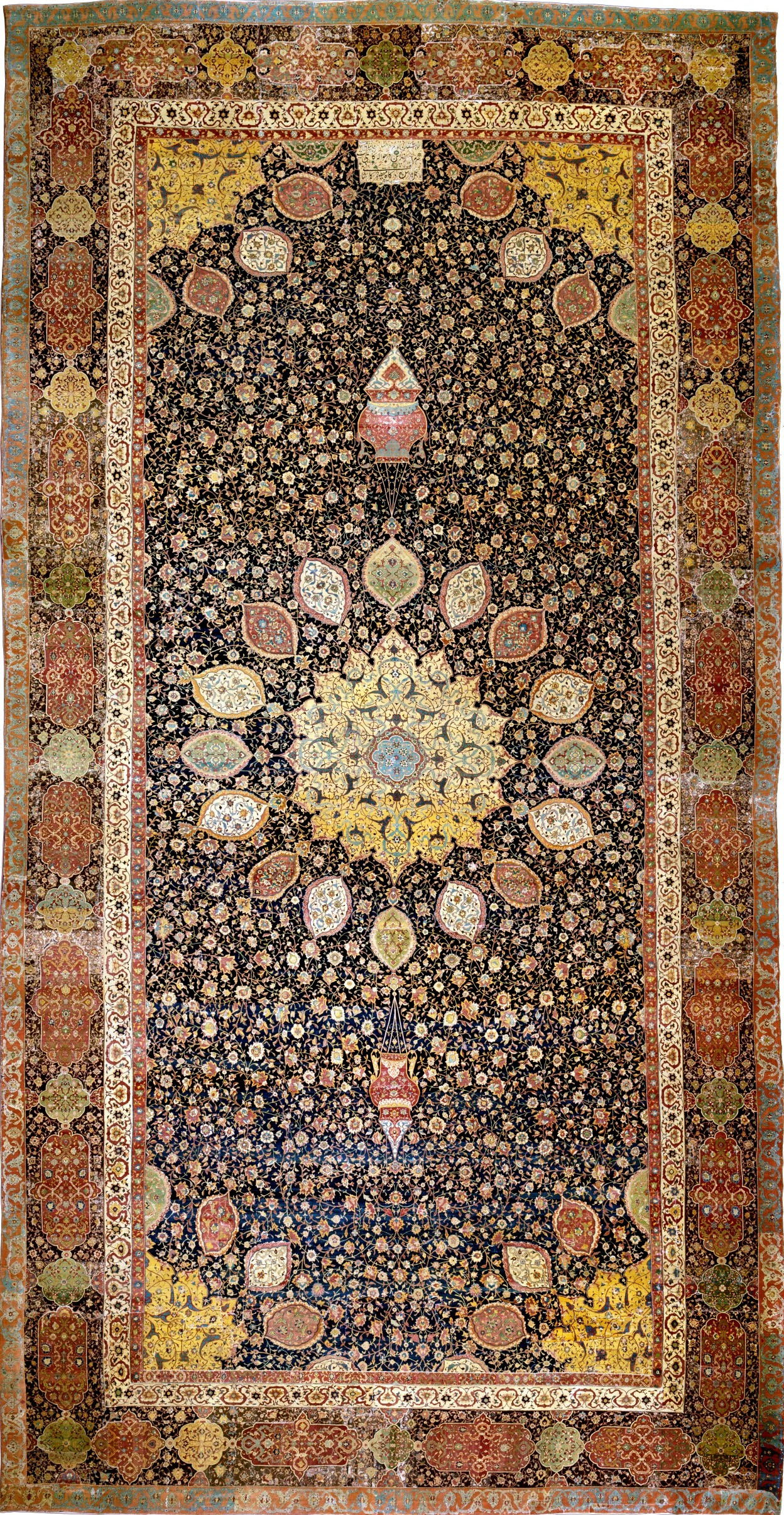
アルダビール絨毯。ヴィクトリア&アルバート博物館蔵

高温乾燥の気候から身を守るための衣服、涼しい床の直上で生活し同じ空間を使い分けるための絨毯、遊牧民にとって住居そのものとなるテント（天蓋）など、イスラーム世界では布が重要な役割を担った。日用品としての布地は大半が無地であったが、装飾のある布は珍重された。ティラーズと呼ばれる銘文の刺繍がある布を、君主が家臣に下賜することが行われ、これを制作する国立の工房もティラーズと呼ばれた。この制度はアッバース朝で拡大し、膨大なテキスタイルを生産した。空引機で作り出されるイスラームの複雑な図案の絹織物は14世紀まで世界市場を独占し、19世紀まで重要な輸出品であり続けた。
絨毯はペルシアやトルコ（アナトリア）が主要な産地であるが、礼拝用に絨毯を必要とすることなどからかつてはイスラーム世界のほぼ全域で絨毯の生産が行われていた。絨毯や掛け布などの贅沢な布は家の中にこの世の楽園を作り出すものであった。ペルシア絨毯の最高傑作とされるアルダビール絨毯はティラーズで作られモスクか霊廟に奉納されたものと考えられており、こうしたデザインは速やかに地方に伝播していった。

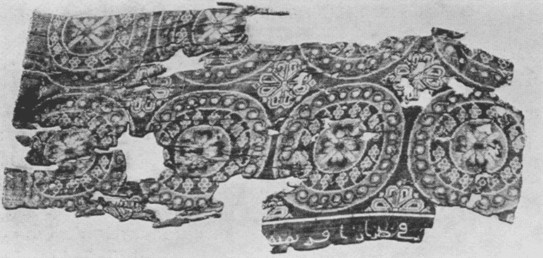
ティラーズ（英語版）の断片。銘文からマルワーン1世時代（684-685年）と分かる。現存する最古のイスラームの布である[228]。ホイットワース・アート・ギャラリー（英語版）蔵
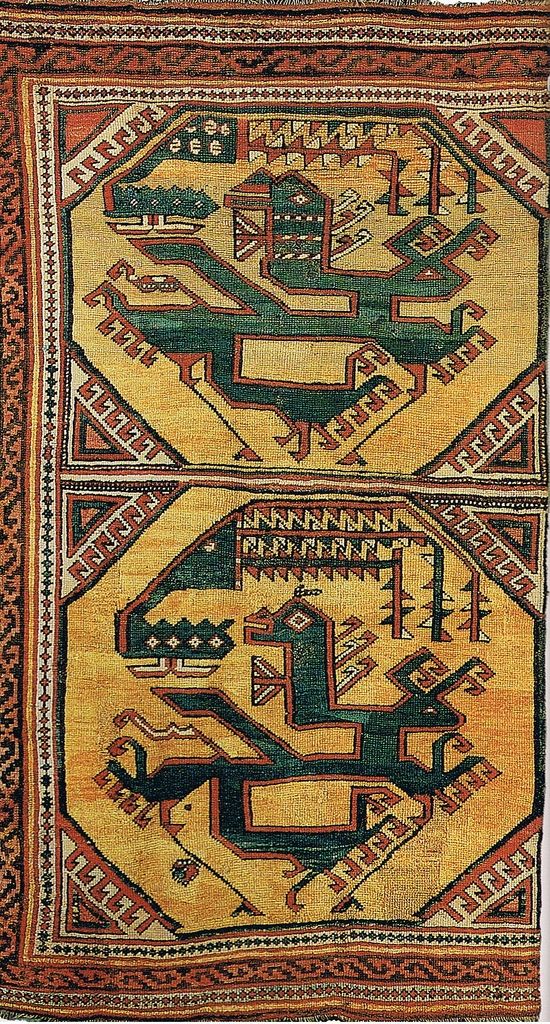
メダイヨン（中央の装飾枠）に龍と不死鳥が描かれたアナトリアの絨毯。15世紀
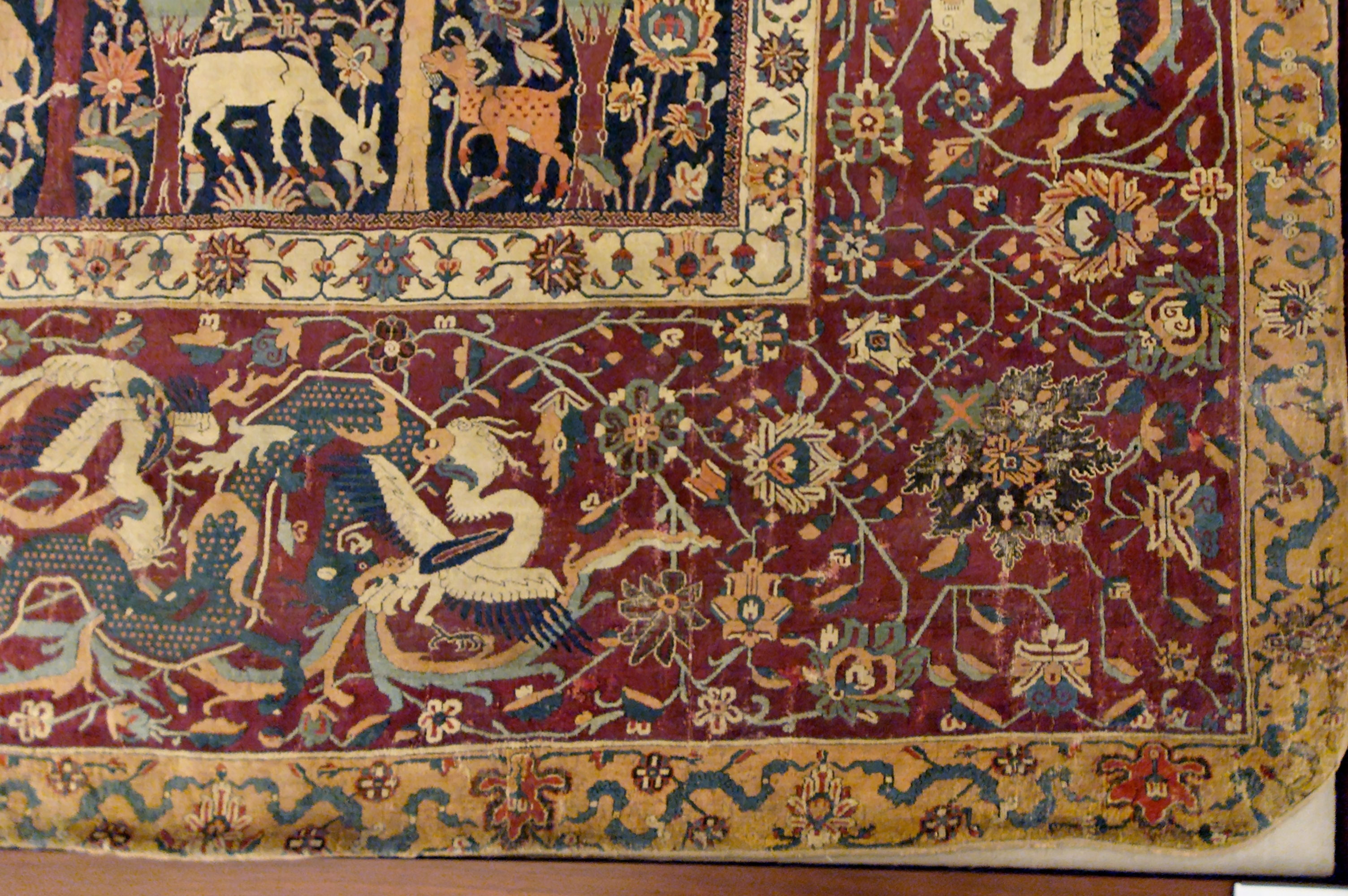
動物と狩りの場面が描かれたペルシアの絨毯。16世紀。ルーヴル美術館蔵
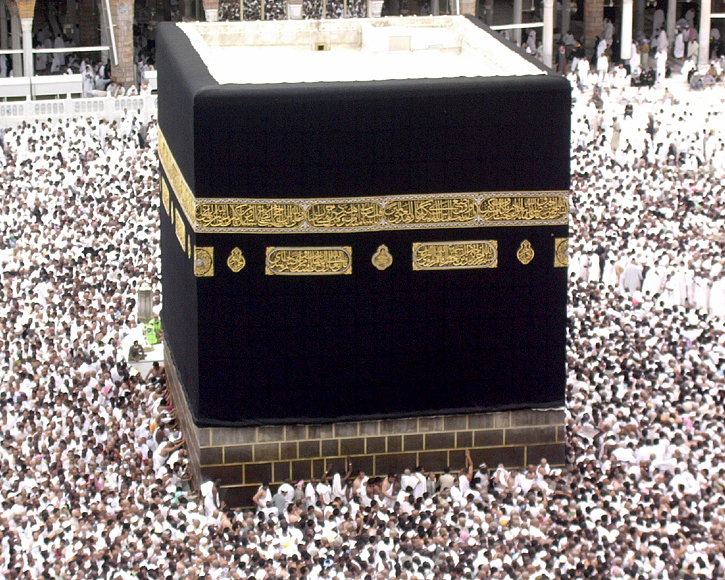
黒い布「キスワ」に包まれたカアバ。キスワの寄進は大変な名誉であり、イスラームにおける布の重要性の象徴ともなっている[229]。

#### 象牙細工
中世の象牙はほぼ全てがサハラ砂漠を越える陸路でもたらされており、これを入手しやすい地勢にあったアンダルスのウマイヤ朝やファーティマ朝では象牙細工が発達した。
アンダルスのウマイヤ朝のムギーラの小箱が代表的な傑作である。またパンプローナのナバーラ美術館に所蔵されているファーティマ朝の象牙の30cmほどの箱には一面に高浮彫が施され、多数の職人の署名があり、極めて高価なものだったことをうかがわせる。またファーティマ朝では調度品などの装飾にも象牙細工が用いられた。

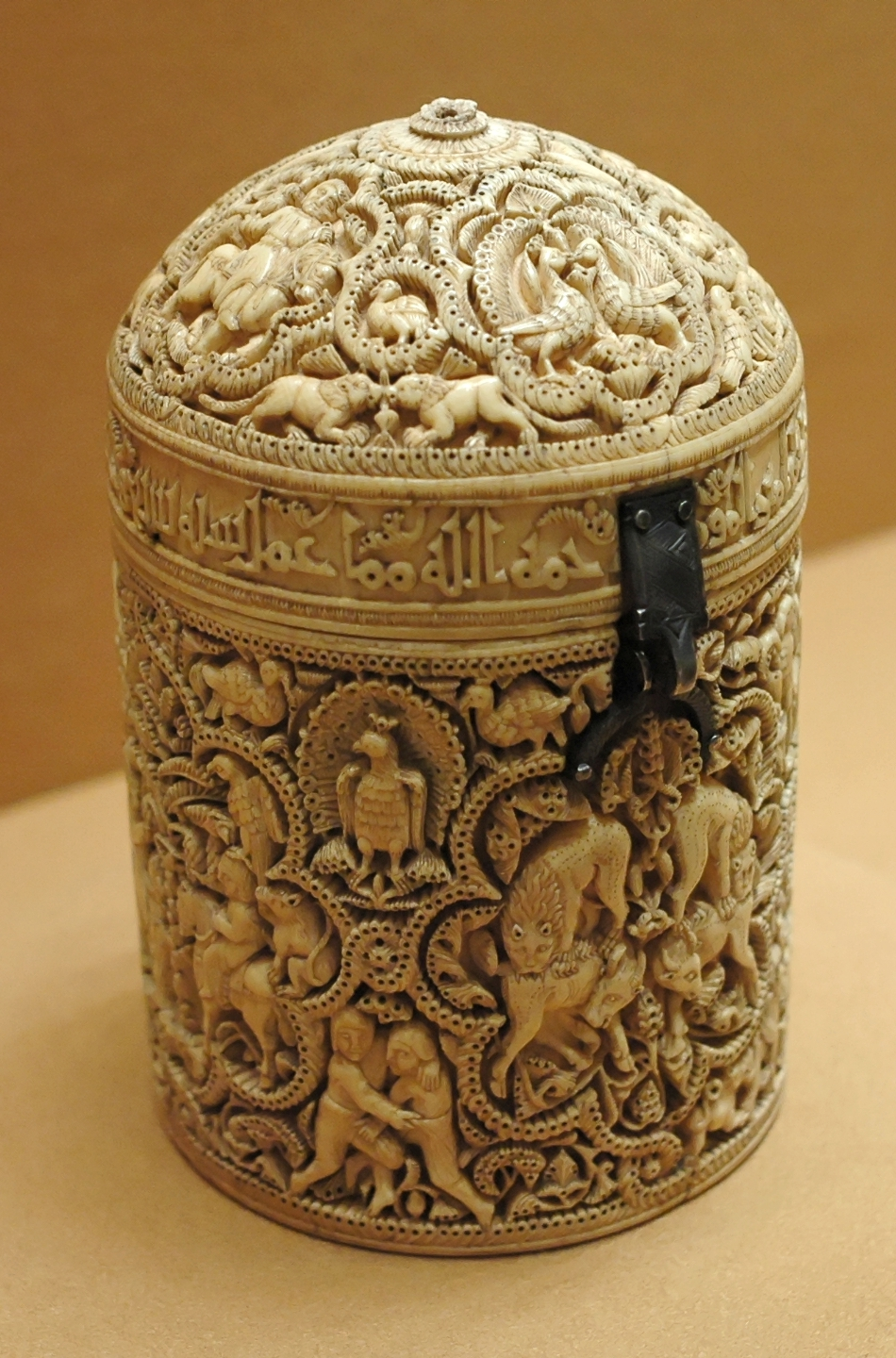
ムギーラの小箱。968年、象牙製、高さ17.6cm。ルーヴル美術館蔵
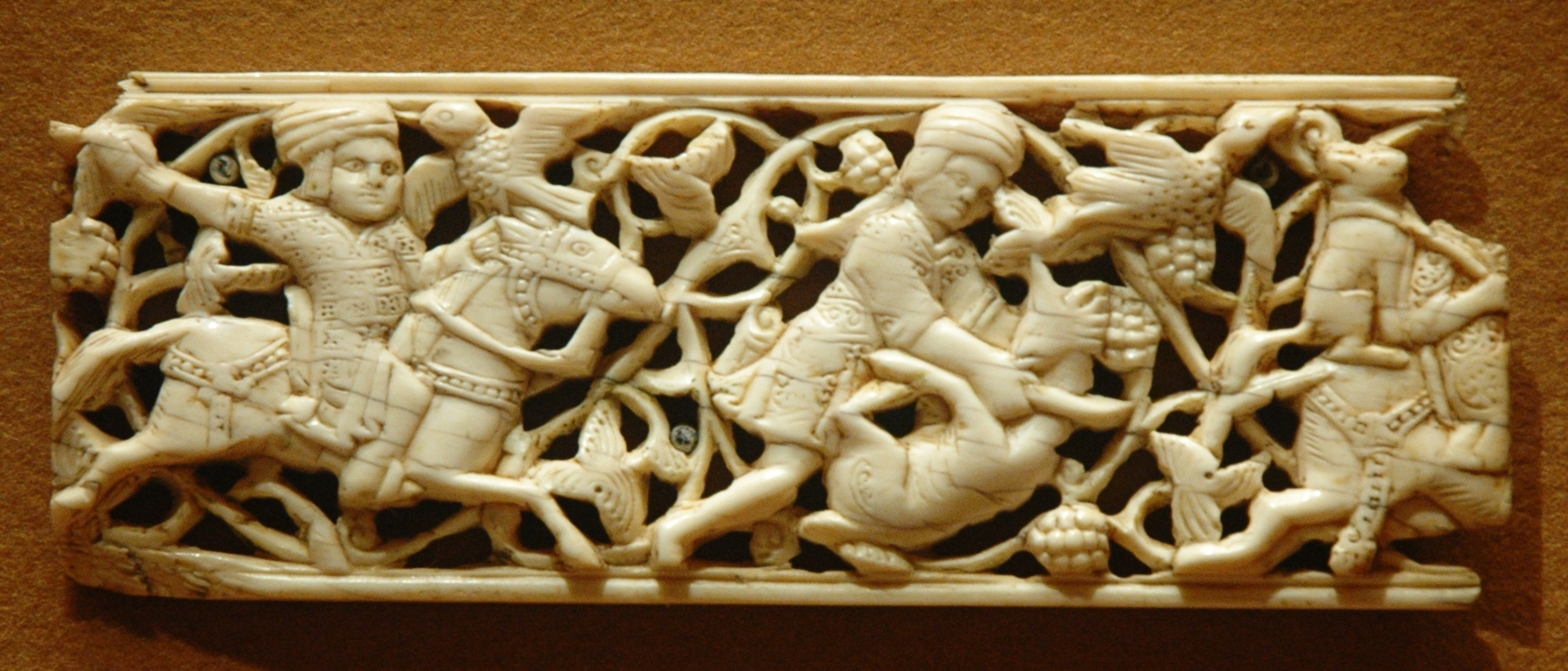
狩人を描いた象牙製の装飾パネル。11-12世紀、エジプト。ルーヴル美術館蔵
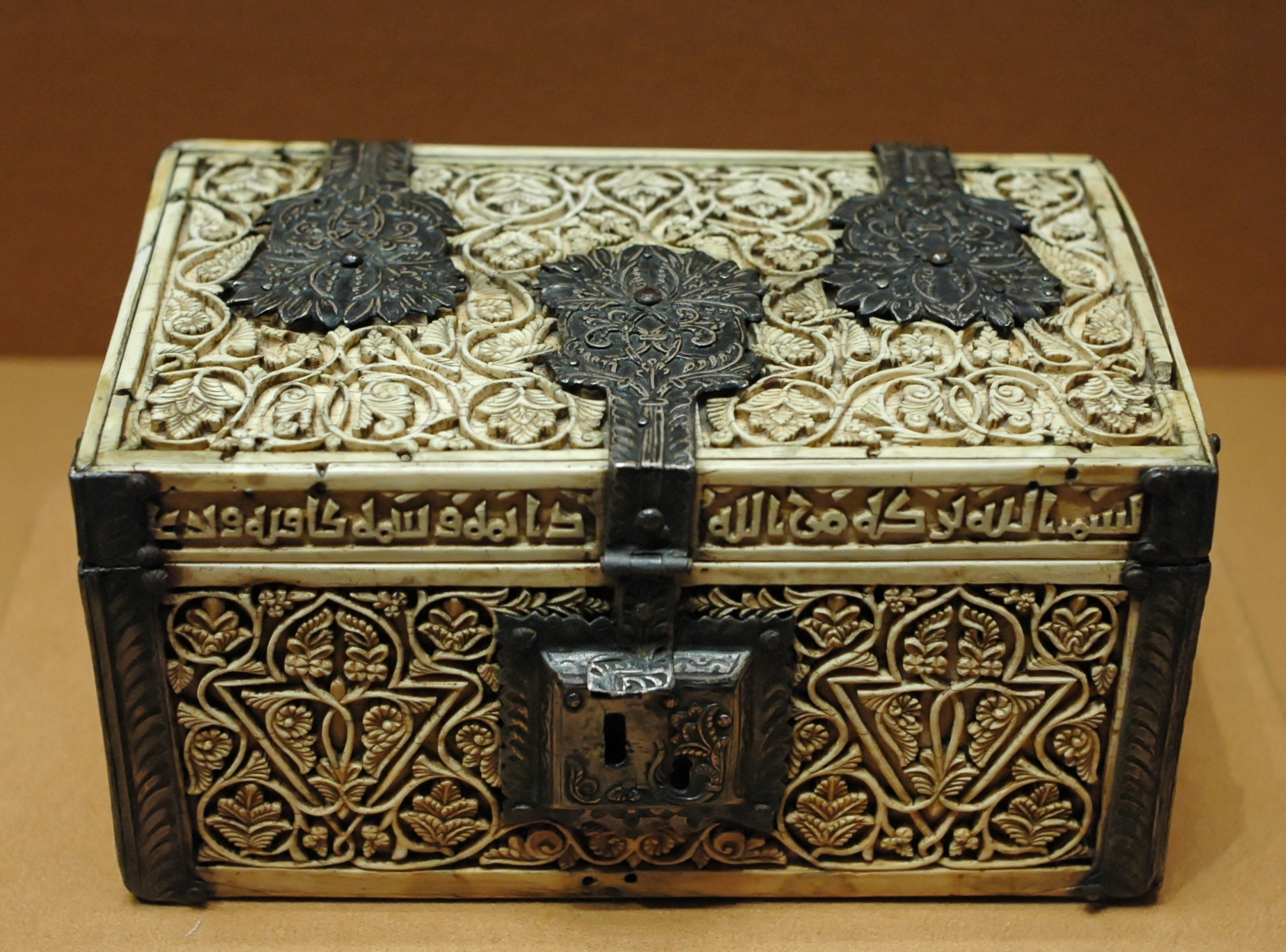
象牙の小箱。966年、アンダルスのウマイヤ朝スペイン。ルーヴル美術館蔵
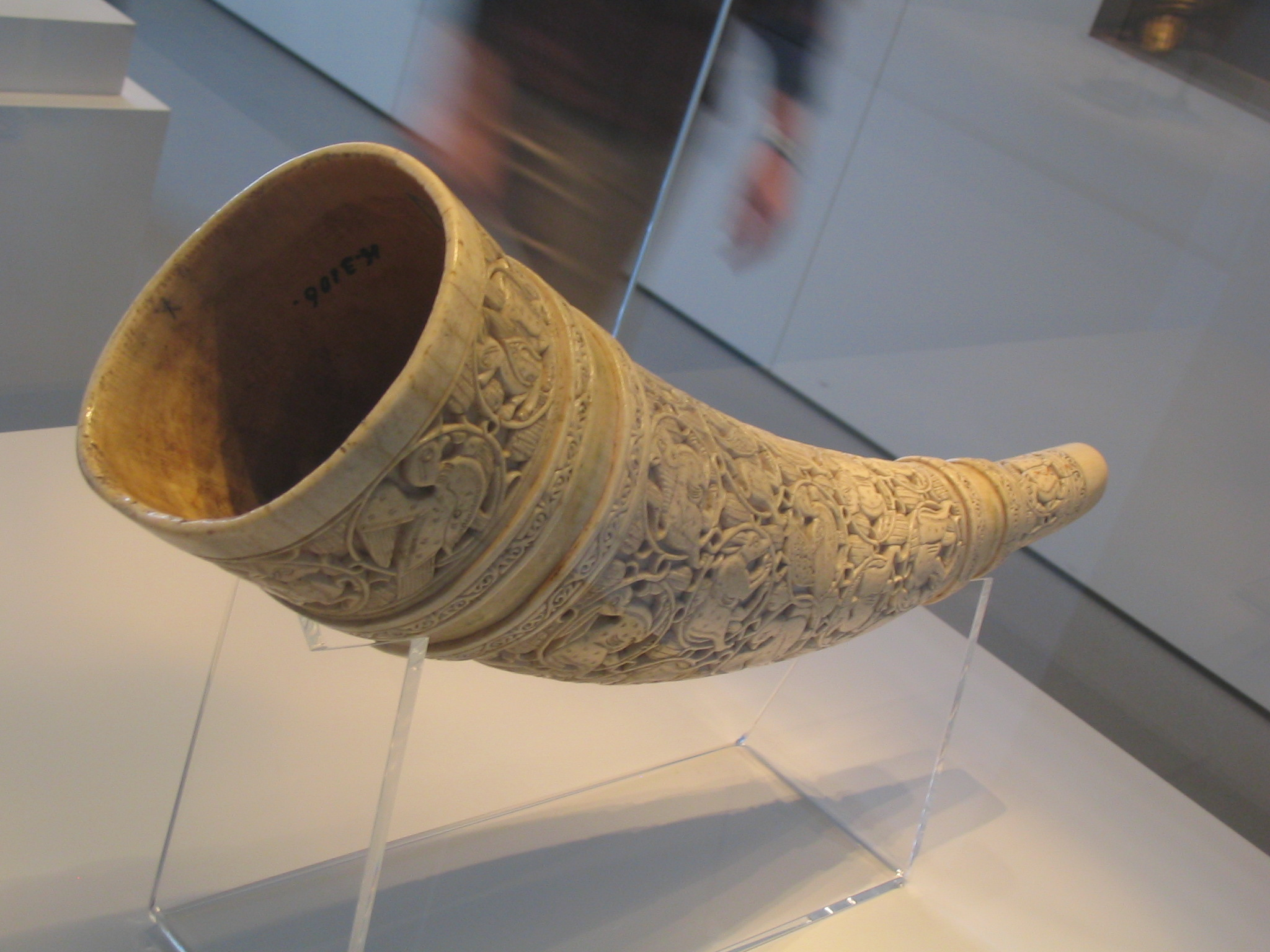
象牙の角笛（オリファント）。ペルガモン博物館蔵

#### 木工芸

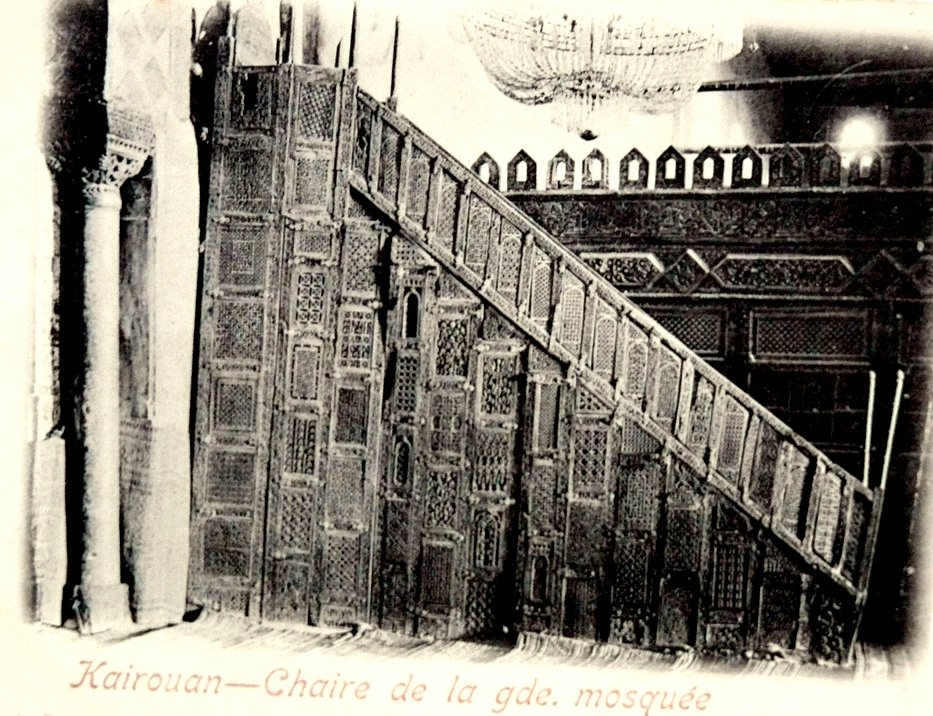
カイラワーンの大モスクのミンバル

イスラーム世界には木材の入手しにくい地域が多く、また家具もあまり必要とされなかったが、指物技術により貴重な木材を継ぎ合わせて箱や衝立などが作られた。特に、モスクの重要な備品であるミンバル（説教壇）やクルアーン台は木で作られる。現存する最古の木製ミンバルはカイラワーンの大モスクにある9世紀のものである。
建築には主に煉瓦・石材・タイルが使用されたが、木材が豊富であった地域では建築装飾にも木工芸が用いられ、例えばナスル朝のアルハンブラ宮殿の天井は数千の木材を組み合わせた木造である。トルコでは木工芸がよく発達し、オスマン帝国のクルアーン収納箱のような傑作が残されている。

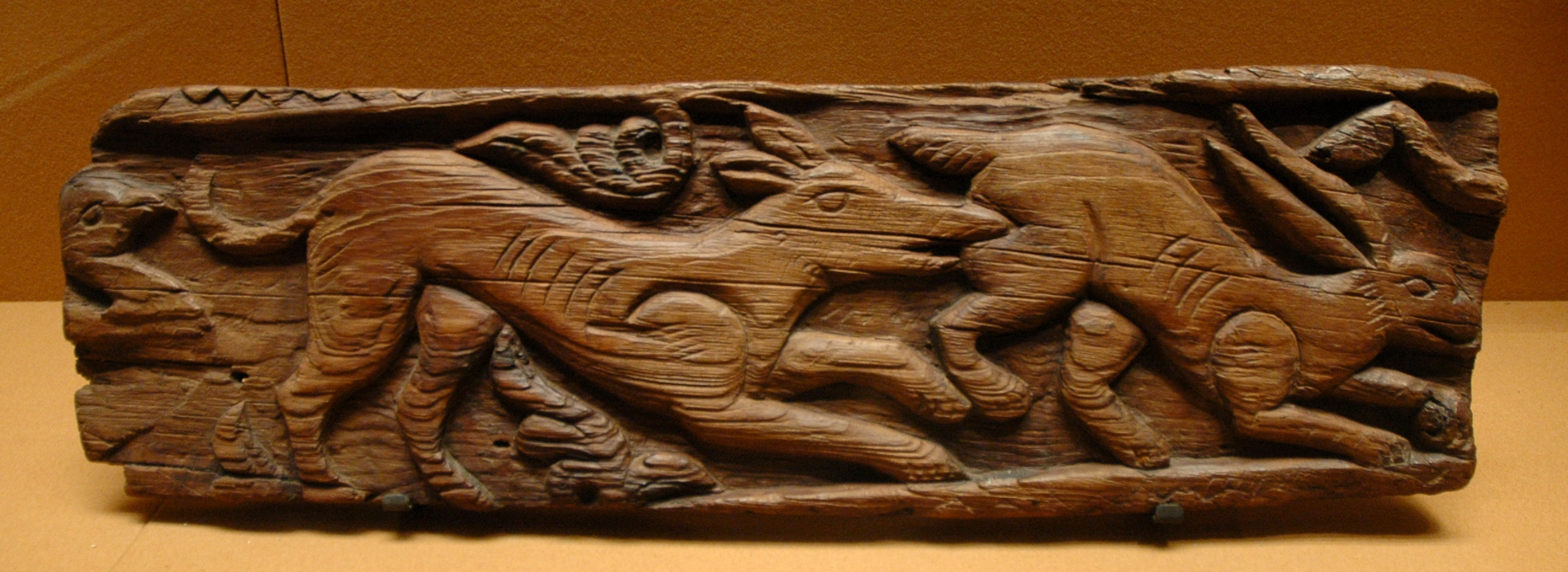
走る動物を描いたフリーズ。8-9世紀エジプト。ルーヴル美術館蔵
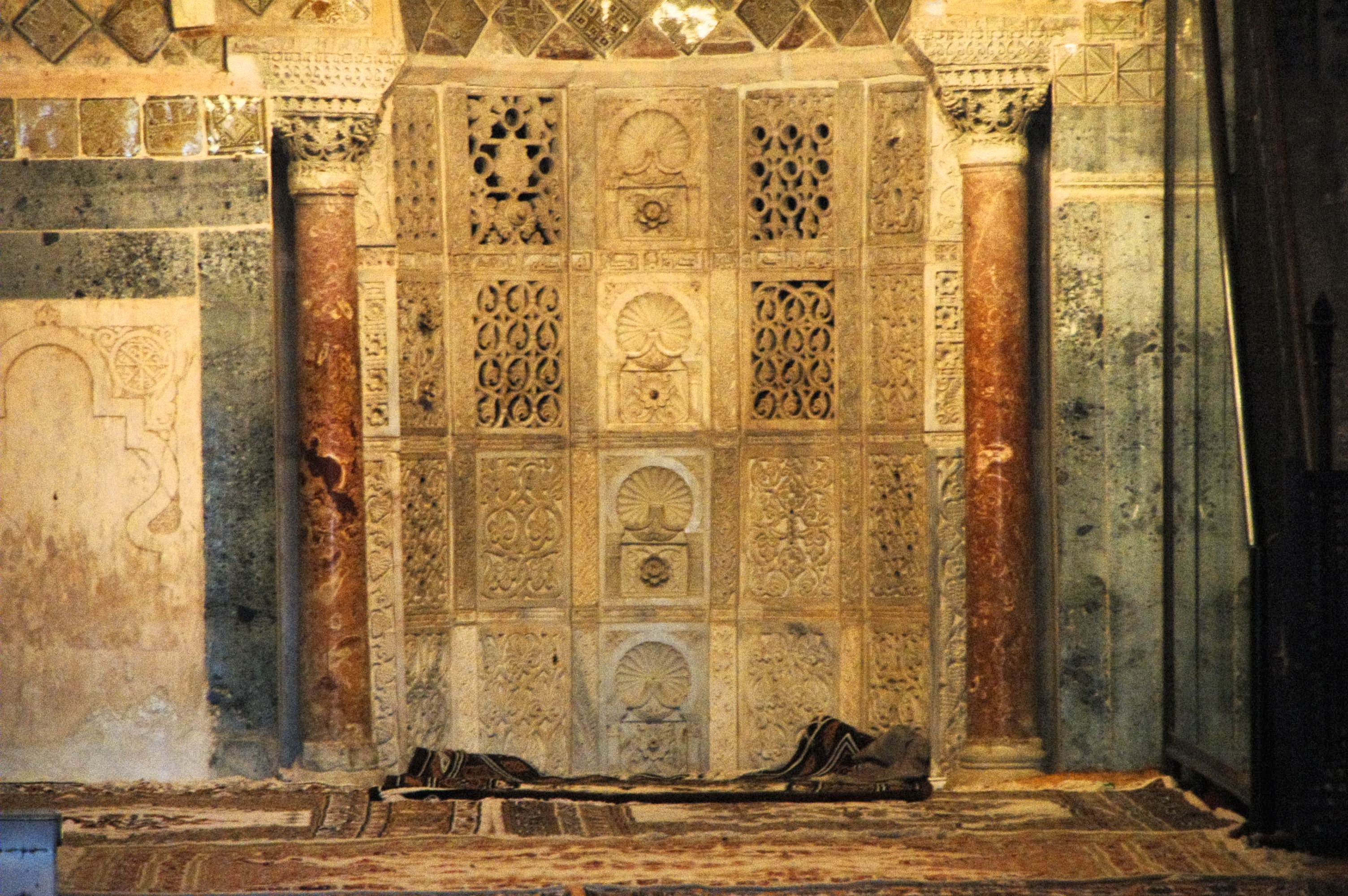
カイラワーンの大モスクの木製ミフラーブ
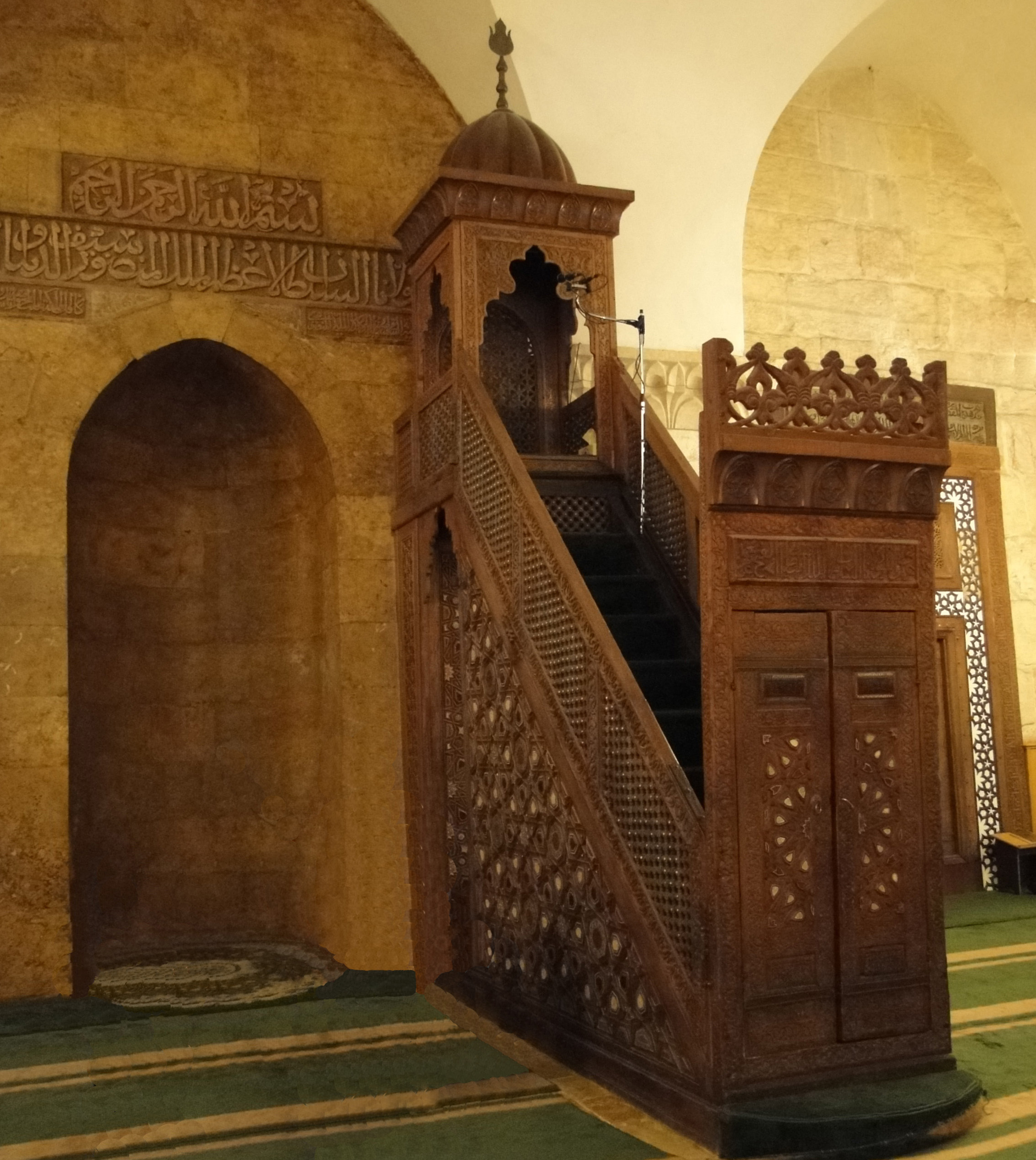
アレッポの大モスクのミンバル。15世紀
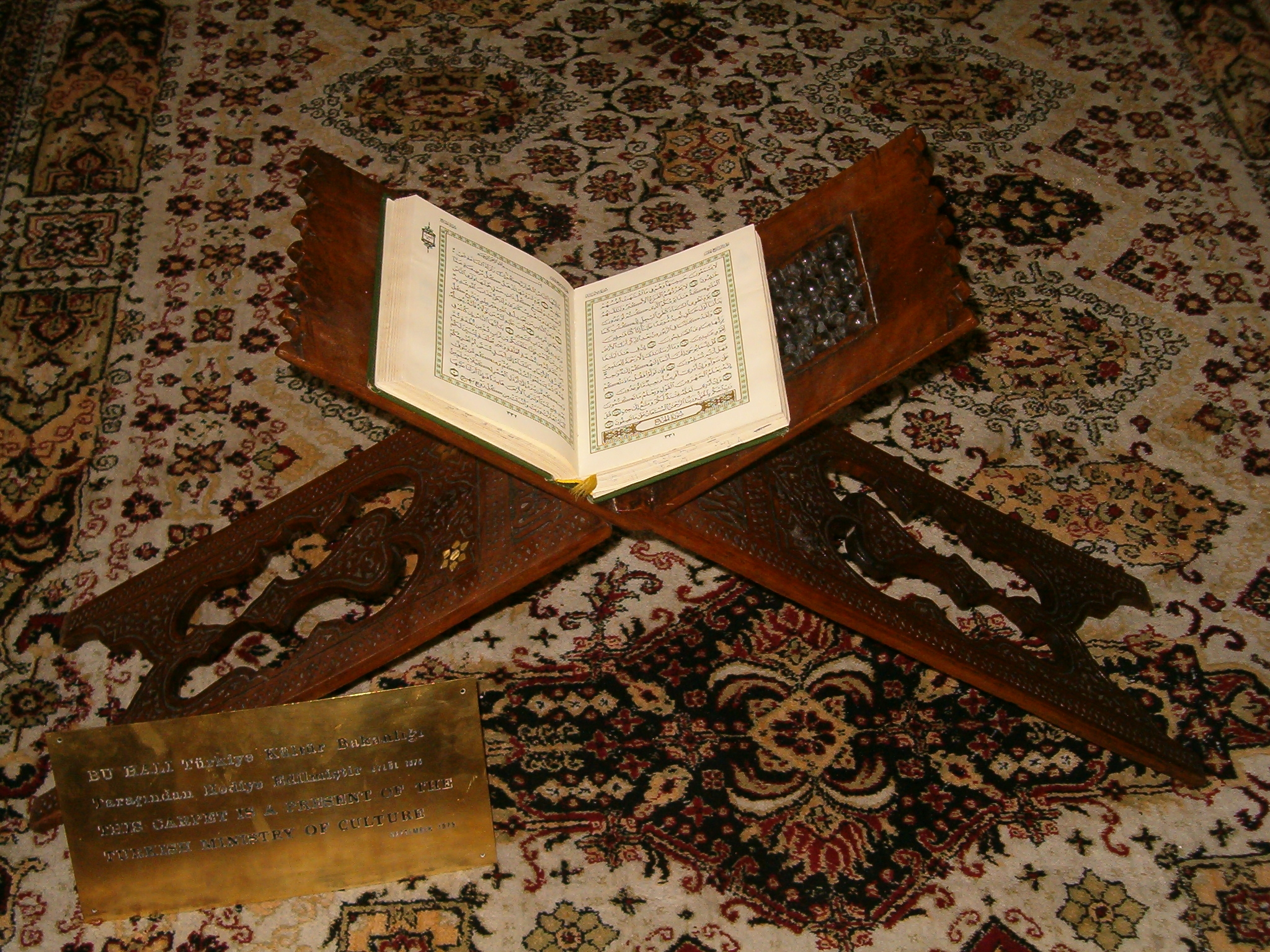
装飾の施された木彫りのクルアーン台

#### 玉器・水晶・宝石細工

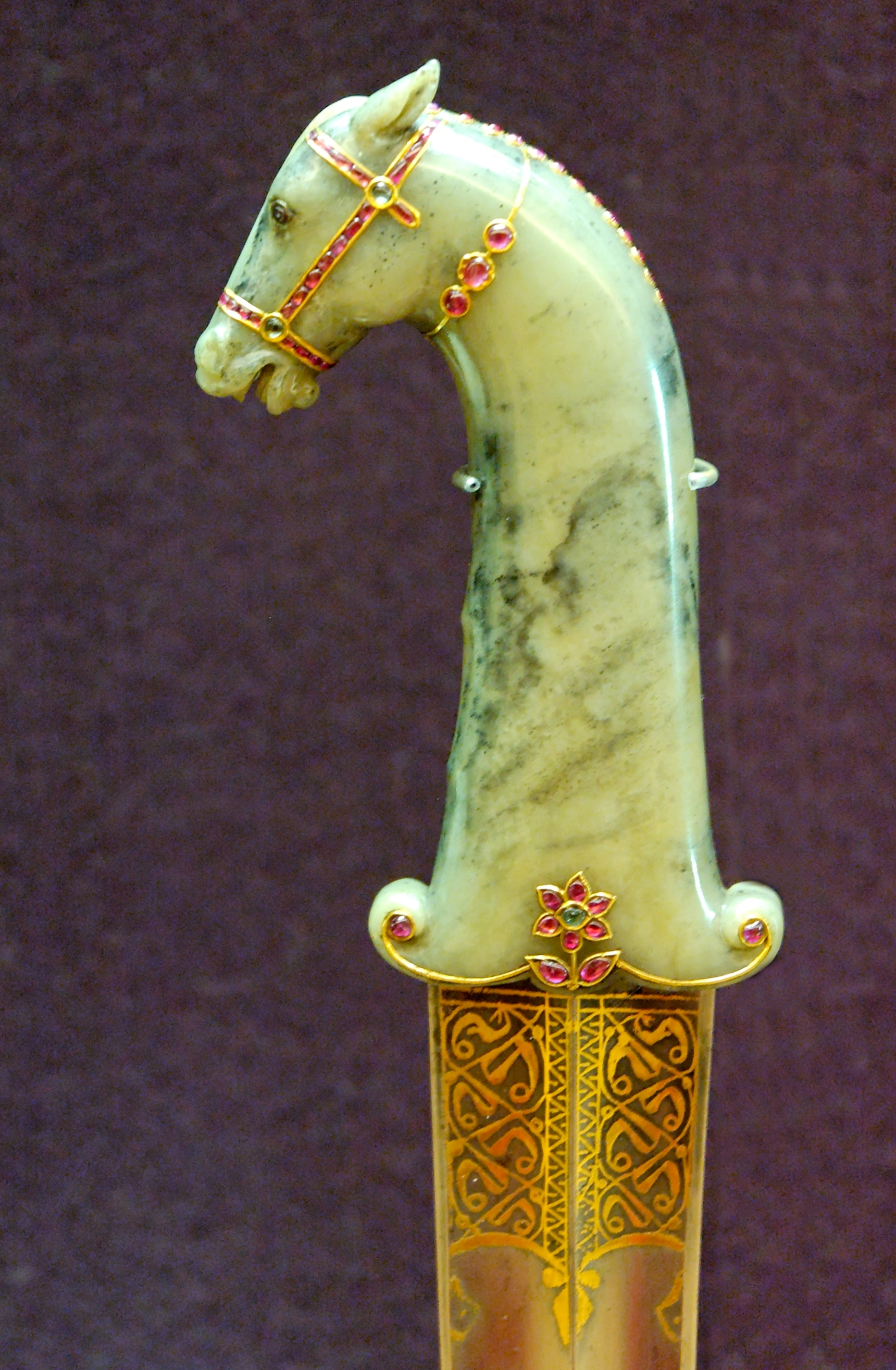
馬の頭を象った翡翠製の柄を持つ短剣。17世紀、ムガル帝国。ルーヴル美術館蔵

エメラルドやルビーのような宝石が装飾として他の工芸品に嵌め込まれる一方、水晶や翡翠などはそれ自身を彫り込んだ工芸品が作られた。水晶細工に最も優れたのはファーティマ朝であった。ファーティマ朝の宝飾はほとんどが再利用され残存していないが、水晶から彫り出された高価な水差しやランプの一部はヨーロッパに渡り、教会の宝物庫などに収められ今日まで伝わっている。こうした非常に高価な工芸品はカリフ一族や高官が個人的に使用するためのものであった。
玉器が最も盛んであったのはムガル帝国で、宝石細工や翡翠（硬玉と軟玉の2種がある）などの硬石加工が栄え、軟玉製の柄を持つ短剣や全体を宝石で埋め尽くした短剣などが作られた。クンダンのような独自の金銀細工技法によってルビー・エメラルド・ダイヤモンドなどの緻密な象嵌が可能となり、花のモチーフを象ることが一般的であった。

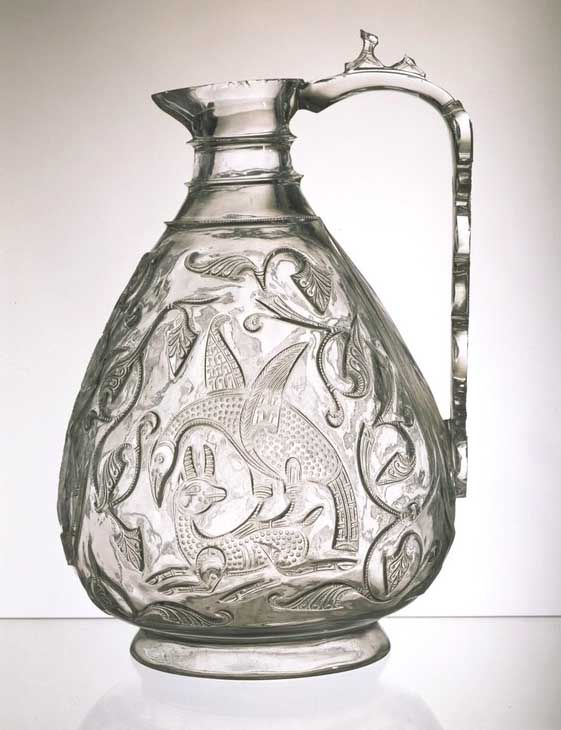
水晶の水差し。高さ19.5cm。11世紀、エジプト。ヴィクトリア&アルバート博物館蔵
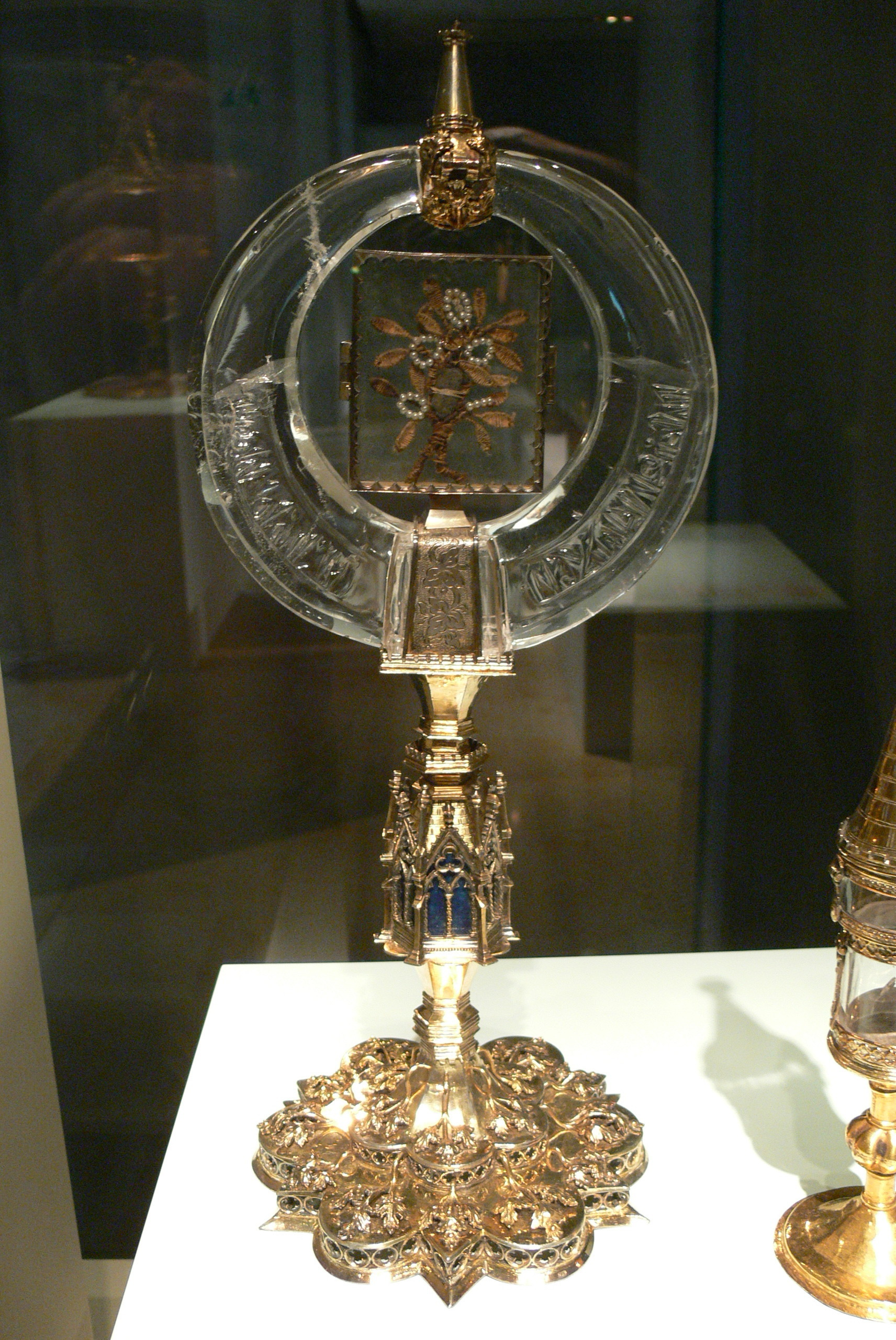
1036年のイスラームの水晶細工。1350年にヴェネツィアで台座が取り付けられ聖遺物箱となった。ゲルマン国立博物館蔵
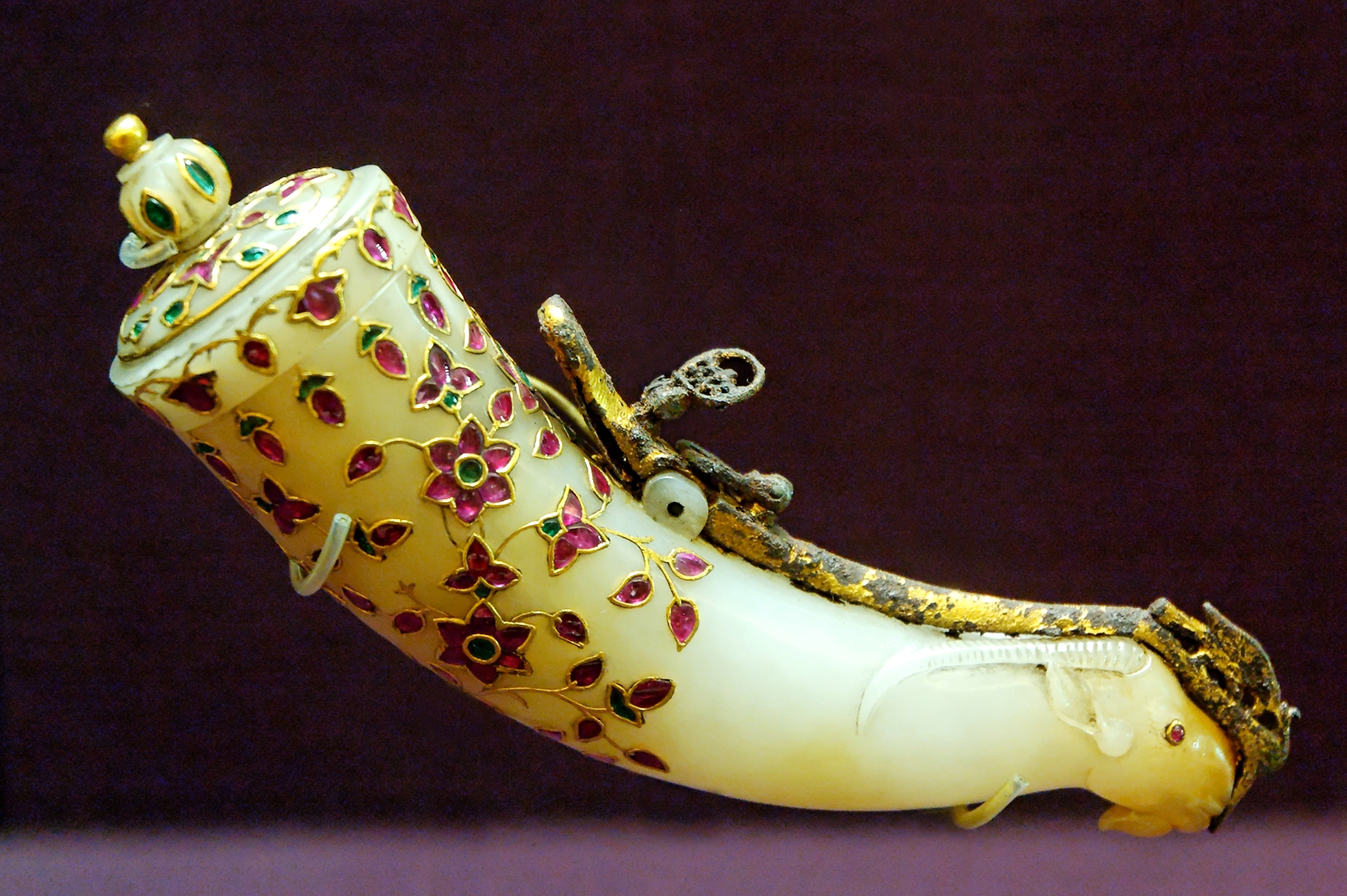
金糸、ルビー、ターコイズで象嵌した翡翠の火薬容器。17世紀、ムガル帝国。ルーヴル美術館蔵
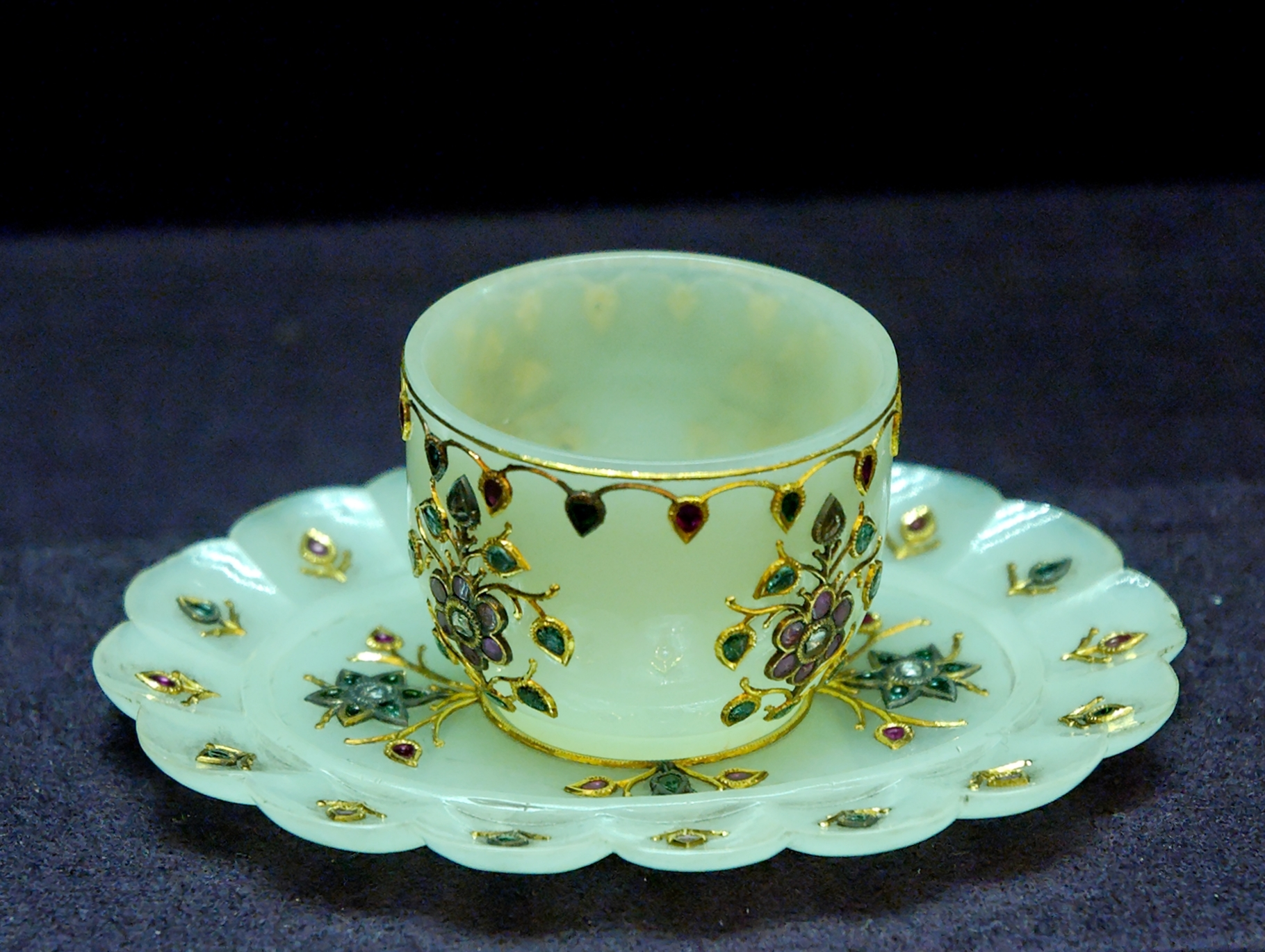
翡翠製のティーセット。金糸、エメラルド、ルビー、ガラスの象嵌がある。18世紀、ムガル帝国。ルーヴル美術館蔵

## モチーフ、テーマ、図像

### 美術と宗教
さまざまな宗教がイスラーム美術の発達において重要な役割を演じ、神聖な目的に向けられた美術も多い。イスラームはもちろんであるが、他の宗教もまた無視できない役割を演じている。エジプトからトルコまでの一帯ではキリスト教 、イラン世界ではゾロアスター教 、インド世界ではヒンドゥー教と仏教、マグリブではアニミズムが特にそうである。
イスラームは偶像を崇拝することを禁じたため、モスクなどの宗教建築やクルアーンの写本などを除くと宗教美術は存在せず、また宗教的な図像の需要も生まなかった。他方で、王族や都市の富裕層などはワクフとして宗教や慈善への寄進を行う傍ら、宮殿や贅沢な調度品など宗教以外の美術品のパトロンともなった。よってイスラーム美術に占める宗教美術の割合は大きくないのであるが、全面的ではないにせよ生物描写の忌避、モスクやクルアーンを飾ることのできる抽象的な装飾や、神の完璧な創造を暗示する数学的に計算された無限の美の追求、神の言葉を記すカリグラフィーに与えられる高い価値などの美意識や慣行を通して、乾燥地帯という気候風土などと並びイスラーム美術に共通の特質の一部を作り出している。

### 美術と文学

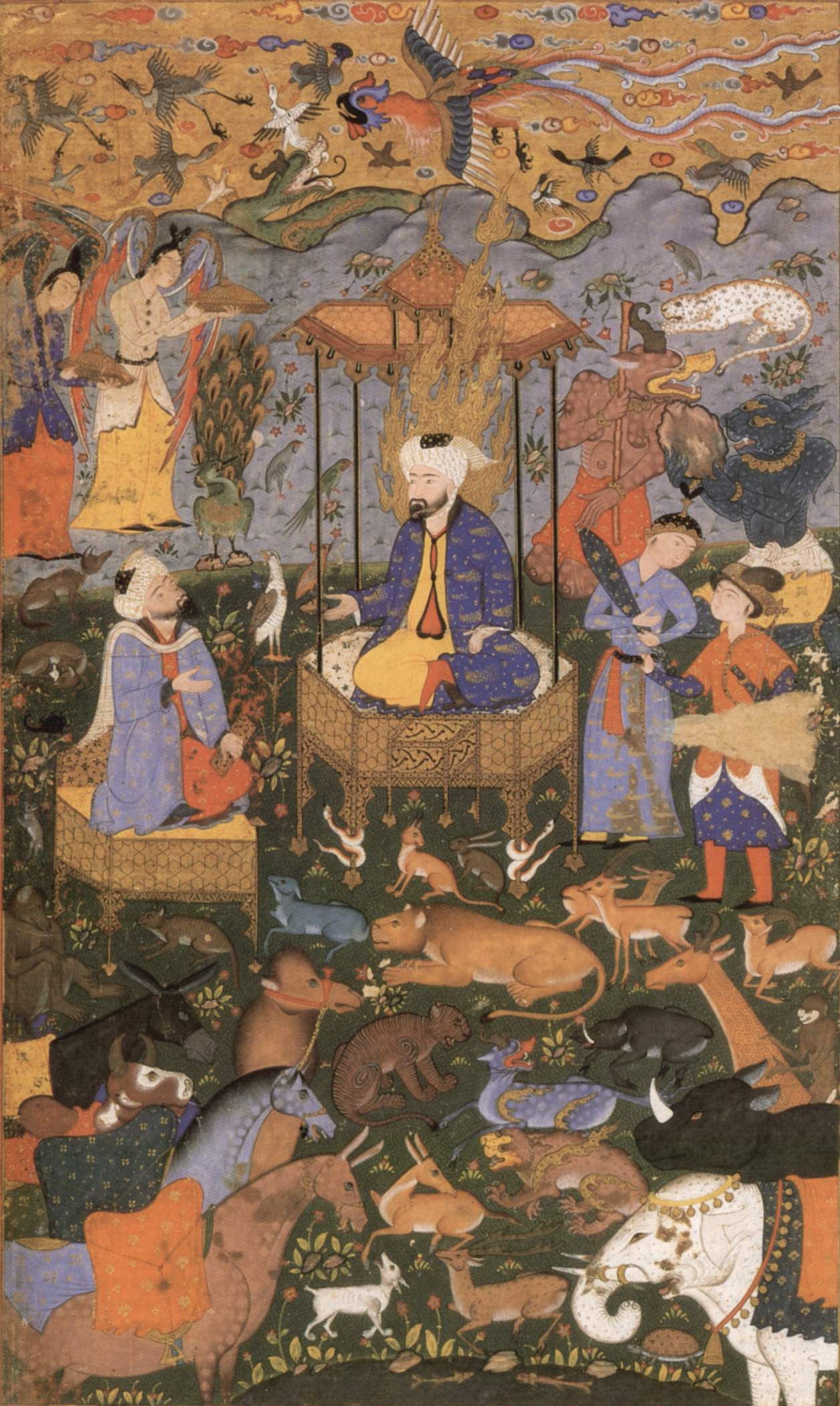
フェルドウスィーの叙事詩『シャー・ナーメ』の挿絵。16世紀末

イスラーム美術にはさまざまな源泉が用いられており、中でも文学との関係が深い。フェルドウスィーにより10世紀初頭に作られた国民的叙事詩『シャー・ナーメ』（『王書』）や、ニザーミーの『5つの詩』（もしくは『ハムサ』。12世紀）といったペルシア文学が写本芸術のみならず美術品（陶芸、絨毯など）のモチーフの源となっている。特に、権力者たちは自分の伝記物語よりも『シャー・ナーメ』の豪華な写本を作らせるのが常であった。スーフィズムの詩人サアディーの『薔薇園』（1258年）やジャーミーの『7つの王座』（1472年-1485年）を表現したものも多い。14世紀初頭に宰相ラシードゥッディーンにより編纂された『集史』は、イスラーム世界全体で数多くの表現の支えとなっている。ペルシア語はムガル帝国やオスマン帝国でも宮廷語となっており、ペルシア文学の写本が作られた。
ペルシア語以外の作品には、インド起源の寓話『パンチャタントラ』をイブン・アル＝ムカッファがアラビア語に翻訳した『カリーラとディムナ』（8世紀）、アブル・ファラジュ・イスファハーニーがアラブ詩歌と詩人の伝記を集めた『歌の書』（10世紀）、アル・ハリーリーの『マカーマート』（11世紀）、フワージュ・キルマーニーの『詩選集』（1331年）などがある。これらのテクストに工房で挿絵が施された。なお『千夜一夜物語』は879年までには原型が出来ていたが、イスラーム世界の歴史的な挿絵入り写本は現存しておらず、19世紀以降のものがあるのみである。

### 抽象的なモチーフ
イスラーム美術では偶像の制作が忌避されており、その結果として抽象的・装飾的な美術表現が発達した。こうした美術形式における抽象的・装飾的なモチーフは無数にあり、幾何学文様から、蔓草の植物文様（アラビア語でタウリーク、ペルシア語でイスリーミー）まで変化に富んでいる。蔓草模様は植物の成長やリズムを視覚的に図像化し、楽園の庭を表現する意図がある。
その他にイスラーム美術を特徴づける幾何学的パターンとして、特にマグリブではハタムと呼ばれる8回対称の星形のパターンを駆使したタイルを作る。マグリブでカットしたタイルから作るモザイクはゼッリージュ と呼ばれる。ゼッリージュは8回対称の星（ハタム）と6角形（サフト）によって骨組を作り、その中をさまざまな形のタイルで埋める。タイルの色は中世では数色だったが、次第に色数が増えていった。
タイルで表現する際に三角形、正方形、正六角形などは作りやすく、技術が発達するにつれて、困難な五角形の表現も可能となった。正十角形と正五角形を組み合わせたパターンが考えられ、ペルシア語で結び目を意味するギリー (イスラム美術)とも呼ばれている。

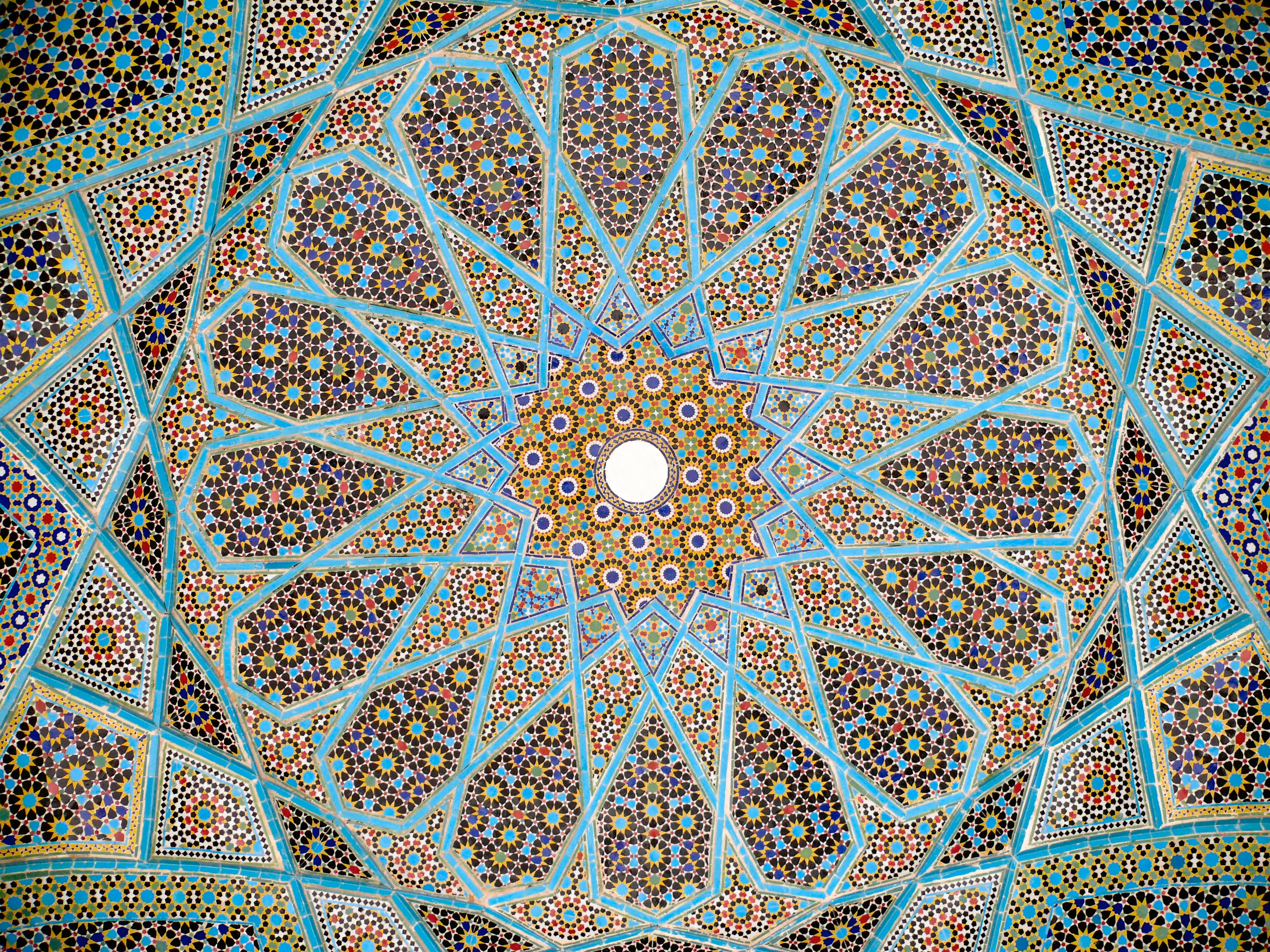
ファーフェズ廟（英語版）のドームの天井に描かれた幾何学文様
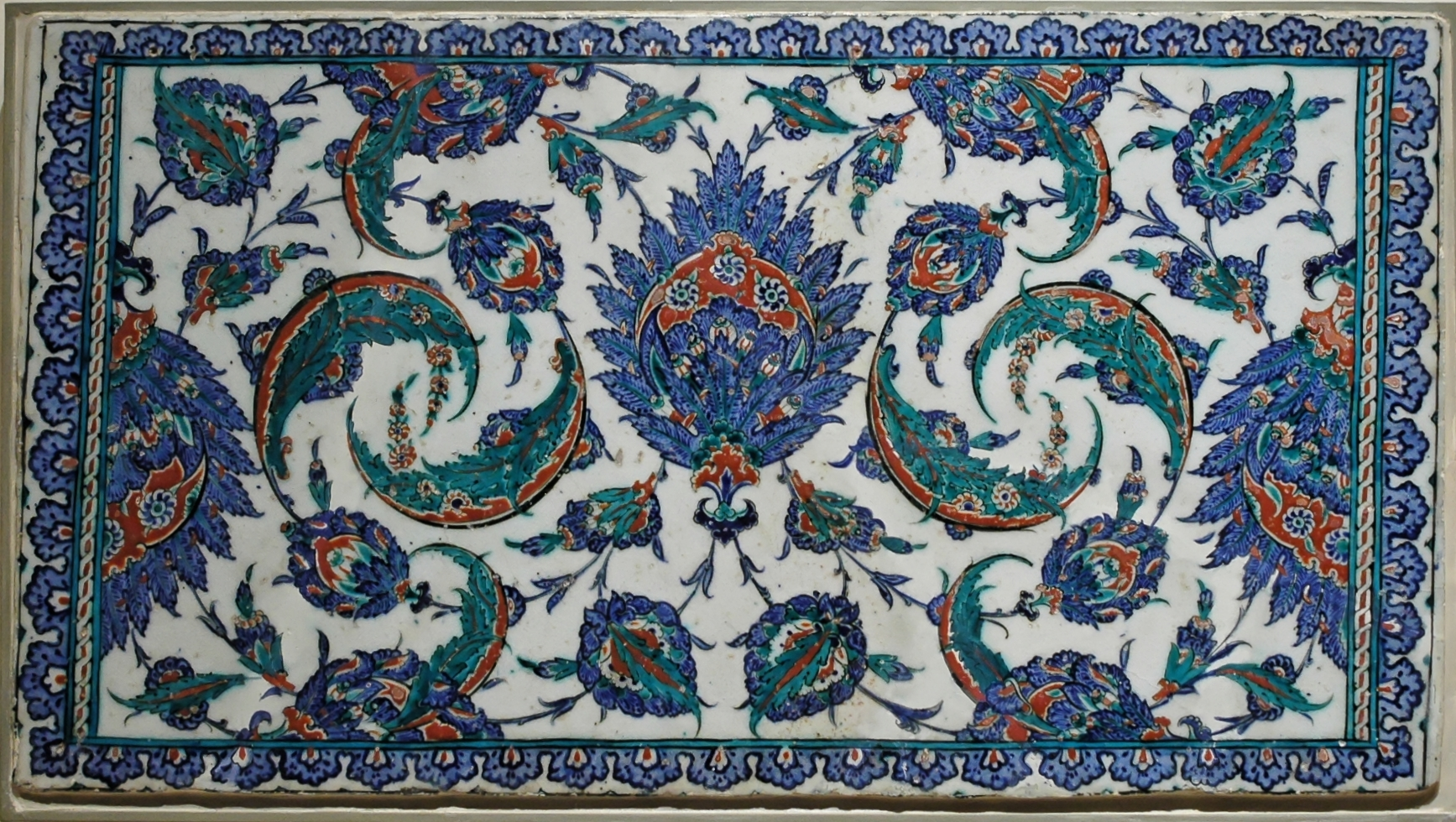
植物文様の装飾パネル。イズニク、16世紀後半
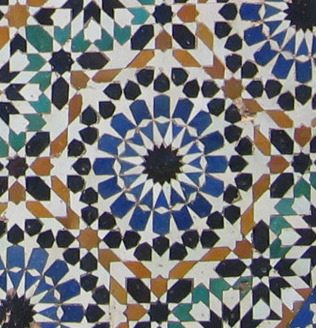
ゼッリージュのタイル
ギリーに使うギリー・タイルの配置例。タイルの組み合わせによって複雑なパターンが生まれる
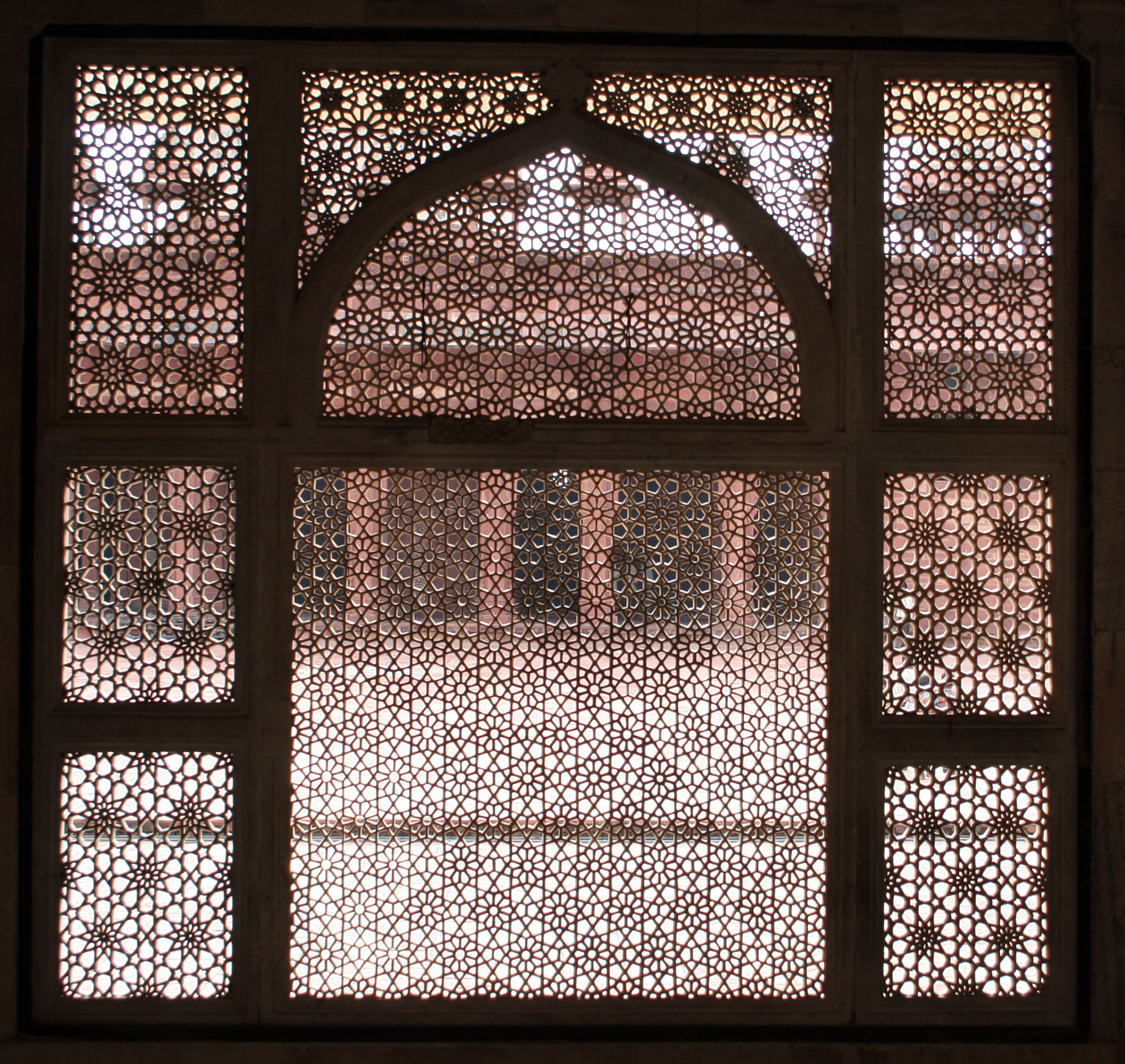
石の格子細工であるジャリ（英語版）が施されたサリーム・チシュティー廟（英語版）の窓。ファテープル・シークリー、16世紀

### カリグラフィー

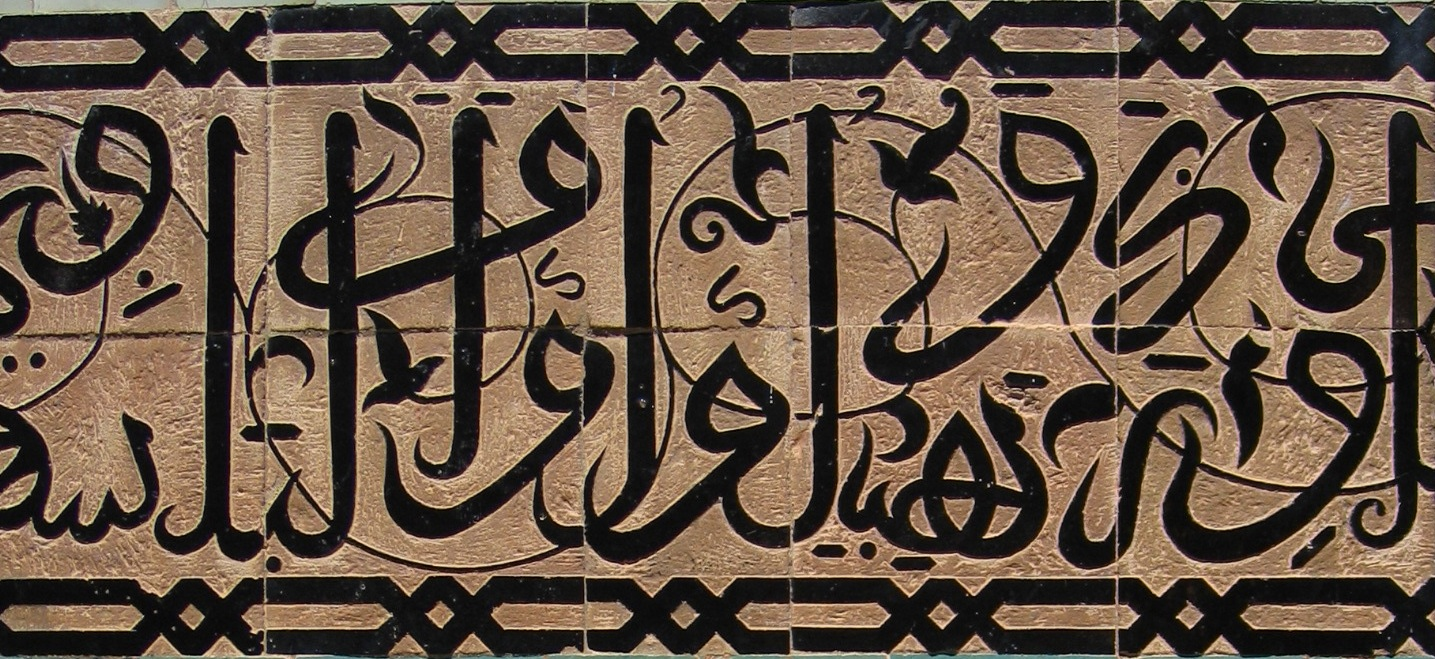
スルス体のカリグラフィー。モロッコ、メクネス

クルアーンの章（スーラ）は神の言葉であると考えられているため、カリグラフィーはイスラーム世界では重要な、さらには神聖な活動であるとされている。また、生き物の姿を表現することは宗教的な場所や作品では認められていない。そのためカリグラフィーには宗教的な領域のみならず世俗的な作品においても特別な注意が払われている。
アラビア文字は神の文字と捉えられ、イスラーム美術において偶像の代替的役割を果たした。アラビア文字はその視覚的特性からイスラーム美術の抽象的装飾と調和し、イスラーム美術の重要な装飾要素のひとつに位置付けられる。装飾に用いられる文字文様は読解が困難であったり、文字に似せているだけ（倣文字文）であったりする場合もあり、必ずしも読まれることを前提とはしていなかった。
9世紀にクーフィー体がクルアーン用の書体として発展し、そこから装飾書体が派生した。草書体は、イブン・ムクラの考案した配分システムが有名である。幾何学的な書体としては、正方形の中に文字をおさめるスクエア・クーフィー体がある。スクエア・クーフィー体は審美的な目的を優先して文字を変形させているため、判読が難しい。

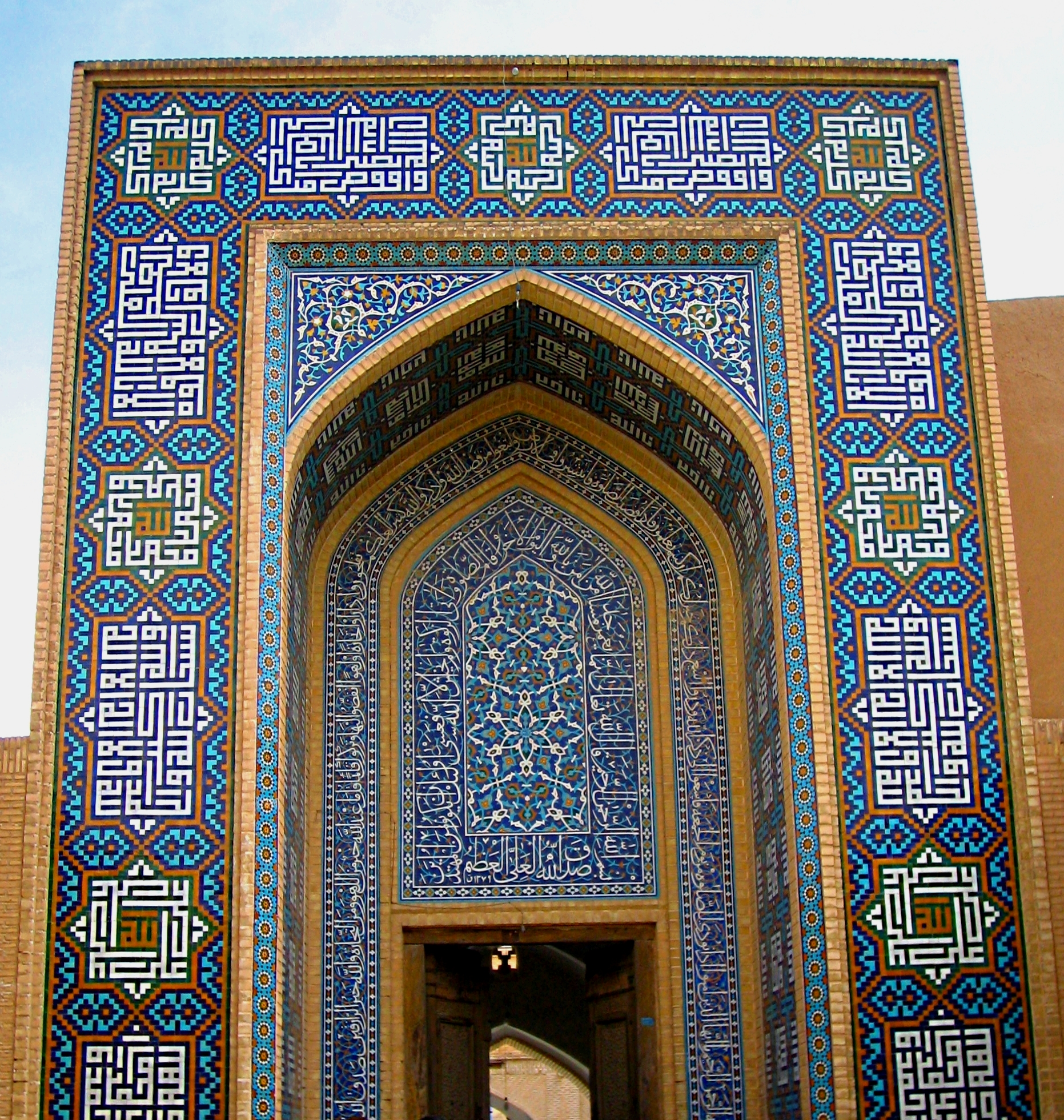
ヤズドで使われているスクエア・クーフィ体。
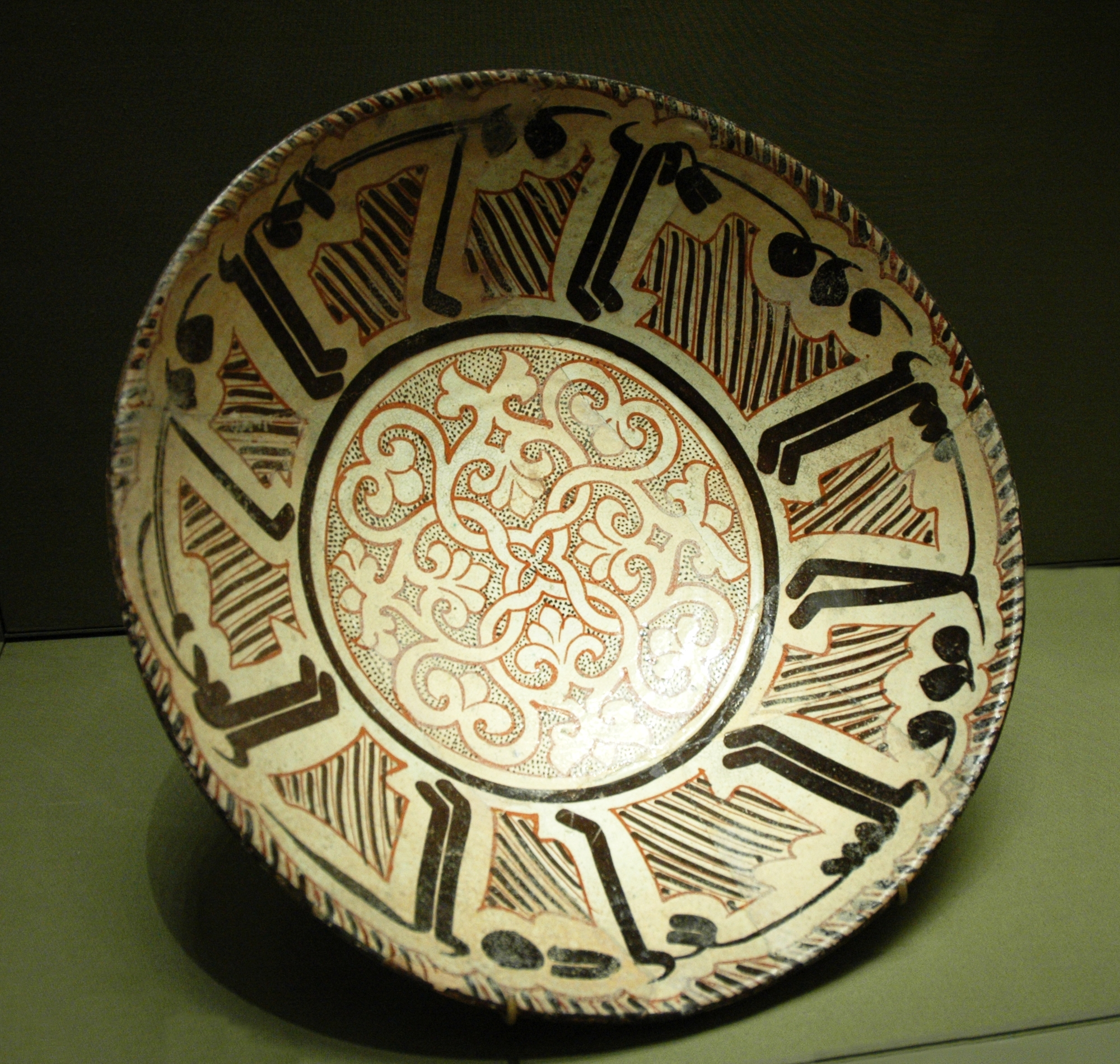
ニシャプールのテラコッタのボウルに書かれたクーフィ体。11世紀。
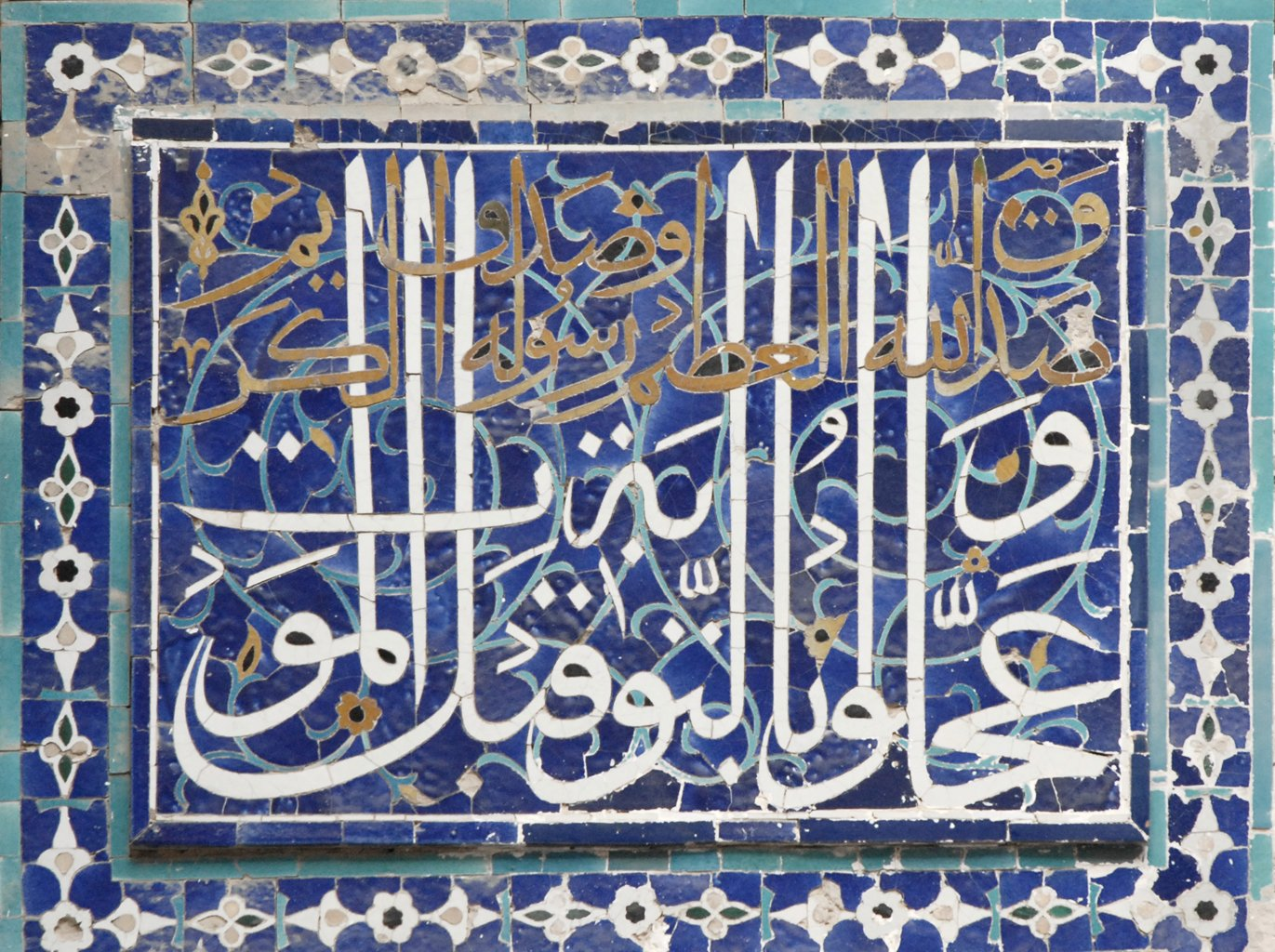
サマルカンドのタイルで作られたスルス体。
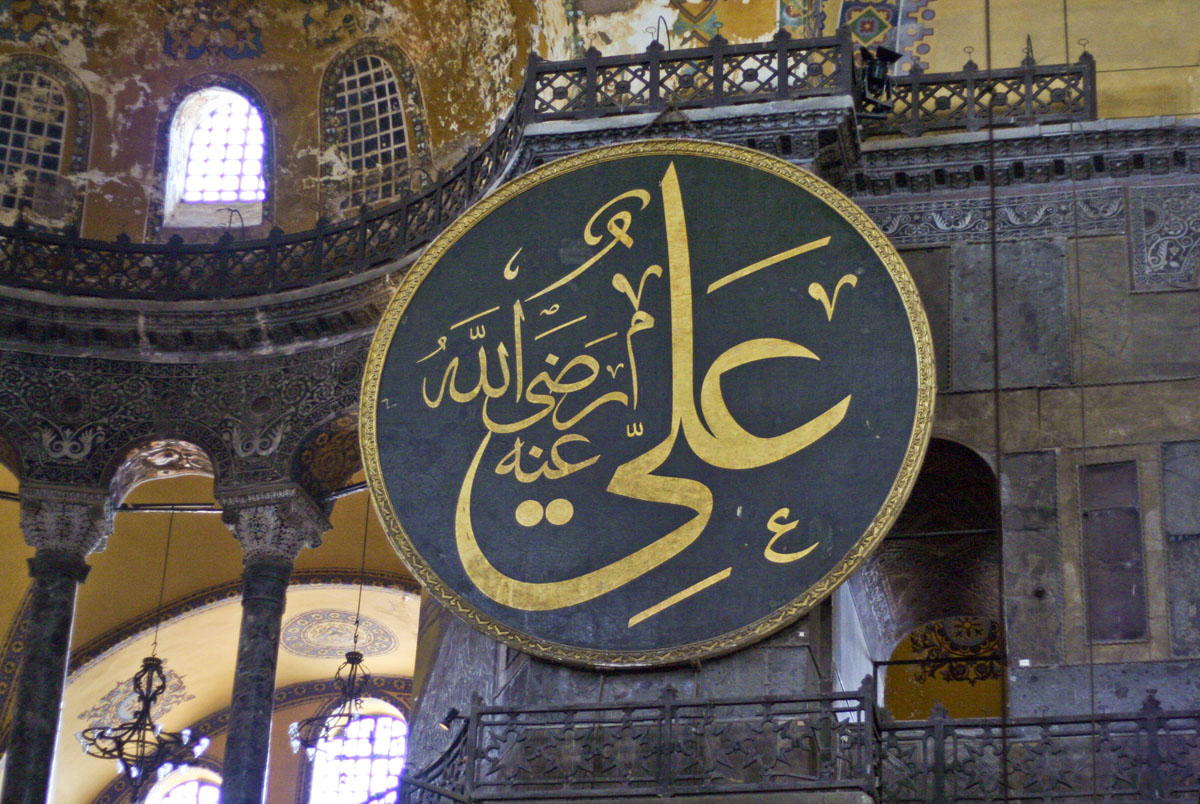
イスタンブールのアヤソフィアのナスフ体。
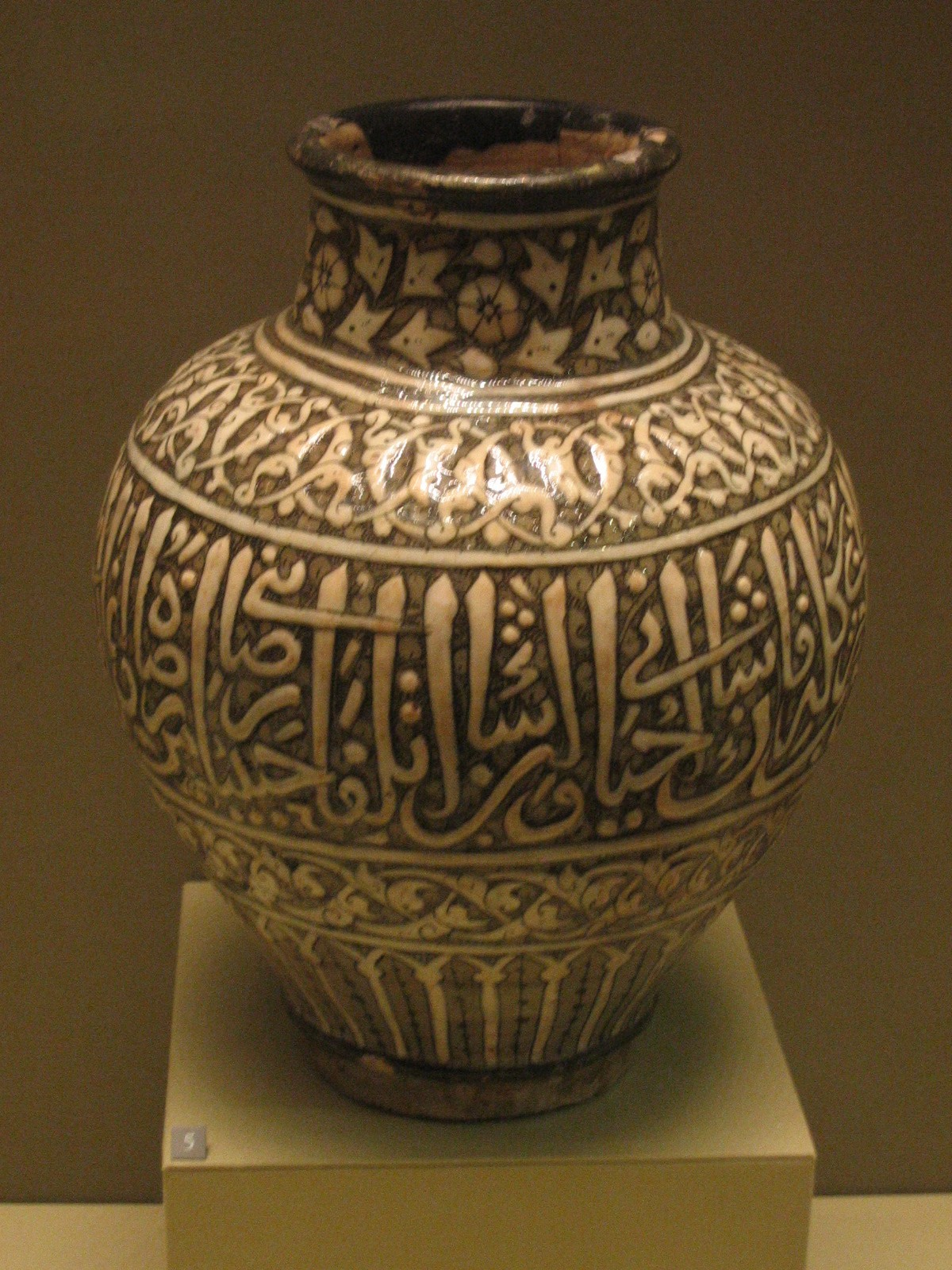
文字文様の施された壺。エジプト、16世紀

### 人や動物の図像表現

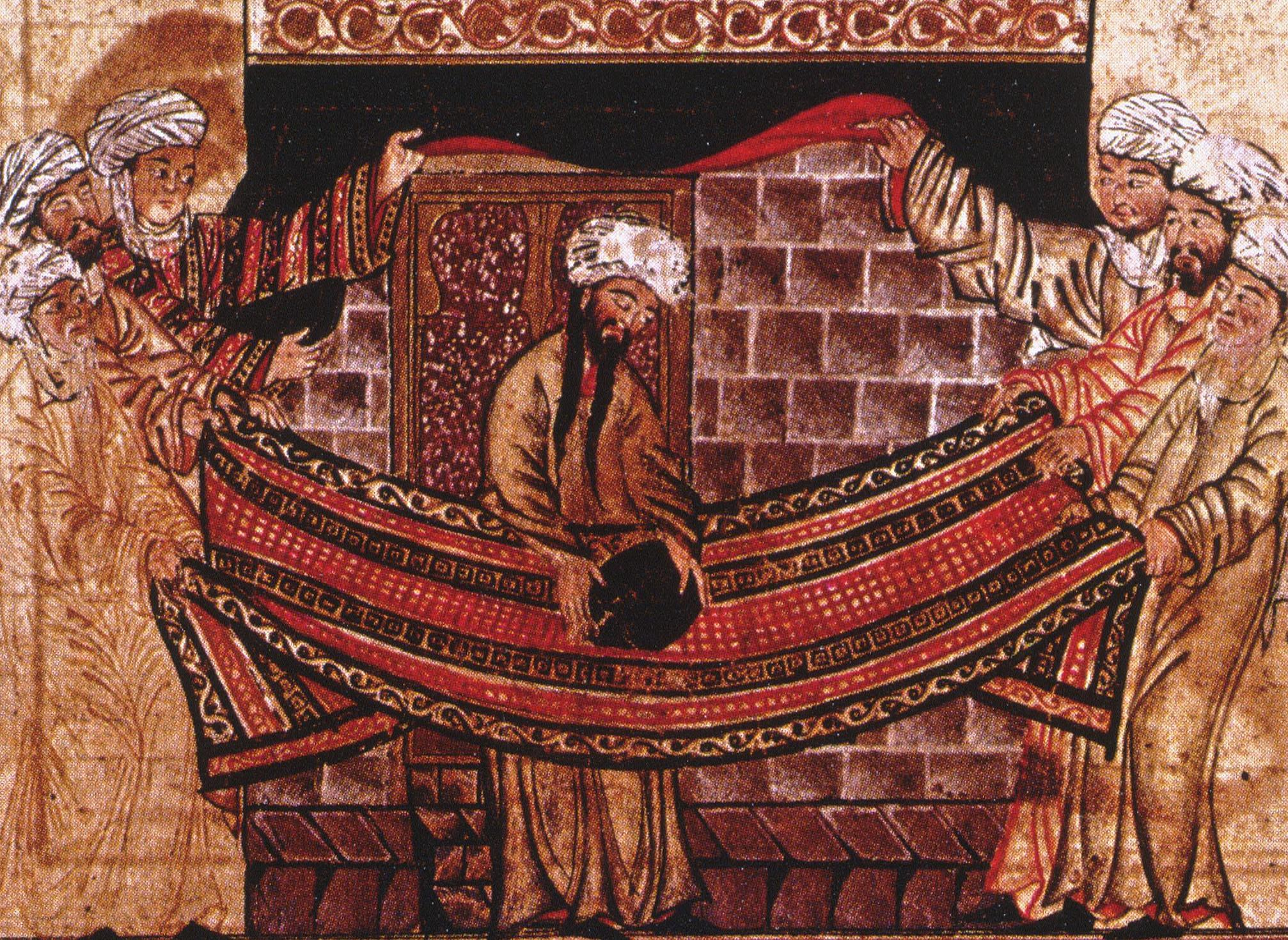
『集史』の挿絵（1315年頃）。ムハンマド（中央の人物）とメッカの部族の長老たちが、黒石をカアバへと運んでいる場面。ムハンマドの顔が描かれている。

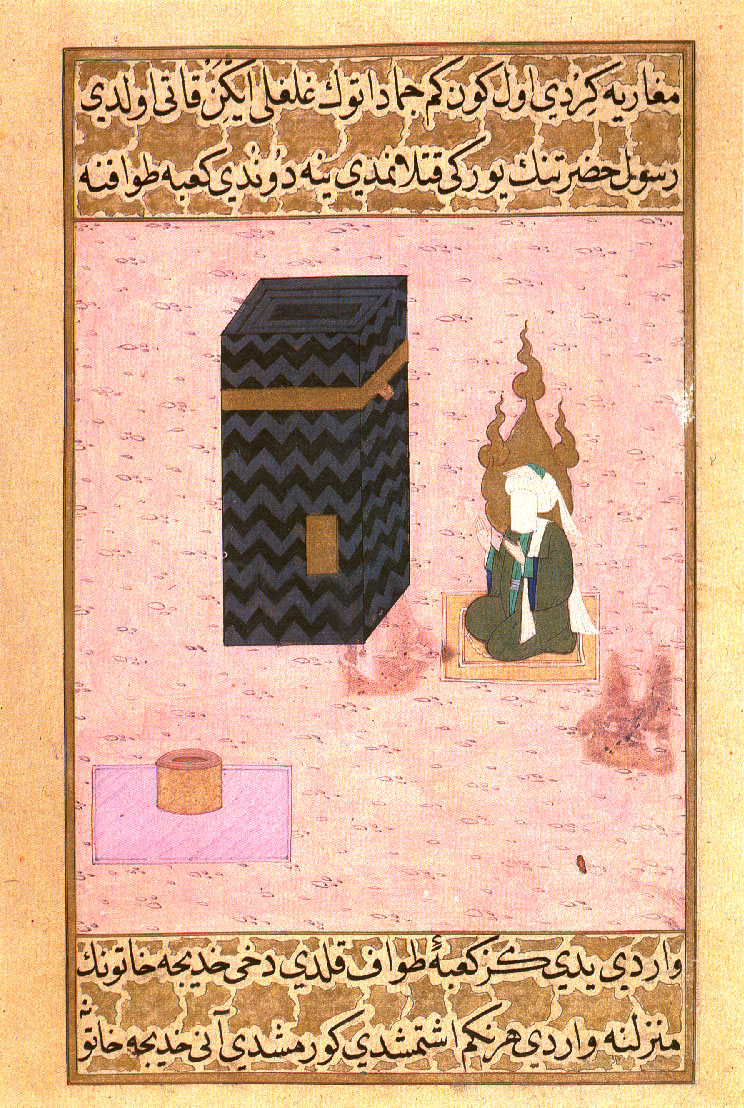
『預言者伝』の写本（1595年、イスタンブール）。ムハンマドに光背が描かれ、顔にベールがかけられている。

イスラーム美術には全く偶像が存在しないと考えられがちであるが、陶芸や写本芸術などでは数多くの人や動物の姿が表されている。クルアーンは偶像を禁じているが、これは神の姿を像に表し崇めることを禁じたもので、人間や動物を描くことを禁じたものではない。他方、ハディース（ムハンマドの言行録）の中には、動物の姿を描くことを神への挑戦であるとして非難するものがある。よって、あらゆる領域において神の表現は行われないが、人間や動物を描くことはモスクなどの宗教的文脈でこそ忌避されても、世俗の領域では必ずしもそうではなかった。ローマ帝国の壁画の習慣はイスラームではハンマーム（公衆浴場）の中に残り、動物や人間が描かれた。人物画についてはシャリーアの見地からは反対もされたが、浴場の絵画は身体の動物的・自然的・精神的能力を高めるとして支持された
| 「                                 | おお信ずる者たちよ！ 酒、賭博、石（偶像）、矢（矢占い）は忌むべきサタンの業である。これらを避けよ、さすれば汝らは栄えるであろう。 | 」 |
| —『クルアーン』5章90節（食卓の章） | |    |

またムハンマドだけでなくイエスやその他の旧約聖書に登場する預言者たちや、さらにはイマームたちの宗教的な図像も描かれることがあり、時代や地域によって顔に覆いがかけられることもあった。ムハンマドは神ではなく預言者であり、よってクルアーンの偶像禁止とは関係せず、また当初は神格化もされなかった。時代が下ると共に光背や頭光が描かれるようになり、16世紀には顔にベールがかけられ、18世紀には姿全体を隠すことも行われるようになった。このように図像表現の問題は複雑なものであり、時代や地域による変遷もあるのでさらに理解は困難なものとなっている。人物の挿絵が載っている宗教書の写本は少なく、預言者に関するダリールの『預言者の生涯』（1388年）、ムハンマドの夜の旅の挿絵があるミール・ハイダルの『昇天の書』（1436年）、第4代正統カリフのアリーの生涯を記したイブン・フサーム『使徒の書』（1480年）などが知られている。

## 経済的基盤・パトロン

### ワクフ
イスラーム世界では、寄進の制度であるワクフが美術の重要なパトロンの1つとなった。ワクフは慈善を目的として病院、学校、公衆浴場などの公共施設に財産を寄進する制度であり、ワクフによって建築物や美術品も作られて管理・保管され、ワクフを維持する者は名声を得た。
特にモスクや慈善施設向けの品は、ワクフとして寄進された。モスクに贈るガラス製のモスク・ランプ、墓廟に献納するアルダビール絨毯、クルアーンや統治を讃えて宮廷図書館の蔵書とする写本にもワクフがあった。

### 王族
王族は最も大きなパトロンであり、さまざまな動機によって美術を庇護した。オスマン帝国のスレイマン1世（1494年-1566年）は、スレイマニエ・モスクを中心とするスレイマニエ建築群の造営を進めた。この建築群は宗教施設から商業施設までを含み、あらゆる社会階層の要求に応えるという君主の意思を表した。サファヴィー朝のアッバース1世（1571年-1629年）は、エスファハーンにナクシュ・イ・ジャハーン（世界の雛形）と呼ぶ建築群の造営を進めた。この建築群は、4つの建築と広場によって、君主の信仰、統治、民衆への配慮を表現した。ティムール朝のゴーハル・シャード（?年-1457年）は、多数のモスクや慈善施設の造営を進め、マシュハドやヘラートを芸術の中心地とした。ティムール朝はスンナ派の王朝であったため、当地の主な信者であるシーア派と宥和するために庇護者として活発に活動をしたとされる。サード朝のシャリーフらは、モスクに付属する教育機関としてベン・ユースフ・マドラサを建設し、宗教教育と芸術の庇護を表した。
職人の集団がパトロンの王朝を求めて移住すると生産地も移動し、もとの場所で制作手段が失われる場合もあった。

### 地方領主
帝国や中央政府が弱体化すると、地方の領主がパトロンとして活発になった。アンダルスのウマイヤ朝が滅亡してタイファ諸王国の時代になると、諸王は自らの正当性を示すために美術の庇護を競った。 パトロンはイスラーム教徒ではない場合もあり、ヒンドゥー教徒のマハラジャだったジャイ・シング2世（1688年-1743年）はムガル帝国のイスラーム宮廷の様式を引き継ぎ、天体観測施設ジャンタル・マンタルなどのイスラーム建築の造営を進めた。

### 一般人
一般向けの商品としての工芸品の他に、商人をはじめとする裕福な者がパトロンとなり製作される場合もあった。都市部の上流階級や中流階級の庇護は、主に陶器やガラス製品に向けられた。ヘラートのボブリンスキーの手桶も、裕福な商人のために作られたとされる。

## 世界における認識

### 文献
美術工芸の史料としては、中世後期に書かれた『ヒスバの書』がある。これはムフタスィブ（市場監督官）に向けた業務の手引書であり、ガラス工芸の製造や品質検査について書かれており、装飾品の高級ガラスに加えて実用品向けのガラス工芸が増えていた状況が分かる。また、ファーティマ朝のユダヤ教徒によるゲニザ文書には、イスラーム教徒の職人がユダヤ教徒と業務提携をしていた記録があり、信仰を越えた協力があったことが分かる。
イスラーム絵画の史料としては、ティムール朝の図書館長ジャフェル・バーイスングリーが書いた『上申の書』（1427年）に当時の絵画制作環境が記録されている。画家の列伝である『ラシーディーの歴史』（1541年）、書家や画家の列伝を含む『パフラーム・ミールザー画冊』（1544年）などは、オスマン朝のトプカプ宮殿にも所蔵されている。書家と画家の列伝としてはティムール朝から同時代までをまとめたゲッセ・ホーンの『書と絵画の歴史に関する書』（1546年）もある。
オスマン朝の芸術はムラト3世の時代に最も盛んになり、財務長官のムスタファ・アーリーによって『芸術家列伝』（1586年）が編纂された。これはクトゥブッディーン・モハンマド・ヤズディーの『書家列伝』に画家列伝を追加した内容で、トルコの他にイランの書家と画家も収録されており、絵画研究の重要な史料となっている。工芸家などの職人も含めた記録では、トプカプ宮殿の『芸術家 ・手工芸家の賃金 ・登録台帳』（1503年-1796年）が貴重な記録となっている。
画論や美術論としては、サファヴィー朝の宮廷図書館長サーディキー・ベクの『絵画の規範』（1596年）、サファヴィー朝の法官ガーズィー・アフマドの『芸術の花園』（1606年）などがある。ともに絵画像の理想や絵画観の他に、実践的な絵画技法や絵具の製法、写本製作の技法についても触れている。

### 受容と研究史
ヨーロッパにおいては、中世に高価な物品（絹、天然水晶）を多数輸入していたため、古くからイスラーム美術が知られていた。こうした物品の多くが聖遺物箱に使用され、西洋の教会の宝物庫で保存されている。初期のガラス器の完品の大部分は、イスラーム世界ではなく教会の宝物庫に残っていたものである。しかしながら、学問としてのイスラーム美術史は、たとえば西洋の古代美術史などよりも遥かに最近になって生まれた分野である。それに加えて考古学の分野では、古代の遺物を求める発掘によってイスラーム美術が荒らされて犠牲となる場合もある。
19世紀に誕生しオリエンタリズムによって推進されたこの学問は、世界的な政治・宗教上の出来事のために紆余曲折を経てきた。植民地化は一部の国々の研究に有利に働き、ヨーロッパとアメリカに複数のコレクションも誕生したが、完全に無視された時代や地域も数多あった。後期オスマン帝国やガージャール朝の美術がその典型で、今日ようやく再発見されつつある。西洋的なオリエンタリズムはイスラームの過去の1つの統一された黄金時代を見ようとし、他方で植民地主義から解放されたイスラーム諸国では汎イスラーム主義と民族主義との相克があった。
イスラーム美術が主に西洋美術の分類によって行われてきたため、問題が生じた点もあった。そのひとつが絵画と文様の関係についてである。イスラーム絵画においてはタズヒーブ（文様）も絵画ジャンルであり、特に写本との関係で重要とされてきた。西洋絵画の方法論は人物や動植物などの具象画に注目するため、細密画は評価をされたが、文様は写本の一要素として論じられる傾向にあった。また、細密画においても、アラブ、イラン、インド、トルコなどの絵画がイスラーム絵画としてまとめて論じられる傾向にあったが、民族や地域による美的感性の違いについて個別の研究が必要とされている。
日本へは7世紀末には唐招提寺舎利容器（国宝）としてイスラームのガラスが鑑真によりもたらされたほか、東大寺正倉院中倉に3点のイスラーム・ガラス器が収められている。中近世にも陶磁器、絨毯、織物は伝来を続けており、特に織物は名物裂として扱われた。20世紀に入ってからは、早稲田大学、中近東文化センター、イスラーム考古学研究所、出光美術館などが1970年代以降に発掘・研究活動を行っている。

### 主要なコレクション

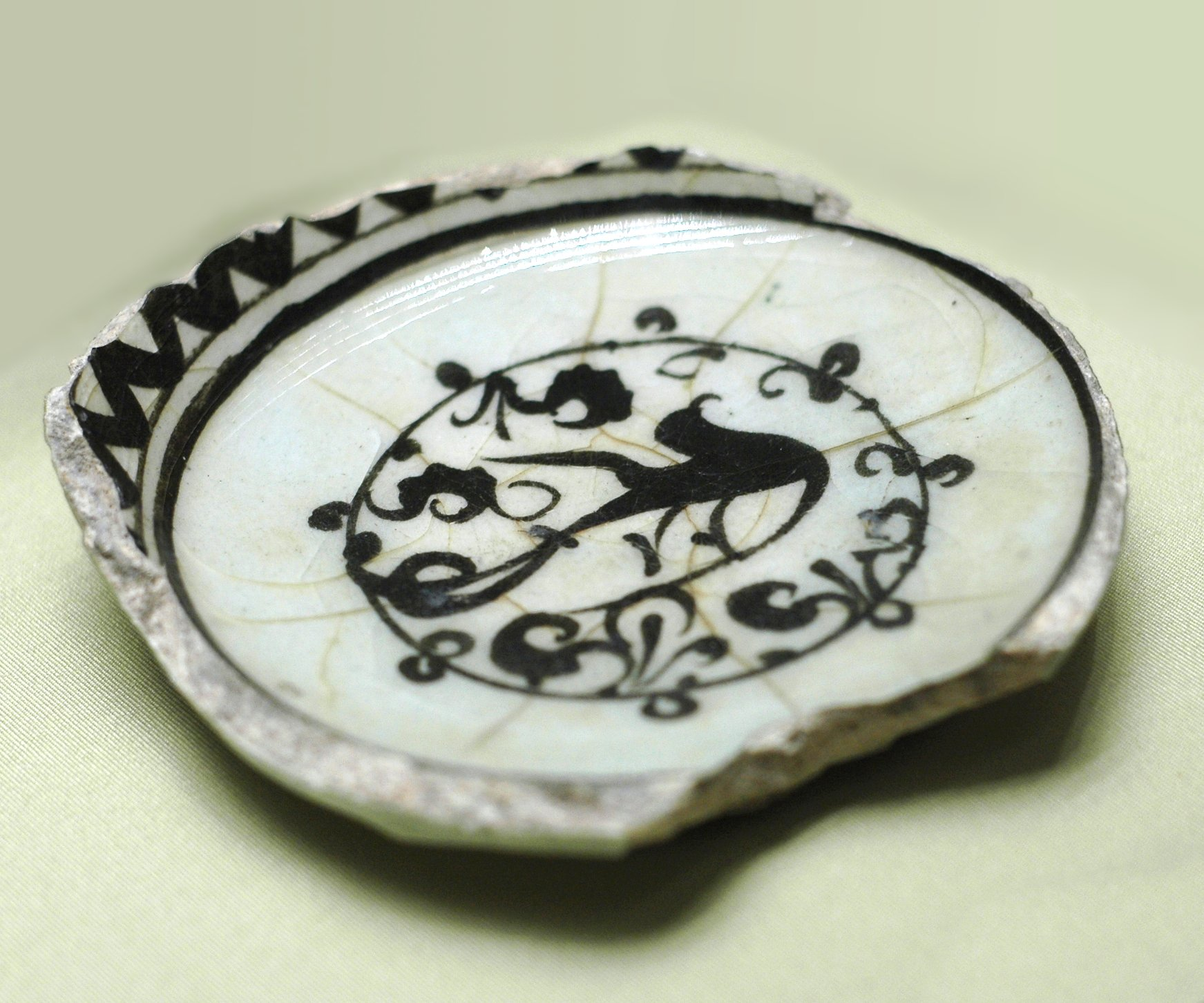
鳥の描かれた陶片。シリア、13世紀初頭。ルーヴル美術館蔵

イスラーム美術の大規模なコレクションはイスラーム世界よりも欧米に多い。19世紀末のオリエンタリズムの隆盛や、アーツ・アンド・クラフツ運動による手工業工芸品の再評価などにより、優れたイスラーム美術のコレクションが欧米に形成された。具体的にはルーヴル美術館、メトロポリタン美術館、大英博物館、ヴィクトリア&アルバート博物館などがある。しかしながらイスラーム世界にもイスラーム芸術博物館、カタール国立博物館などのコレクションが存在する。リスボンのカルースト・グルベンキアン財団とハリリ・コレクションも多くの作品を所蔵している。ワシントンD.C.のフリーア美術館のようなアメリカ合衆国の博物館にも美術品や写本を有しているものがある。コーニング・ガラス博物館には世界で最も重要なイスラームのガラス作品のコレクションがある。写本では、大英図書館やフランス国立図書館などの図書館も重要で、東洋の写本のコレクションがかなり充実しているが、また博物館も写本の装飾されたページを保存している場合がある。
日本には陶器とテキスタイルを中心としたコレクションが存在し、中近東文化センター、東京国立博物館、国立民族学博物館、岡山市立オリエント美術館、MIHO MUSEUMなどでイスラーム美術に触れることができる。

### 世界遺産との関係
世界遺産にはイスラーム建築も登録されており、最初の登録はモスクを含むゴレ島（1978年）となった。2013年時点で、イスラーム建築の旧市街は40件、都市遺跡は20件、宗教建築は12件ある。旧市街にはフェズ、シバーム、サマルカンド等、都市遺跡はサーマッラー、バム等、宗教建築はタージ・マハルやディヴリーイの大モスク等となる。世界遺産の登録によって建造物の修復が行われ、かつての姿を取り戻すこともある。他方で、観光開発によって周辺との経済格差を招く場合もある。

### イスラーム美術の発掘
建築ならびに美術品の最も古い産品を求めてサーマッラー、スーサ、カイロなどでイスラーム考古学が行われている。政治状況や一時期の無関心などのためアラビア半島は学問上「最後の空白地」とも呼ばれ、それだけに研究の余地は大きく、困難にもかかわらず、パキスタンからマグリブに至るまでのイスラーム世界全域の重要な現場で発掘が行われている。1910年のサーマッラーとフスタートの発掘に始まり、1940年代にはイラン、シリア、レバノン、ヨルダン、イスラエル、トルコ、東アフリカ諸国でも発掘調査が始まった。1970年代にはイスラーム考古学研究とともに急増し、エルサレム、ダマスクス、ラッカ、カエサリア、シーラーフ、アカバ、クサイル、トゥール、ラーヤなどの都市遺跡の発掘が進んだ。バグダードは遺跡が建物に覆われているので発掘調査を行うことはできていない。他方、サーマッラーはエルンスト・ヘルツフェルトやより最近ではアラステア・ノーセッジによるものなど複数次の発掘調査の対象となっている。